# Socialistická federativní republika Jugoslávie
Socialistická federativní republika Jugoslávie (zkratkou SFRJ), běžně označovaná jako SFR Jugoslávie nebo jednoduše Jugoslávie, byl federativní mnohonárodní stát ve střední a jihovýchodní Evropě. Vznikla závěru druhé světové války a trvala až do roku 1992, kdy došlo k rozpadu Jugoslávie v důsledku jugoslávských válek. Jugoslávii o rozloze 255 804 km²  na Balkáně omývalo ze západu Jaderské moře a část sousedila s Itálií, na severu s Rakouskem a Maďarskem, na východě s Bulharskem a Rumunskem a s Albánií a Řeckem na jihu. Jednalo se o socialistický stát s vládou jedné strany řízený Svazem komunistů Jugoslávie. Tvořilo jí šest republik: Bosna a Hercegovina, Chorvatsko, Makedonie, Černá Hora, Srbsko a Slovinsko. V Srbsku leželo jugoslávské hlavní město Bělehrad a také dvě autonomní jugoslávské oblasti: Kosovo a Vojvodina.
Původ SFR Jugoslávie sahá k 26. listopadu 1942, kdy během druhé světové války vznikla Antifašistická rada národního osvobození Jugoslávie, aby odolala okupaci Království Jugoslávie silami osy. Po osvobození země byl sesazen král Petr II., zanikla monarchie a 29. listopadu 1945 byla vyhlášena Federativní lidová republika Jugoslávie. Nová komunistická vláda vedená Josipem Brozem Titem stála na začátku studené války na straně východního bloku, ale po roztržce mezi Titem a Stalinem v roce 1948 prosazovala politiku neutrality; stala se jedním ze zakládajících členů Hnutí nezúčastněných zemí a přešla z plánované ekonomiky k tržnímu socialismu.
Po Titově smrti 4. května 1980 se jugoslávská ekonomika začala hroutit, což zvýšilo nezaměstnanost a inflaci. Hospodářská krize vedla koncem 80. a začátkem 90. let k rostoucímu etnickému nacionalismu a politickým neshodám. S pádem komunismu ve východní Evropě selhaly snahy o přechod v konfederaci; dvě nejbohatší republiky, Chorvatsko a Slovinsko, se oddělily a získaly určité mezinárodní uznání v roce 1991. Federace se rozpadla podél hranic federativních republik, což uspíšil začátek jugoslávských válek a federace se formálně rozpadla 27. dubna 1992. Dvě republiky Srbsko a Černá Hora zůstaly v obnoveném státě známém jako Svazová republika Jugoslávie nebo FR Jugoslávie, ale tento stát nebyl mezinárodně uznán jako oficiální nástupnický stát SFR Jugoslávie. Zpětně se dnes běžně používá název bývalá Jugoslávie.

## Historie

### Druhá světová válka

Mapa Jugoslávie s rozdělením národního území a okupačních zón

6. dubna 1941 byla Jugoslávie napadena mocnostmi Osy vedenými nacistickým Německem; do 17. dubna 1941 byla země plně obsazena a brzy byla Osou rozdělena. Jugoslávský odboj byl brzy nastolen ve dvou formách - Královské jugoslávské armádě ve vlasti a Komunistickými jugoslávskými partyzány. Partyzánským nejvyšším velitelem byl Josip Broz Tito a pod jeho velením začalo hnutí brzy zakládat „osvobozená území“, která přitahovala pozornost okupačních sil. Na rozdíl od různých nacionalistických milicí působících v okupované Jugoslávii byli partyzáni panjugoslávským hnutím prosazujícím „bratrství a jednotu“ jugoslávských národů a reprezentující republikánské, levicové a socialistické prvky jugoslávského politického spektra. Koalice politických stran, frakcí a prominentních jednotlivců za hnutím byla Lidová osvobozenecká fronta (Jedinstveni narodnooslobodilački front, JNOF), vedená Komunistickou stranou Jugoslávie (KPJ).
Fronta vytvořila reprezentativní politický orgán, Antifašistickou radu národního osvobození Jugoslávie (AVNOJ, Antifašističko Veće Narodnog Oslobođenja Jugoslavije). AVNOJ, která se poprvé sešla v partyzány osvobozeném Bihaći dne 26. listopadu 1942 (první zasedání AVNOJ), prohlásila status jugoslávského poradního shromáždění (parlamentu).
Během roku 1943 začali jugoslávští partyzáni přitahovat vážnou pozornost německých sil. Ve dvou hlavních operacích, Fall Weiss (leden až duben 1943) a Fall Schwartz (15. května až 16. června 1943), se Osa pokusila jednou provždy potlačit jugoslávský odpor. V bitvě na Neretvě a bitvě na Sutjesce se 20 000 členů hlavní partyzánské operační skupiny zaměstnalo asi 150 000 kombinovaných vojáků Osy. V obou bitvách se skupině navzdory těžkým ztrátám podařilo vyhnout se pasti a stáhnout se do bezpečí. Partyzáni byli silnější než dříve a nyní dokázali obsadit významnější části Jugoslávie. Události značně zvýšily postavení partyzánů a zajistily jim příznivou pověst mezi jugoslávským obyvatelstvem, což vedlo ke zvýšenému náboru. 8. září 1943 fašistická Itálie kapitulovala před spojenci a jejich okupační zóna v Jugoslávii zůstala pro partyzány otevřená. Tito využil událostí a zakrátko osvobodil dalmatské pobřeží a zdejší města. To zajistilo italské zbraně a zásoby pro partyzány, dobrovolníky z měst dříve anektovaných Itálií a italské rekruty přecházející ke Spojencům (Garibaldiho divize). Po tomto příznivém řetězci událostí se AVNOJ rozhodla sejít podruhé – nyní v Partyzány osvobozeném městě Jajce. Druhé zasedání AVNOJ trvalo od 21. do 29. listopadu 1943 (těsně před a během Teheránské konference) a dospělo k řadě významných závěrů. Nejvýznamnějším z nich byl vznik Demokratické federální Jugoslávie; státu, který by byl federací šesti rovnoprávných jihoslovanských republik (na rozdíl od údajné srbské převahy v předválečné Jugoslávii). Rada rozhodla o „neutrálním“ názvu a záměrně ponechala otázku „monarchie vs. republika“ otevřenou a rozhodla, že Petru II. bude umožněn návrat z exilu v Londýně pouze po příznivém výsledku celojugoslávského referenda o této otázce. AVNOJ mimo jiné rozhodla o vytvoření prozatímního výkonného orgánu, Národní rady pro osvobození Jugoslávie (NKOJ, Nacionalni komitet oslobođenja Jugoslavije), kterým byl Tito jmenován předsedou vlády. Po dosažení úspěchu v střetnutích v roce 1943 získal Tito také hodnost maršála Jugoslávie. Příznivé zprávy také přišly z Teheránské konference, když Spojenci dospěli k závěru, že Partyzáni budou uznáni jako spojenecké jugoslávské hnutí odporu a že jim budou poskytnuty zásoby a válečná podpora proti okupaci Osy.
Když se v roce 1944 válka obrátila proti silám Osy, partyzáni nadále drželi významné části jugoslávského území. Se spojenci v Itálii byly jugoslávské ostrovy v Jaderském moři útočištěm odporu. 17. června 1944 se na partyzánské základně na ostrově Vis konala konference mezi Titem, předsedou vlády NKOJ (zastupující AVNOJ), a Ivanem Šubašićem, předsedou královské jugoslávské exilové vlády v Londýně. Závěry, známé jako dohoda Tito–Šubašić, poskytly královo uznání AVNOJ a Demokratické federální Jugoslávie (DFY) a stanovily ustavení společné jugoslávské koaliční vlády v čele s Titem se Šubašićem jako ministrem zahraničí. AVNOJ byl potvrzen jako prozatímní jugoslávský parlament. Exilová vláda Petra II. v Londýně, částečně kvůli tlaku Spojeného království, recognized the state in the agreement, signed on 17 June 1944 between Šubašić and Tito. uznala stát v dohodě, podepsané 17. června 1944 mezi Šubašićem a Titem. Zákonodárným orgánem demokratické republiky bylo po listopadu 1944 Prozatímní shromáždění. Dohoda Tito-Šubašić z roku 1944 prohlásila, že stát je pluralitní demokracií, která zaručuje: demokratické svobody; osobní svobodu; svobodu slova, shromažďování a náboženství; a svobodný tisk. V lednu 1945 však Tito přesunul důraz své vlády od důrazu na pluralitní demokracii a tvrdil, že ačkoli přijímá demokracii, prohlašuje, že není potřeba více stran, protože tvrdil, že více stran zbytečně uprostřed válečného úsilí Jugoslávie rozděluje a že Lidová fronta zastupuje veškerý jugoslávský lid. Hlavním hnutím ve vládě byla koalice Lidová fronta v čele s KPJ a jejím generálním tajemníkem Titem. Mezi další politická hnutí, která se připojila k vládě, patřilo hnutí „Napred“ reprezentované Milivojem Markovićem. Bělehrad, hlavní město Jugoslávie, byl osvobozen s pomocí sovětské Rudé armády v říjnu 1944 a sestavení nové jugoslávské vlády byl odloženo na 2. listopadu 1944, kdy byla podepsána Bělehradská dohoda a byla vytvořena prozatímní vláda. Dohody také počítaly s případnými poválečnými volbami, které by určily budoucí systém vlády a ekonomiky státu.
V roce 1945 partyzáni vytlačovali síly Osy a osvobozovali zbývající části okupovaného území. Dne 20. března 1945 zahájili partyzáni svou všeobecnou ofenzívu s cílem zcela vypudit německé a zbývající kolaborující síly. Do konce dubna 1945 byly osvobozeny zbývající severní části Jugoslávie a kusy jihoněmeckého (rakouského) a italského území kolem Terstu byly obsazeny jugoslávskými jednotkami. Jugoslávie byla nyní opět plně nedotčeným státem, jehož hranice velmi připomínaly jejich podobu před rokem 1941 a partyzáni si ji představovali jako „demokratickou federaci“, včetně šesti federativních států: Federativního státu Bosna a Hercegovina (FS Bosna a Hercegovina ), Federativní stát Chorvatsko (FS Chorvatsko), Federativní stát Makedonie (FS Makedonie), Federativní stát Černá Hora (FS Černá Hora), Federativní stát Srbsko (FS Srbsko) a Federativní stát Slovinsko (FS Slovinsko). Povaha vlády však zůstávala nejasná a Tito se velmi zdráhal začlenit exilového krále Petra II. do poválečné Jugoslávie, jak požadoval Winston Churchill. V únoru 1945 Tito uznal existenci Regentské rady zastupující krále: prvním a jediným aktem rady, jak byla ustanovena 7. března, však bylo vyhlásit novou vládu pod Titovým předsednictvím. Povaha státu byla bezprostředně po válce stále nejasná a 26. června 1945 vláda podepsala Chartu Organizace spojených národů, která jako oficiální název používala pouze Jugoslávii, bez odkazu na království nebo republiku. Jako hlavu státu král 7. března jmenoval do své regentské rady ústavní právníky Srđana Budisavljeviće, Ante Mandiće a Dušana Sernce. Tím král zmocnil svou radu, aby vytvořila společnou dočasnou vládu s NKOJ a přijala Titovu nominaci na premiéra první normální vlády. Regentská rady zmocněna králem tak přijal Titovu nominaci dne 29. listopadu 1945, kdy byla vyhlášena Federativní lidová republika. Tímto bezpodmínečným předáním pravomocí král Petr II abdikoval v Titův prospěch. Toto datum, kdy se podle mezinárodního práva zrodila druhá Jugoslávie, bylo od té doby označeno jako jugoslávský státní svátek Den republiky, nicméně po přechodu komunistů na autoritářství byl tento svátek oficiálně změněn na zasedání AVNOJ v roce 1943, které bylo shodou okolností proběhlo ve stejný den v roce.

### Poválečné období
První jugoslávské volby po druhé světové válce byly stanoveny na 11. listopadu 1945. Do této doby byla koalice stran podporujících partyzány, Lidová osvobozenecká fronta (Jedinstveni narodnooslobodilački front, JNOF), přejmenována na Lidovou frontu (Narodni fronta, NOF). Lidová fronta byla primárně vedena KPJ a reprezentována Titem. Pověst obou velmi těžila z jejich válečných činů a rozhodného úspěchu a mezi obyvatelstvem  se těšili skutečné podpory. Byly však obnoveny i staré předválečné politické strany. Již v lednu 1945, kdy nepřítel stále okupoval severozápad, Tito poznamenal:
| „                             | V zásadě proti politickým stranám nejsem, protože demokracie předpokládá i svobodu vyjadřovat své zásady a myšlenky. Ale vytvářet strany v zájmu stran nyní, když všichni jako jeden musíme nasměrovat všechny své síly směrem k vyhnání okupačních vojsk z naší země, když vlast byla srovnána se zemí, když nemáme nic než vědomí a naše ruce... na to teď nemáme čas. A zde je lidové hnutí [Lidová fronta]. Všichni jsou v něm vítáni, jak komunisté, tak ti, kteří byli demokraty a radikály atd., ať se dříve nazývali jakkoli. Toto hnutí je silou, jedinou silou, která nyní může naši zemi vyvést z této hrůzy a bídy a přivést ji k úplné svobodě. | “ |
| — Josip Broz Tito, leden 1945 | |   |

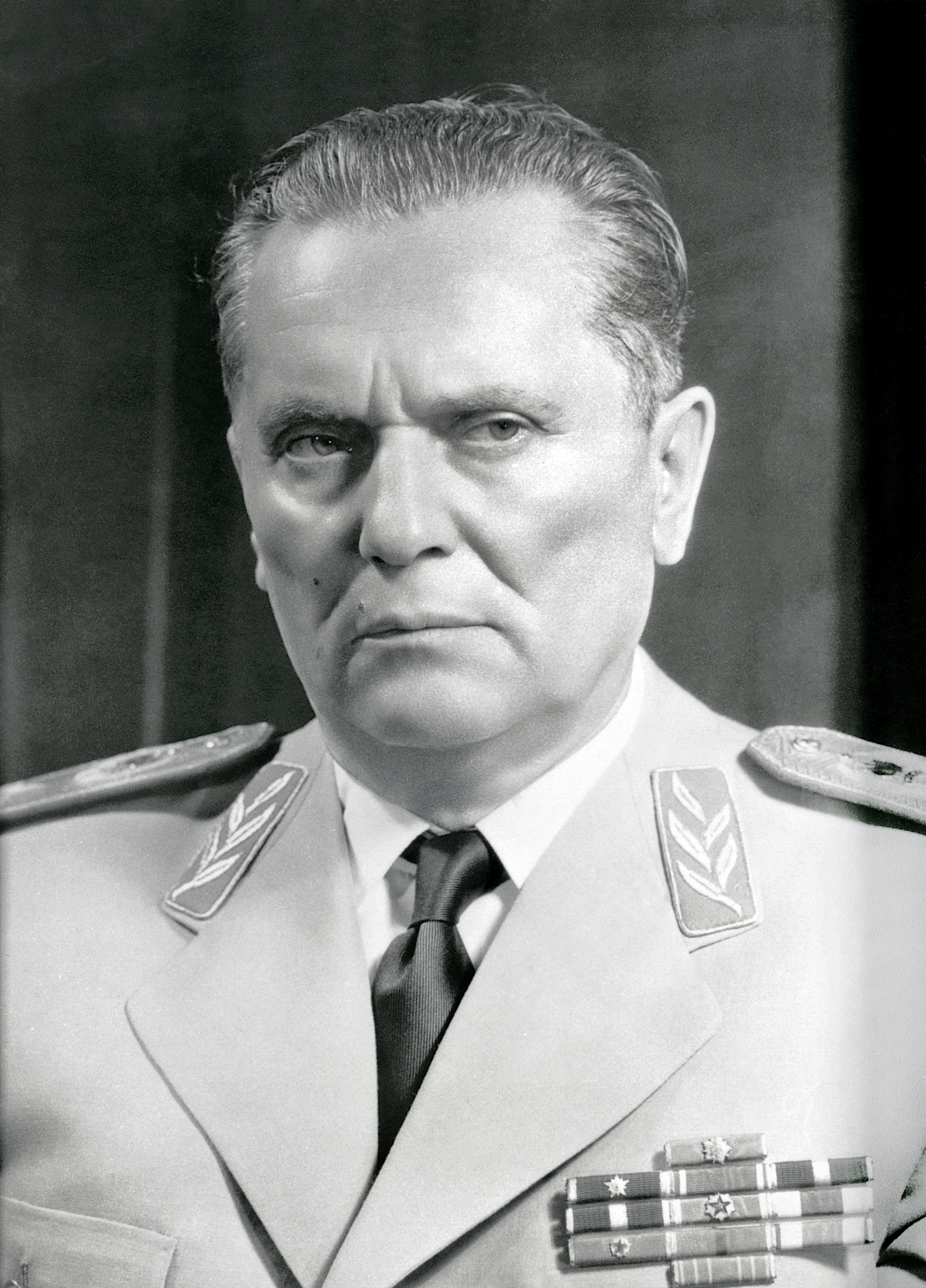
Maršál Josip Broz Tito vedl Jugoslávii v letech 1944 až 1980.

Ale zatímco samotné volby byly spravedlivě řízeny tajným hlasováním, kampaň, která jim předcházela, byla značně nečestná.  Opoziční noviny byly několikrát zakázány a v Srbsku dostávali opoziční vůdci jako Milan Grol prostřednictvím tisku výhrůžky. Opozice na protest proti nepřátelské atmosféře z voleb odstoupila a tato situace způsobila vystoupení tří roajalistických zástupců Grol-Šubašič-Juraj Šutej z prozatímní vlády. Ve skutečnosti se hlasovalo na jediném seznamu kandidátů Lidové fronty s ustanovením, že opoziční hlasy byly odevzdávány do samostatných volebních boxů, ale tento postup umožnil identifikovat voliče agenty OZNA. Výsledky voleb z 11. listopadu 1945 byly rozhodně ve prospěch předsedy, přičemž průměrně 85 % voličů každého federativního státu odevzdalo svůj hlas pro Lidovou frontu. 29. listopadu 1945, na druhé výročí druhého zasedání AVNOJ, Ústavodárné shromáždění Jugoslávie formálně zrušilo monarchii a prohlásilo stát za republiku. Oficiálním názvem země se stala Federativní lidová republika Jugoslávie (FPR Jugoslávie, FPRY) a šest federativních států se stalo „Lidovými republikami“. Jugoslávie se stala státem jedné strany a ve svých prvních letech byla považována za model komunistické ortodoxie.
Jugoslávská vláda se spojila se Sovětským svazem pod vládou Josifa Stalina a na počátku studené války sestřelila ve dnech 9. a 19. srpna 1946 dvě americká letadla letící v jugoslávském vzdušném prostoru. Jednalo se o první letecké sestřely západních letadel během studené války. Ve Spojených státech způsobily hlubokou nedůvěrou k Titovi a dokonce volání po vojenské intervenci proti Jugoslávii. Nová Jugoslávie také v tomto raném období úzce následovala stalinistický sovětský model hospodářského rozvoje, jehož některé aspekty dosáhly značného úspěchu. Zejména veřejné práce té doby organizované vládou dokázaly přestavět a dokonce zlepšit jugoslávskou infrastrukturu (zejména silniční systém) s malými náklady pro stát. Napětí se Západem se zvýšilo, když se Jugoslávie připojila ke Kominformě. Začala raná fáze studené války, když Jugoslávie prováděla agresivní zahraniční politiku. Po osvobození většiny Julije a Korutan a s historickými nároky na oba tyto regiony začala jugoslávská vláda diplomatické manévrování, aby je začlenila do Jugoslávie. Oba tyto požadavky byly proti Západu. Největším bodem sváru bylo přístavní město Terst. Město a jeho vnitrozemí osvobodili většinou partyzáni v roce 1945, ale tlak západních spojenců je donutil stáhnout se k tzv. „Morganově linii“. Vzniklo Svobodné území Terst a rozděleno na zónu A a zónu B, spravované západními spojenci a Jugoslávií. Zpočátku byla Jugoslávie podporována Stalinem, ale v roce 1947 došlo k ochlazení směrem k ambicím nového státu. Krize se nakonec rozplynula za roztržky mezi Titem a Stalinem, přičemž zóna A byla udělena Itálii a zóna B Jugoslávii.
Mezitím v Řecku – jižním sousedu Jugoslávie – mezi komunisty a pravicovou vládou zuřila občanská válka a jugoslávská vláda byla odhodlána dosáhnout vítězství komunistů. Jugoslávie vyslala významnou pomoc, pokud jde o zbraně a munici, zásoby, vojenské experty na partyzánské válčení (např. generál Vladimir Dapčević) a dokonce umožnila řeckým komunistickým silám používat jugoslávské území jako bezpečné útočiště. Ačkoli Sovětský svaz, Bulharsko a Albánie (ovládaná Jugoslávií) také poskytly vojenskou podporu, jugoslávská pomoc byla mnohem podstatnější. Toto jugoslávské zahraniční dobrodružství však také skončilo rozkolem mezi Titem a Stalinem, protože řečtí komunisté v očekávání svržení Tita odmítli jakoukoli pomoc od jeho vlády. Bez ní však byli značně znevýhodněni a v roce 1949 poraženi. Vzhledem k tomu, že Jugoslávie byla v bezprostředně poválečném období jediným komunistickým sousedem země, byla Albánská lidová republika fakticky jugoslávským satelitem. Sousední Bulharsko bylo také pod rostoucím jugoslávským vlivem a začalo se jednat o politickém sjednocení Albánie a Bulharska s Jugoslávií. Hlavním bodem sporu bylo, že Jugoslávie chtěla tyto dva absorbovat a přeměnit je na další federativní republiky. Albánie nemohla nic namítat, ale bulharský názor byl takový, že nová balkánská federace by představovala Bulharsko a Jugoslávii jako celek sjednocený za stejných podmínek. Když tato jednání začala, byli jugoslávští zástupci Edvard Kardelj a Milovan Đilas povoláni do Moskvy spolu s bulharskou delegací, kde se je Stalin a Vjačeslav Molotov pokusili nevybíravým způsobem zlomit, aby přijali sovětskou kontrolu nad sloučením mezi státy, a obecně se je snažili donutit do područí. Sověti nevyjádřili konkrétní názor na otázku jugoslávsko-bulharského sjednocení, ale chtěli zajistit, aby obě strany nejprve schválily každé rozhodnutí s Moskvou. Bulhaři nic nenamítali, ale jugoslávská delegace se z moskevského jednání stáhla. Jugoslávie uznala úroveň bulharské podřízenosti Moskvě a stáhla se z jednání o sjednocení a odložila plány na připojení Albánie v očekávání konfrontace se Sovětským svazem.
Zahraniční politika jugoslávské vlády pod Titem od počátku přikládala velký význam rozvoji silných diplomatických vztahů s jinými národy, včetně těch mimo Balkán a Evropu. Jugoslávie rychle navázala formální vztahy s nově vzniklými státy jako Indie, Barma a Indonésie po jejich nezávislosti na britské a holandské koloniální říši. Oficiální vztahy mezi Jugoslávií a Čínskou republikou byly navázány se svolením Sovětského svazu. Současně Jugoslávie také udržovala úzké kontakty s Čínskou komunistickou stranou a podporovala jejich věc v čínské občanské válce.

### Období informbyra
K rozkolu Tito–Stalin, neboli jugoslávsko–sovětskému rozkolu, došlo na přelomu jara a léta roku 1948. Jeho titul náleží Titovi, v té době jugoslávskému premiérovi (předsedovi Federálního shromáždění), a sovětskému předáku Josifu Stalinovi. Na Západě byl Tito považován za loajálního komunistického vůdce ve východním bloku, druhého po Stalinovi. Nicméně poté, co se Jugoslávie z velké části osvobodila s pouze omezenou podporou Rudé armády, řídila se nezávislým kurzem a neustále se Sovětským svazem zažívala napětí. Jugoslávie a jugoslávská vláda se považovaly za spojence Moskvy, zatímco Moskva považovala Jugoslávii za satelit a často s ní tak zacházela. Předchozí napětí vypuklo kvůli řadě problémů, ale po schůzce v Moskvě začala otevřená konfrontace. Následovala výměna dopisů přímo mezi Komunistickou stranou Sovětského svazu (KSSS) a KPJ. V prvním dopise KSSS z 27. března 1948 Sověti obvinili Jugoslávce z očerňování sovětského socialismu prohlášeními jako „socialismus v Sovětském svazu přestal být revoluční“. Dále SSSR tvrdil, že KPJ není „dostatečně demokratický“ a že nejedná jako předvoj, který by zemi dovedl k socialismu. Sověti řekli, že „nemohli považovat takovou organizaci komunistické strany za marxisticko-leninskou, bolševickou“. Dopis také jmenoval řadu vysoce postavených úředníků jako „pochybné marxisty“ (Milovan Đilas, Aleksandar Ranković, Boris Kidrič a Svetozar Vukmanović-Tempo) vyzývající Tita, aby je očistil, a způsobil tak roztržku ve vlastní straně. Komunističtí funkcionáři Andrija Hebrang a Sreten Žujović sovětský názor podporovali. Tito to však prokoukl, odmítl kompromitovat vlastní stranu a brzy odpověděl vlastním dopisem. Reakce KPJ ze dne 13. dubna 1948 byla důrazným popřením sovětských obvinění, která jak obhajovala revoluční povahu strany, tak znovu prosazovala její vysoké mínění o Sovětském svazu. KPJ však také poznamenal, že „bez ohledu na to, jak moc každý z nás miluje zemi socialismu, Sovětský svaz, nemůže v žádném případě milovat svou vlastní zemi méně“.Jugoslávský premiér v projevu uvedl:
| „                         | Nebudeme platit zůstatky na cizí účty, nebudeme nikomu sloužit jako kapesné do směnárny, nenecháme se zaplést do politických zájmových sfér. Proč by mělo být našim národům vytýkáno, že chtějí být zcela nezávislé? A proč by měla být autonomie omezována nebo být předmětem sporu? Už nikdy nebudeme na nikom závislí! | “ |
| — Premiér Josip Broz Tito | |   |

Sovětská odpověď o 31 stránkách ze 4. května 1948 napomenula KPJ za to, že nepřiznala a nenapravila své chyby, a dále ji obvinila z přílišné hrdosti na své úspěchy proti Němcům, tvrdíc, že Rudá armáda je „zachránila“. od zničení“ (nepravděpodobné prohlášení, protože Titovi partyzáni úspěšně vedli kampaň proti silám Osy po dobu čtyř let, než se tam Rudá armáda vůbec objevila). Tentokrát Sověti jmenovali Tita a Edvarda Kardelje jako hlavní „kacíře“, zatímco bránili Hebranga a Žujoviće. Dopis navrhoval, aby Jugoslávci předložili svůj „případ“ kominformaci. KPJ odpověděla vyloučením Hebranga a Žujoviće ze strany a Sovětům odpověděla 17. května 1948 dopisem, který ostře kritizoval sovětské pokusy znehodnotit úspěchy jugoslávského hnutí odporu. Dne 19. května 1948 korespondence Michaila A. Suslova informovala Tita, že Kominforma (Informbiro v srbochorvatštině) uspořádá 28. června 1948 v Bukurešti zasedání věnované téměř výhradně „jugoslávské otázce“. Kominforma bylo sdružení komunistických stran, které bylo primárním sovětským nástrojem kontroly politického vývoje ve východním bloku. Datum setkání, 28. června, bylo Sověty pečlivě vybráno jako trojité výročí bitvy na Kosově poli (1389), atentátu na arcivévodu Ferdinanda v Sarajevu (1914) a přijetí vidovdanské ústavy (1921). Tito, osobně pozvaný, odmítl účast pod pochybnou záminkou nemoci. Když 19. června 1948 dorazilo oficiální pozvání, Tito opět odmítl. První den jednání, 28. června, přijala Kominforma připravený text rezoluce, v Jugoslávii známý jako „Rezoluce Informbyra“ (Rezolucija Informbiroa). V něm ostatní členové Kominformy (Informbyra) Jugoslávii vyloučili s odkazem na „nacionalistické prvky“, kterým se „v průběhu posledních pěti nebo šesti měsíců podařilo dosáhnout dominantního postavení ve vedení“ KPJ. Rezoluce varovala Jugoslávii, že je na cestě zpět k buržoaznímu kapitalismu kvůli jejím nacionalistickým postojům zaměřeným na nezávislost, a obvinila samotnou stranu z „trockismu“. Následovalo přerušení vztahů mezi Jugoslávií a Sovětským svazem a začalo období sovětsko-jugoslávského konfliktu v letech 1948 až 1955 známého jako období Informbyra. Po rozchodu se Sovětským svazem se Jugoslávie ocitla ekonomicky a politicky izolovaná, protože ekonomika země orientovaná na východní blok začala ochabovat. Ve stejné době začali stalinističtí Jugoslávci, v Jugoslávii známí jako „kominformisté“, podněcovat občanské a vojenské nepokoje. Došlo k řadě kominformistických povstání a vojenských povstání spolu se sabotáží. Jugoslávská bezpečnostní služba (UDBA) vedená Aleksandarem Rankovićem však rychle a efektivně proti aktivitě povstalců zasahovala. Invaze se zdála bezprostřední, protože sovětské vojenské jednotky se shromáždily podél hranice s Maďarskou lidovou republikou, zatímco velikost Maďarské lidové armády se rychle zvětšila ze 2 na 15 divizí. UDBA začala zatýkat údajné kominformisty i kvůli podezření, že jsou prosovětští. Nicméně, od začátku krize, Tito začal dělat předehry ke Spojeným státům a západu. V důsledku toho byly Stalinovy plány zmařeny, když Jugoslávie začala posouvat svou orientaci. Západ uvítal jugoslávsko-sovětskou roztržku a v roce 1949 zahájil tok ekonomické pomoci, pomohl v odvrácení hladomoru v roce 1950 a pokryl velkou část obchodního deficitu Jugoslávie na příští desetiletí. Spojené státy začaly dodávat do Jugoslávie zbraně v roce 1951. Tito se však obával přílišné závislosti na Západě a vojenská bezpečnostní opatření byla uzavřena v roce 1953, když Jugoslávie odmítla vstoupit do NATO a začala rozvíjet významný vlastní vojenský průmysl. Vzhledem k tomu, že americká reakce na korejskou válku sloužila jako příklad odhodlání Západu, Stalin začal z války s Jugoslávií ustupovat.

### Reformy

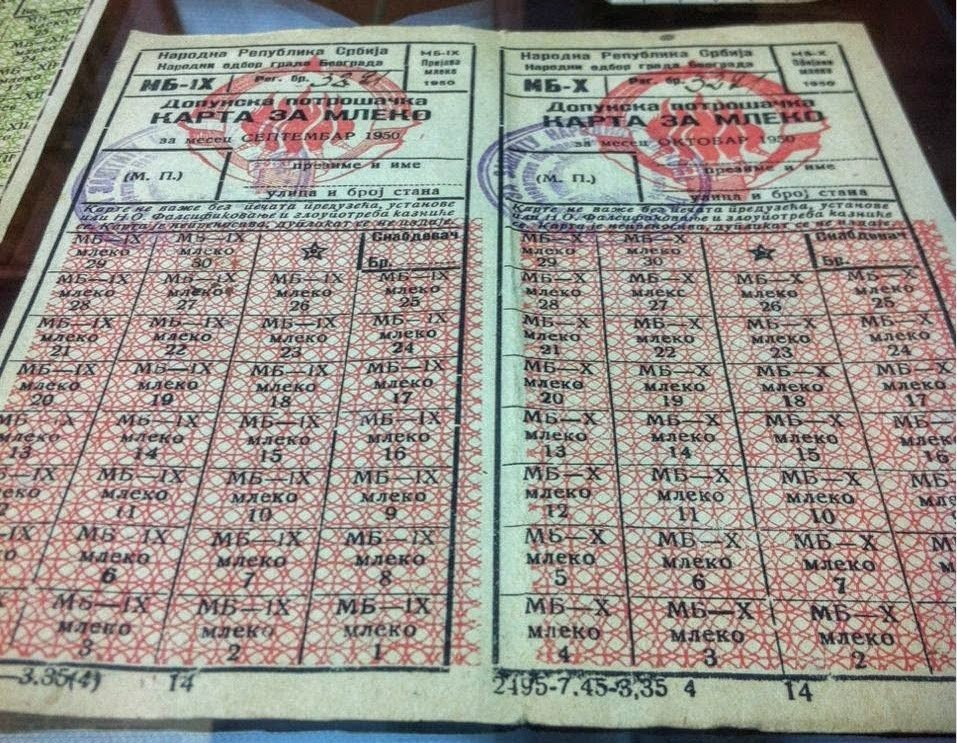
Jugoslávské přídělové lístky na mléko, 1950

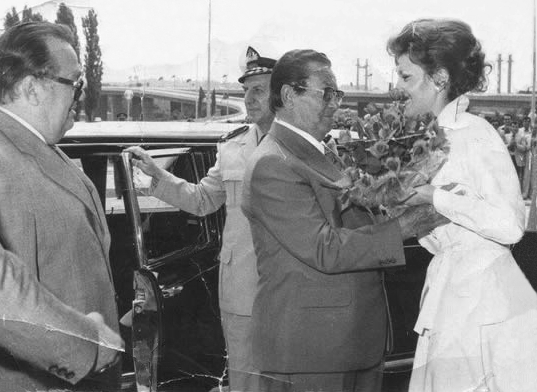
Tito v roce 1973

Jugoslávie začala na počátku 50. let řadu zásadních reforem, které přinesly změny ve třech hlavních směrech: rychlá liberalizace a decentralizace politického systému země, instituce nového, jedinečného ekonomického systému a diplomatická politika neangažovanosti. Jugoslávie se odmítla stát součástí komunistické Varšavské smlouvy a místo toho ve studené válce zaujala neutrální postoj, stala se zakládajícím členem Hnutí nezúčastněných zemí spolu se zeměmi jako Indie, Egypt a Indonésie a prosazovala středolevicové vlivy, které podporovaly nekonfliktní politiku vůči Spojeným státům. Země se v roce 1948 distancovala od SSSR a začala si budovat vlastní cestu k socialismu pod silným politickým vedením Tita, někdy neformálně nazývaným „titoismus“. Ekonomické reformy začaly zavedením dělnické rady v červnu 1950. V tomto systému se zisky dělily mezi dělníky samotné, protože výroba a zisk kontrolovaly dělnické rady. Průmyslový sektor začal vznikat díky vládní implementaci programů rozvoje průmyslu a infrastruktury. Vývoz průmyslových výrobků v čele s těžkými stroji, dopravními stroji (zejména v lodním průmyslu) a vojenské techniky a vybavení vzrostl o 11 %. Celkově vzato činil roční růst hrubého domácího produktu (HDP) až do počátku 80. let v průměru 6,1 %. Politická liberalizace začala redukcí masivního státního (a stranického) byrokratického aparátu, proces, který Boris Kidrič, prezident Jugoslávské hospodářské rady (ministr hospodářství) popsal jako „zmenšení státu“. 2. listopadu 1952 zavedl 6. sjezd Komunistické strany Jugoslávie „Základní zákon“, který zdůrazňoval „osobní svobodu a práva člověka“ a svobodu „svobodného sdružení pracujícího lidu“. Komunistická strana Jugoslávie (KPJ) v této době změnila svůj název na Svaz komunistů Jugoslávie (SKJ), čímž se stala federací šesti republikánských komunistických stran. Výsledkem byl režim, který byl poněkud humánnější než v ostatních komunistických státech. SKJ si však udržel absolutní moc; stejně jako ve všech komunistických režimech, zákonodárný sbor udělal jen o málo více než jen rozhodnutí, která již učinilo politbyro SKJ. UDBA, ačkoliv fungovala s podstatně větší zdrženlivostí než její protějšky ve zbytku východní Evropy, byla přesto obávaným nástrojem vládní kontroly. UDBA byla zvláště proslulá vraždami podezřelých „nepřátel státu“, kteří žili v exilu v zámoří. Média zůstala pod omezeními, která byla podle západních standardů poněkud obtížná, ale stále měla o něco větší volnost než jejich protějšky v jiných komunistických zemích. Nacionalistické skupiny byly zvláštním cílem úřadů, s četnými zatčeními a tresty odnětí svobody vynesenými v průběhu let za separatistické aktivity. 
Nesouhlas s radikální frakcí uvnitř strany vedenou Milovanem Đilasem, obhajující téměř úplné zničení státního aparátu, byl v této době potlačen Titovým zásahem. 7. dubna roku 1963 byla vyhlášena nová ústava. Na počátku 60. let vedly obavy z problémů, jako je budování ekonomicky iracionálních „politických“ továren a inflace, skupinu uvnitř komunistického vedení k obhajobě větší decentralizace. Proti těmto liberálům stála skupina kolem Aleksandara Rankoviće. V roce 1966 získali Titovu podporu liberálové (nejvýznamnější Edvard Kardelj, Vladimir Bakarić z Chorvatska a Petar Stambolić ze Srbska). Na stranické schůzi v Brijuni čelil Ranković plně připravenému spisu obvinění a udání od Tita, že vytvořil kliku s úmyslem převzít moc. Toho roku (1966) uprchlo více než 3 700 Jugoslávců do Terstu s úmyslem požádat o politický azyl v Severní Americe, Spojeném království nebo Austrálii. Ranković byl nucen odstoupit ze všech stranických postů a někteří jeho příznivci byli ze strany vyloučeni. V průběhu 50. a 60. let ekonomický rozvoj a liberalizace pokračovaly rychlým tempem. Zavedení dalších reforem zavedlo variantu tržního socialismu, která nyní znamenala politiku otevřených hranic. S velkými federálními investicemi byl cestovní ruch v SR Chorvatsko oživen, rozšířen a přeměněn na hlavní zdroj příjmů. Díky těmto úspěšným opatřením dosáhla jugoslávská ekonomika relativní soběstačnosti a hojně obchodovala se Západem i Východem. Počátkem 60. let zahraniční pozorovatelé zaznamenali, že země „prožívá boom“ a že celou dobu jugoslávští občané požívají mnohem větších svobod než v SSSR a státech východního bloku. Gramotnost se dramaticky zvýšila a dosáhla 91 %, lékařská péče byla bezplatná na všech úrovních a průměrná délka života byla 72 let. 2. června 1968 vedly studentské demonstrace k širším masovým protestům mládeže v hlavních městech po celé Jugoslávii. Tito je postupně zastavil o týden později 9. června během svého televizního projevu.

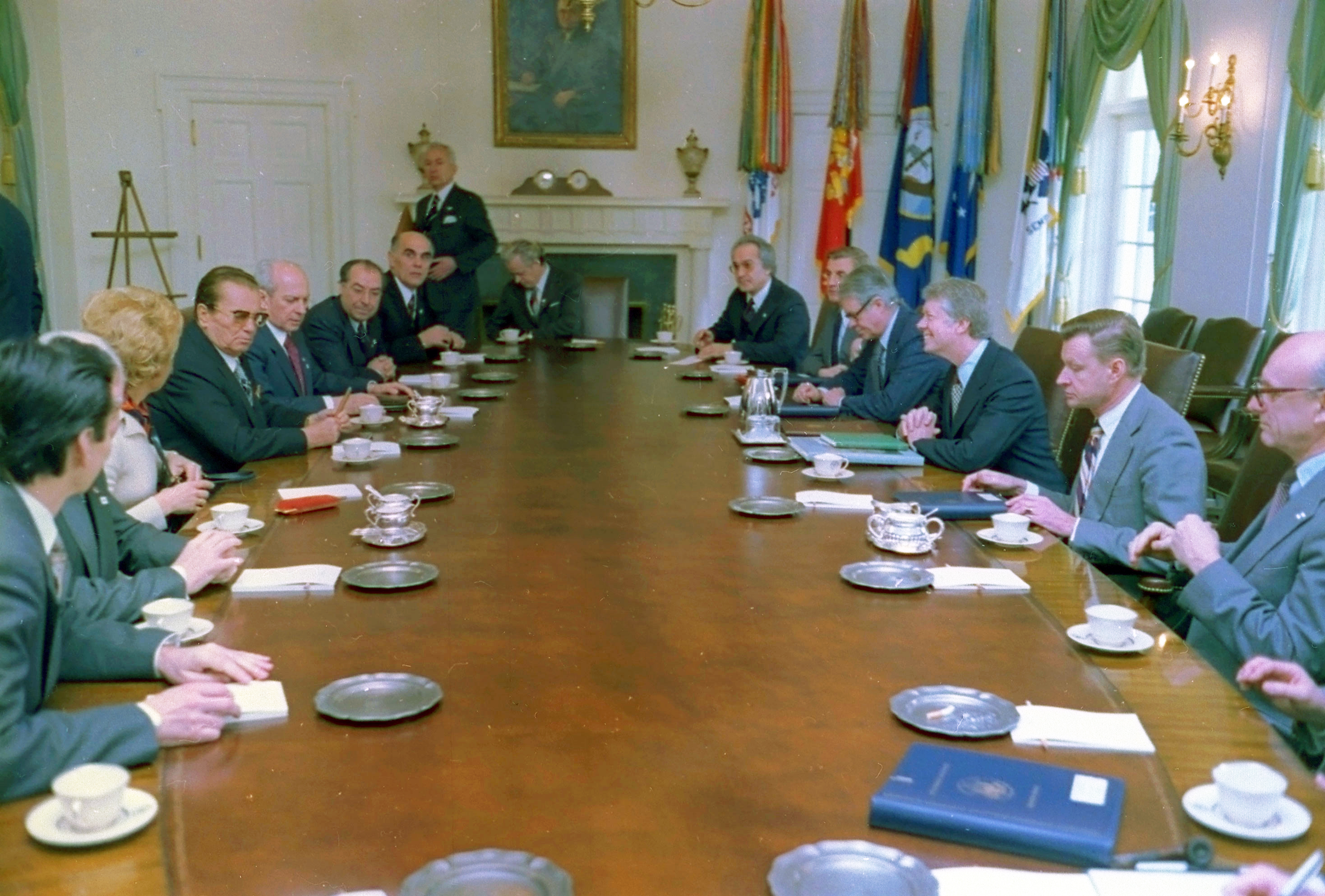
Americko-jugoslávský summit, 1978

V roce 1971 vedení Svazu komunistů Jugoslávie, zejména Miko Tripalo a Savka Dabčević-Kučar, ve spojení s nacionalistickými nestranickými skupinami, zahájilo hnutí za zvýšení pravomocí jednotlivých federativních republik. Hnutí bylo označováno jako MASPOK, což v kontaminaci znamená masovni pokret (masové hnutí), a vedlo k chorvatskému jaru. Tito na incident reagoval očištěním chorvatské komunistické strany, zatímco jugoslávské úřady zatkly velké množství chorvatských demonstrantů. Aby v budoucnu odvrátil etnicky motivované protesty, začal Tito iniciovat některé z reforem požadovaných demonstranty. V této době se sympatizanti ustašovců mimo Jugoslávii snažili pomocí terorismu a partyzánských akcí vytvořit separatistický impuls, ale byli neúspěšní, někdy si dokonce získali nepřátelství chorvatských římskokatolických Jugoslávců. Od roku 1971 měly republiky kontrolu nad svými ekonomickými plány. To vedlo k vlně investic, které byly následně doprovázeny rostoucí mírou zadlužení a rostoucím trendem dovozu nepokrytého vývozem. Mnoho požadavků vznesených v hnutí chorvatského jara v roce 1971, jako poskytnutí větší autonomie jednotlivým republikám, se stalo skutečností s novou federální ústavou z roku 1974. Ústava sice dala republikám větší autonomii, ale také udělila podobný status dvěma autonomním provincie v Srbsku: Kosovo, region s převážně etnickými Albánci, a Vojvodina, region se srbskou většinou, ale velkým počtem etnických menšin, jako jsou Maďaři. Tyto reformy uspokojily většinu republik, zejména Chorvatsko a kosovské Albánce a menšiny ve Vojvodině. Ale ústava z roku 1974 hluboce pohoršila srbské komunistické úředníky i samotné Srby, kteří nedůvěřovali motivům zastánců reforem. Mnoho Srbů považovalo reformy za ústupky chorvatským a albánským nacionalistům, protože žádné podobné autonomní provincie nebyly vytvořeny, aby reprezentovaly velký počet Srbů z Chorvatska nebo Bosny a Hercegoviny. Srbští nacionalisté byli frustrováni Titovou podporou uznání Černohorců a Makedonců jako nezávislých národností, protože srbští nacionalisté tvrdili, že neexistuje žádný etnický nebo kulturní rozdíl oddělující tyto dva národy od Srbů, který by mohl ověřit, že takové národnosti skutečně existují. Tito si udržoval rušný a aktivní cestovní program i přes svůj postupující věk. Jeho 85. narozeniny v květnu 1977 byly ve znamení obrovských oslav. Ten rok navštívil Libyi, Sovětský svaz, Severní Koreu a nakonec Čínu, kde s ním post-Maovské vedení konečně uzavřelo mír po více než 20 letech odsuzování SFRJ jako „revizionistů ke kapitalismu“. Následovalo turné po Francii, Portugalsku a Alžírsku, po kterém mu lékaři doporučili odpočívat. V srpnu 1978 čínský vůdce Chua Kuo-feng navštívil Bělehrad a oplatil Titovu cestu do Číny o rok dříve. Tato událost byla ostře kritizována v sovětském tisku, zvláště když ji Tito použil jako záminku k nepřímému útoku na moskevského spojence Kubu za „podporu rozdělování v Hnutí nezúčastněných zemí“. Když Čína následujícího února zahájila vojenskou kampaň proti Vietnamu, Jugoslávie se ve sporu otevřeně postavila na stranu Pekingu. Výsledkem byl spíše nepříznivý pokles vztahů mezi Sovětským svazem a Jugoslávií. Během této doby se v Kršku začal stavět první jugoslávský jaderný reaktor, který postavila americká společnost Westinghouse. Dokončení projektu nakonec trvalo až do roku 1980 kvůli sporům se Spojenými státy o určitých zárukách, které Bělehrad musel podepsat, než mohl získat jaderné materiály (což zahrnovalo slib, že nebudou prodány třetím stranám ani použity k ničemu jinému než mírovým účelům).

### Období po Titovi

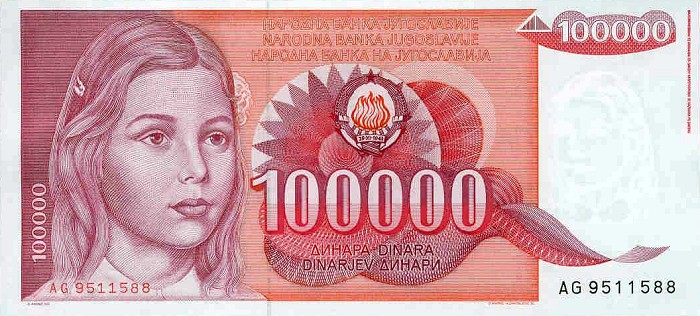
Bankovka 100 000 dinárů z roku 1989.

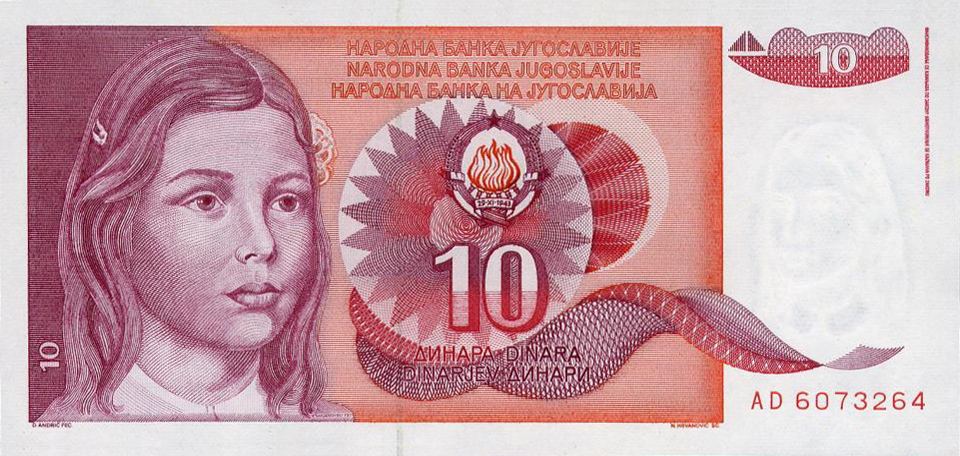
Bankovka 10 dinárů z roku 1990 po denominaci dináru

Tito zemřel 4. května 1980 na komplikace po operaci. I když se už nějakou dobu vědělo, že se zdraví 87letého prezidenta podlomilo, jeho smrt byla pro zemi přesto šokem. Bylo to proto, že Tito byl považován za druhoválečného hrdinu a byl dominantní postavou a identitou země po více než tři desetiletí. Jeho ztráta znamenala významnou změnu a bylo hlášeno, že mnoho Jugoslávců otevřeně truchlilo nad jeho smrtí. Na splitském fotbalovém stadionu Srbové a Chorvati navštívili rakev mj. se spontánními výlevy smutku a svaz komunistů zorganizoval pohřeb za účasti stovek světových vůdců (viz Titův státní pohřeb). Po Titově smrti v roce 1980 bylo přijato nové kolektivní předsednictví komunistického vedení z každé republiky. V době Titovy smrti vedl federální vládu Veselin Đuranović (který zastával funkci od roku 1977). Dostal se do konfliktu s vůdci republik, kteří tvrdili, že Jugoslávie potřebuje šetřit kvůli rostoucímu problému zahraničního dluhu. Đuranović tvrdil, že je zapotřebí devalvace, kterou Tito odmítl přijmout z důvodů národní prestiže. Post-Titovská Jugoslávie čelila v 80. letech značnému fiskálnímu dluhu, ale její dobré vztahy se Spojenými státy vedly k tomu, že Američany vedená skupina organizací nazvaná „Přátelé Jugoslávie“ stát podpořila a dosáhla významného snížení dluhů Jugoslávie v letech 1983 a 1984, ačkoli ekonomické problémy pokračovaly až do rozpadu státu v 90. letech. Jugoslávie byla hostitelskou zemí zimních olympijských her 1984 v Sarajevu. Pro Jugoslávii hry demonstrovaly Titovu pokračující vizi Bratrství a jednoty, protože mnoho národností Jugoslávie zůstalo sjednoceno v jednom týmu a Jugoslávie se stala druhým komunistickým státem, který pořádal olympijské hry (Sovětský svaz je pořádal v roce 1980). Nicméně her v Jugoslávii se účastnily západní země, zatímco olympijské hry Sovětského svazu byly některými bojkotovány. Koncem 80. let se jugoslávská vláda začala od komunismu odklánět, když se pokusila přeměnit na tržní ekonomiku pod vedením premiéra Ante Markoviće, který obhajoval taktiku šokové terapie k privatizaci částí jugoslávské ekonomiky. Marković byl populární, protože byl považován za nejschopnějšího politika, který dokázal transformovat zemi na liberalizovanou demokratickou federaci, i když později svou popularitu ztratil, zejména kvůli rostoucí nezaměstnanosti. Jeho dílo zůstalo nedokončeno, protože se Jugoslávie v 90. letech rozpadla.

### Rozpad a válka
Napětí mezi republikami a národy Jugoslávie zesílilo od 70. do 80. let 20. století. Příčiny kolapsu země byly spojeny s nacionalismem, etnickými konflikty, ekonomickými potížemi, frustrací z vládní byrokracie, vlivem významných osobností v zemi a mezinárodní politikou. Ideologie a zvláště nacionalismus byl mnohými považován za primární zdroj rozpadu Jugoslávie. Od 70. let se komunistický režim Jugoslávie těžce rozštěpil na liberálně-decentralistickou nacionalistickou frakci vedenou Chorvatskem a Slovinskem, která podporovala decentralizovanou federaci s větší místní autonomií, oproti konzervativně-centralistické nacionalistické frakci v čele se Srbskem, která podporovala centralizovanou federaci k zajištění zájmy Srbska a Srbů napříč Jugoslávií – protože byli největší etnickou skupinou v zemi jako celku. Od roku 1967 do roku 1972 v Chorvatsku, dále roku 1968 a v roce 1981 i protesty v Kosovu způsobily nacionalistické doktríny a činy etnické napětí, které destabilizovalo zemi. Předpokládá se, že potlačení nacionalistů státem mělo za následek identifikaci nacionalismu jako primární alternativy ke komunismu samotnému a učinilo z něj silné podzemní hnutí. Na konci 80. let čelila bělehradská elita silné opoziční síle masivních protestů kosovských Srbů a Černohorců a také veřejným požadavkům na politické reformy ze strany kritické inteligence Srbska a Slovinska. V ekonomii od konce 70. let zvětšující se propast v ekonomických zdrojích mezi rozvinutými a zaostalými regiony Jugoslávie vážně zhoršila jednotu federace. Nejrozvinutější republiky, Chorvatsko a Slovinsko, odmítly pokusy o omezení své autonomie, jak byla stanovena v ústavě z roku 1974. Veřejné mínění ve Slovinsku v roce 1987 vidělo lepší ekonomické příležitosti v nezávislosti na Jugoslávii než v ní. Existovala také místa, která z účasti na Jugoslávii neviděla žádný ekonomický prospěch; například autonomní provincie Kosovo byla špatně rozvinutá a HDP na hlavu klesl ze 47 procent jugoslávského průměru v bezprostředně poválečném období na 27 procent v 80. letech 20. století.
Ekonomické problémy se však neprokázaly jako jediný určující faktor rozpadu, protože Jugoslávie byla v tomto období nejprosperujícím komunistickým státem ve východní Evropě a země se ve skutečnosti rozpadla v období hospodářského oživení po zavedení tzv. ekonomické reformy vlády Ante Markoviće. Navíc, během rozpadu Jugoslávie, vůdci Chorvatska, Srbska a Slovinska, všichni odmítli neoficiální nabídku Evropského společenství poskytnout jim podstatnou ekonomickou podporu výměnou za politický kompromis. Problém ekonomické nerovnosti mezi republikami, autonomními provinciemi a národy Jugoslávie však vyústil v napětí s nároky na znevýhodnění a obvinění z privilegií vůči ostatním ze strany těchto skupin Politické protesty v Srbsku a Slovinsku, které se později vyvinuly v etnický konflikt, začaly koncem 80. let jako protesty proti údajné nespravedlnosti a byrokratizaci politické elity. Příslušníkům politické elity se podařilo tyto protesty přesměrovat proti „jiným“. Srbští demonstranti měli obavy z rozpadu země a tvrdili, že „ti druzí“ (Chorvati, Slovinci a mezinárodní instituce) jsou považováni za odpovědné. Slovinská intelektuální elita tvrdila, že „ti druzí“ (Srbové) jsou zodpovědní za „velkosrbské expanzivní návrhy“, za ekonomické vykořisťování Slovinska a za potlačení slovinské národní identity. Tyto akce přesměrování lidových protestů umožnily úřadům Srbska a Slovinska přežít za cenu podkopání jednoty Jugoslávie. Jiné republiky jako Bosna a Hercegovina a Chorvatsko odmítly následovat tuto taktiku Srbska a Slovinska, což později vyústilo v porážku příslušného svazu komunistů každé republiky ve prospěch nacionalistických politických sil. Z hlediska mezinárodní politiky se tvrdilo, že konec studené války přispěl k rozpadu Jugoslávie, protože Jugoslávie ztratila svůj strategický mezinárodně politický význam jako prostředník mezi východním a západním blokem. V důsledku toho Jugoslávie ztratila ekonomickou a politickou podporu poskytovanou Západem a zvýšený tlak Mezinárodního měnového fondu (MMF) na reformu svých institucí znemožnil jugoslávské reformní elitě reagovat na rostoucí sociální nepokoje.
Kolaps komunismu ve východní Evropě a Sovětském svazu podkopal ideologický základ země a povzbudil antikomunistické a nacionalistické síly v západně orientovaných republikách Chorvatsko a Slovinsko, aby zvýšily své požadavky. Nacionalistické nálady mezi etnickými Srby dramaticky vzrostly po ratifikaci ústavy z roku 1974, která omezila pravomoci SR Srbska nad jejími autonomními provinciemi SAO Kosovo a SAO Vojvodina. V Srbsku to způsobilo rostoucí xenofobii vůči Albáncům. V Kosovu (spravovaném většinou albánskými komunisty) si srbská menšina stále častěji stěžovala na špatné zacházení a zneužívání ze strany albánské většiny. Pocity byly dále rozníceny v roce 1986, kdy Srbská akademie věd a umění (SANU) zveřejnila memorandum SANU. Srbští spisovatelé a historici v něm vyjádřili „různé proudy srbského nacionalistického odporu.“ SKJ byl v té době jednotný v odsouzení memoranda a pokračoval ve své protinacionalistické politice. V roce 1987 byl vyslán srbský komunistický funkcionář Slobodan Milošević, aby etnicky řízený protest Srbů proti albánské správě SAO Kosovo uklidnil. Milošević byl až do tohoto bodu tvrdým komunistou, který odsuzoval všechny formy nacionalismu jako zradu, například memorandum SANU odsuzoval jako „nic jiného než nejtemnější nacionalismus“. Kosovská autonomie však byla v Srbsku vždy nepopulární politikou, Milošević situace využil a v otázce Kosova se od tradiční komunistické neutrality odklonil. Milošević ujistil Srby, že jejich špatné zacházení ze strany etnických Albánců bude zastaveno. Poté zahájil kampaň proti vládnoucí komunistické elitě SR Srbska a požadoval snížení autonomie Kosova a Vojvodiny. Tyto akce ho učinily populárním mezi Srby a pomohly jeho vzestupu k moci v Srbsku. Milošević a jeho spojenci přijali agresivní nacionalistickou agendu oživení SR Srbska v rámci Jugoslávie, slibující reformy a ochranu všech Srbů. Milošević přistoupil k převzetí kontroly nad vládami Vojvodiny, Kosova a sousední socialistické republiky Černá Hora v tom, co srbská média nazvala „Protibyrokratickou revolucí“. Obě SAO disponovaly hlasováním o jugoslávském předsednictví v souladu s ústavou z roku 1974 a spolu s Černou Horou a vlastním Srbskem do ledna 1990 nyní Miloševič přímo kontroloval čtyři z osmi hlasů v kolektivní hlavě státu. To jen vyvolalo další nelibost mezi vládami Chorvatska a Slovinska spolu s etnickými Albánci v Kosovu (SR Bosna a Hercegovina a SR Makedonie zůstaly relativně neutrální).
Otráveni Miloševičovou manipulací se shromážděním nejprve delegace Svazu komunistů Slovinska vedená Milanem Kučanem a později Svazu komunistů Chorvatska vedený Ivicou Račanem odešly během mimořádného 14. sjezdu Svazu komunistů Jugoslávie (leden 1990), a fakticky tak došlo k rozpuštění celojugoslávské strany. Spolu s vnějším tlakem to způsobilo přijetí systémů více stran ve všech republikách. Když v roce 1990 jednotlivé republiky organizovaly své vícestranické volby, bývalí komunisté většinou nedokázali znovuzvolení vyhrát. V Chorvatsku a Slovinsku vyhrály své volby nacionalistické strany. 8. dubna 1990 se ve Slovinsku (a Jugoslávii) konaly první vícestranné volby od druhé světové války. Koalice DEMOS vyhrála volby a vytvořila vládu, která začala realizovat programy volební reformy. V Chorvatsku zvítězilo ve volbách Chorvatské demokratické společenství (HDZ) s příslibem „bránit Chorvatsko před Miloševićem“, což vyvolalo poplach mezi velkou srbskou menšinou v Chorvatsku. Chorvatští Srbové byli opatrní vůči nacionalistické vládě vůdce HDZ Franja Tuđmana a v roce 1990 srbští nacionalisté v jihochorvatském městě Knin zorganizovali a vytvořili separatistický subjekt známý jako SAO Krajina, který požadoval zůstat ve spojení se zbytkem srbského obyvatelstva, pokud by se Chorvatsko rozhodlo odtrhnout. Srbská vláda povstání chorvatských Srbů podpořila a tvrdila, že pro Srby by vláda pod Tuđmanovou vládou byla ekvivalentní fašistickému nezávislému státu Chorvatsko (NDH), který během druhé světové války páchal na Srbech genocidu. Milošević toho využil ke shromáždění Srbů proti chorvatské vládě a srbské noviny se připojily k válečnému štvaní. Srbsko již tisklo nové peníze v hodnotě 1,8 miliardy dolarů bez jakékoli podpory jugoslávské centrální banky. Ve slovinském referendu o nezávislosti, které se konalo 23. prosince 1990, hlasovala velká většina obyvatel pro nezávislost. 88,5 % všech voličů (94,8 % zúčastněných) hlasovalo pro nezávislost – která byla vyhlášena 25. června 1991.
Slovinsko i Chorvatsko vyhlásily nezávislost 25. června 1991. Ráno 26. června jednotky 13. sboru Jugoslávské lidové armády opustily svá kasárna v chorvatské Rijece, aby se přesunuly ke slovinským hranicím s Itálií. Tento krok okamžitě vyvolal silnou reakci místních Slovinců, kteří organizovali spontánní barikády a demonstrace proti akcím JNA. Dosud nedošlo k žádným bojům a obě strany měly podle všeho neoficiální politiku nezahájit palbu jako první. V té době již slovinská vláda uskutečnila svůj plán na převzetí kontroly jak nad mezinárodním letištěm v Lublani, tak nad hraničními přechody Slovinska na hranicích s Itálií, Rakouskem a Maďarskem. Personál obsluhující hraniční přechody byl ve většině případů již slovinský, takže slovinské převzetí většinou znamenalo pouze výměnu uniforem a odznaků, bez jakýchkoliv bojů. Převzetím kontroly nad hranicemi byli Slovinci schopni vytvořit obranné pozice proti očekávanému útoku JNA. To znamenalo, že JNA bude muset vypálit první výstřel. Ten byl odpálen 27. června ve 14:30 v Divači důstojníkem JNA. Konflikt se rozšířil do desetidenní války s mnoha zraněnými a zabitými vojáky, a JNA byla neúspěšná. Mnoho nemotivovaných vojáků slovinské, chorvatské, bosenské či makedonské národnosti dezertovalo nebo se tiše vzbouřilo proti některým (srbským) důstojníkům, kteří chtěli konflikt vyostřit. Znamenalo to také konec JNA, kterou do té doby tvořili příslušníci všech jugoslávských národů. Poté se JNA skládala převážně z personálu srbské (a černohorské) národnosti.

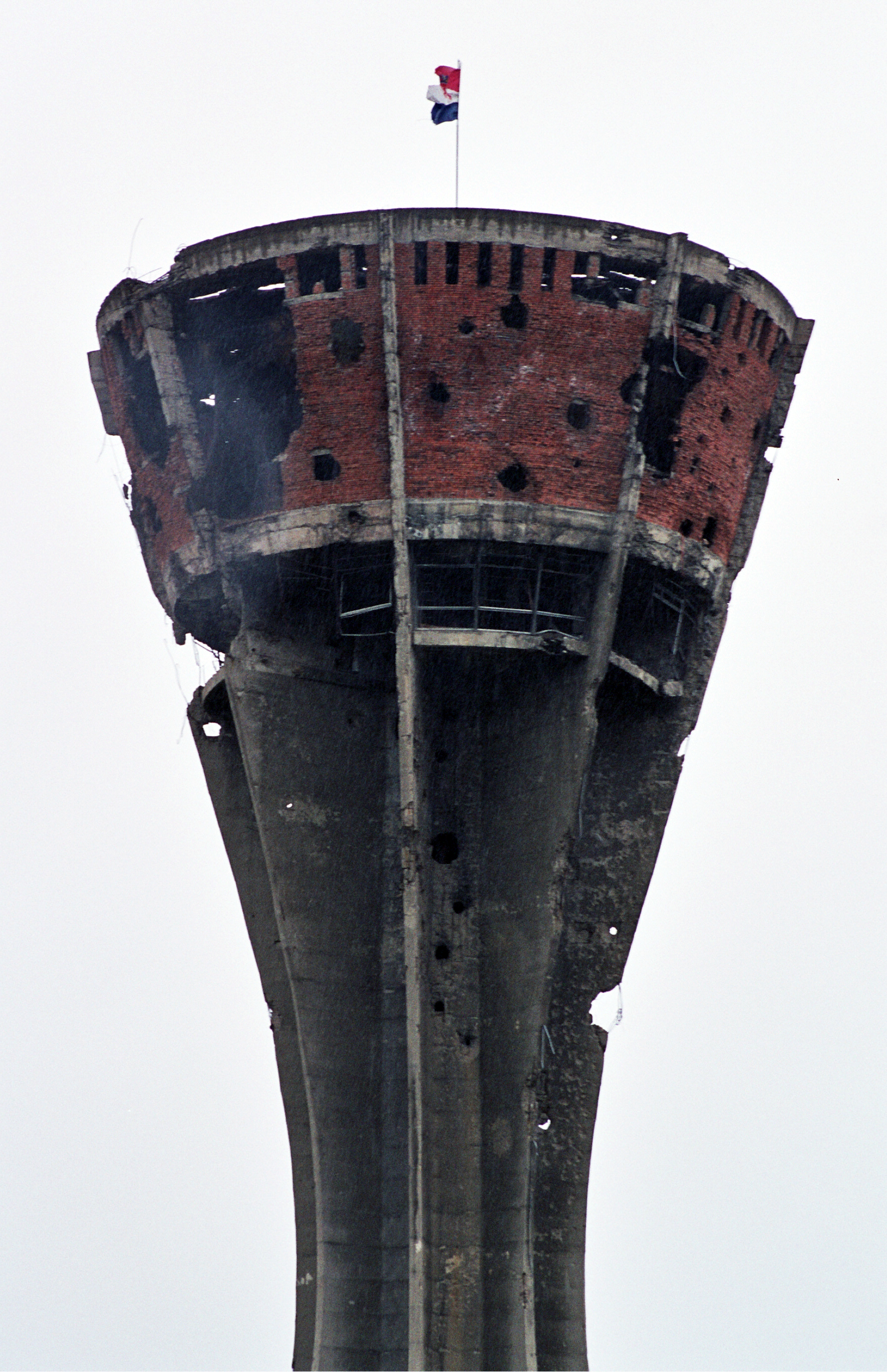
Vukovarský vodojem během obléhání Vukovaru ve východním Chorvatsku, 1991. Věž symbolizovala odpor města vůči srbským silám.

7. července 1991, zatímco Evropské společenství podporovalo jejich příslušná práva na národní sebeurčení, tlačilo na Slovinsko a Chorvatsko, aby vyhlásily tříměsíční moratorium na svou nezávislost na základě Brionské dohody (uznávané zástupci všech republik). Během těchto tří měsíců dokončila jugoslávská armáda stažení ze Slovinska. Jednání o obnovení jugoslávské federace s diplomatem Lordem Peterem Carringtonem a členy Evropského společenství byla téměř ukončena. Carringtonův plán si uvědomil, že Jugoslávie je ve stavu rozpadu, a rozhodl, že každá republika musí přijmout nevyhnutelnou nezávislost ostatních, spolu se slibem srbskému prezidentovi Miloševićovi, že Evropská unie zajistí, že Srbové mimo Srbsko budou chráněni. Milošević odmítl s plánem souhlasit, protože tvrdil, že Evropské společenství nemá právo rozpustit Jugoslávii a že plán není v zájmu Srbů, protože by rozděloval srbský lid na čtyři republiky (Srbsko, Černou Horu, Bosnu a Hercegovinu a Chorvatsko). Carrington reagoval tím, že dal otázku k hlasování, ve kterém všechny ostatní republiky, včetně Černé Hory pod Momirem Bulatovićem, původně souhlasily s plánem, který by Jugoslávii rozpustil. Po intenzivním tlaku Srbska na prezidenta Černé Hory však Černá Hora svůj postoj změnila a postavila se proti rozpuštění Jugoslávie. S incidentem na Plitvických jezerech koncem března a začátkem dubna 1991 vypukla chorvatská válka za nezávislost mezi chorvatskou vládou a etnickými rebely z SAO Krajina (silně podporovanými již Srby kontrolovanou Jugoslávskou lidovou armádou). 1. dubna 1991 SAO Krajina prohlásila, že se od Chorvatska odtrhne. Bezprostředně po vyhlášení nezávislosti Chorvatska vytvořili chorvatští Srbové také republiku SAO Západní Slavonie a SAO Východní Slavonie, Baranja a Západní Srem. Tyto tři regiony se 19. prosince 1991 spojily do Republiky srbská Krajina (RSK). Vliv xenofobie a etnické nenávisti při rozpadu Jugoslávie se projevil během války v Chorvatsku. Propaganda chorvatské a srbské strany šířila strach a tvrdila, že druhá strana by se zapojila do útlaku proti nim a zveličovala počty mrtvých, aby zvýšila podporu jejich obyvatel. V prvních měsících války jugoslávská armáda a námořnictvo ovládané Srby záměrně ostřelovaly civilní oblasti Splitu a Dubrovníku, které jsou na seznamu světového dědictví UNESCO, a také blízké chorvatské vesnice. Jugoslávská média tvrdila, že akce byly provedeny kvůli tomu, co tvrdily, že zde byla přítomnost fašistických ustašovských sil a mezinárodních teroristů ve městě. Vyšetřování OSN zjistilo, že v Dubrovníku v té době žádné takové síly nebyly. Chorvatská vojenská přítomnost se později zvýšila. Černohorský premiér Milo Đukanović, v té době Miloševićův spojenec, apeloval na černohorský nacionalismus a slíbil, že obsazení Dubrovníku umožní expanzi Černé Hory do města, o kterém tvrdil, že bylo historicky součástí Černé Hory, a odsoudil současné hranice Černé Hory jako „kreslené starými a špatně vzdělanými bolševickými kartografy“.
Zároveň srbská vláda odporovala svým černohorským spojencům tvrzeními srbského premiéra Dragutina Zelenoviće, který tvrdil, že Dubrovník byl historicky srbský, nikoli černohorský. Mezinárodní média věnovala nesmírnou pozornost bombardování Dubrovníku a tvrdila, že jde o důkaz toho, že Miloševič usiluje o vytvoření Velkého Srbska v době, kdy se Jugoslávie zhroutila, pravděpodobně s pomocí podřízeného černohorského vedení Bulatoviće a srbských nacionalistů v Černé Hoře, aby podpořil černohorskou podporu znovudobytí Dubrovníku. Ve Vukovaru etnické napětí mezi Chorvaty a Srby explodovalo v násilí, když jugoslávská armáda vstoupila do města v listopadu 1991. Jugoslávská armáda a srbské polovojenské jednotky zdevastovaly město v městské válce a ničily chorvatský majetek. Srbské polovojenské jednotky se dopustily na Chorvatech zvěrstev, zabily přes 200 lidí a další vyhnali, aby se přidaly k těm, kteří uprchli z města při masakru ve Vukovaru. Vzhledem k tomu, že demografická struktura Bosny zahrnuje smíšenou populaci Bosňáků, Srbů a Chorvatů, bylo vlastnictví velkých oblastí Bosny sporné. Od roku 1991 do roku 1992 se situace v mnohonárodnostní Bosně a Hercegovině vyostřila. Její parlament byl etnicky roztříštěn na pluralitní bosenskou frakci a menšinové srbské a chorvatské frakce. V roce 1991 kontroverzní nacionalistický vůdce Radovan Karadžić z největší srbské frakce v parlamentu, Srbské demokratické strany, vážně a přímo varoval bosenský parlament, pokud by se rozhodl oddělit, a řekl: „To, co děláte, není dobré. Toto je cesta, kterou chcete vzít Bosnu a Hercegovinu, stejnou dálnicí pekla a smrti, po které se vydalo Slovinsko a Chorvatsko. Nemyslete si, že nemůžete Bosnu a Hercegovinu dostat do pekla a muslimský lid možná dovedete k vyhynutí. Protože muslimský lid se nemůže bránit, pokud je tu válka. Radovan Karadžić, 14. října 1991.
Mezitím v zákulisí začala jednání mezi Miloševičem a Tuđmanem o rozdělení Bosny a Hercegoviny na území spravovaná Srby a Chorvaty, aby se pokusili odvrátit válku mezi bosenskými Chorvaty a Srby. Bosenští Srbové uspořádali v listopadu 1991 referendum, které vyústilo v drtivou většinu hlasů pro setrvání ve společném státě se Srbskem a Černou Horou. Veřejně prostátní média v Srbsku tvrdila Bosňanům, že Bosna a Hercegovina by mohla být začleněna do nové dobrovolné unie v rámci nové Jugoslávie založené na demokratické vládě, ale vláda Bosny a Hercegoviny to nebrala vážně. 9. ledna 1992 vyhlásilo shromáždění bosenských Srbů samostatnou Republiku srbského lidu Bosny a Hercegoviny (krátce na to Republika srbská) a pokračovalo ve vytváření srbských autonomních oblastí (SAR) v celém státě. Srbské referendum o setrvání v Jugoslávii a vytvoření srbských autonomních oblastí (SAR) byly vládou Bosny a Hercegoviny prohlášeny za protiústavní. Referendum o nezávislosti sponzorované bosenskou vládou se konalo 29. února a 1. března 1992. Toto referendum bylo opět prohlášeno za odporující bosenské a federální ústavě federálním ústavním soudem a nově ustavenou vládou bosenských Srbů; také bylo bosenskými Srby z velké části bojkotováno. Podle oficiálních výsledků byla volební účast 63,4 % a pro nezávislost se vyslovilo 99,7 % voličů. Nebylo jasné, co požadavek dvoutřetinové většiny ve skutečnosti znamená a zda byl splněn. Po odtržení Bosny a Hercegoviny dne 27. dubna 1992 se SFR Jugoslávie de facto rozpadla na pět nástupnických států: Bosnu a Hercegovinu, Chorvatsko, Makedonii, Slovinsko a Svazovou republiku Jugoslávii (později přejmenovanou na „Srbsko a Černá Hora“). Badinterova komise později (1991–1993) poznamenala, že se Jugoslávie rozpadla na několik nezávislých států, takže o odtržení Slovinska a Chorvatska od Jugoslávie nelze hovořit.

### Členství v OSN po roce 1992
V září 1992 se Svazové republice Jugoslávie (skládající se ze Srbska a Černé Hory) nepodařilo dosáhnout uznání de iure jako nástupnického státu Socialistické federativní republiky v rámci OSN. Samostatně byla uznána jako nástupce vedle Slovinska, Chorvatska, Bosny a Hercegoviny a Makedonie. Před rokem 2000 Svazová republika Jugoslávie odmítla znovu požádat o členství v Organizaci spojených národů a Sekretariát Organizace spojených národů umožnil misi ze SFRJ pokračovat v činnosti a akreditoval zástupce Svazové republiky Jugoslávie do mise SFRJ a pokračoval v práci v různých orgánech Spojených národů. Teprve po svržení Slobodana Miloševiće požádala vláda FR Jugoslávie v roce 2000 o členství v OSN.

## Geografie

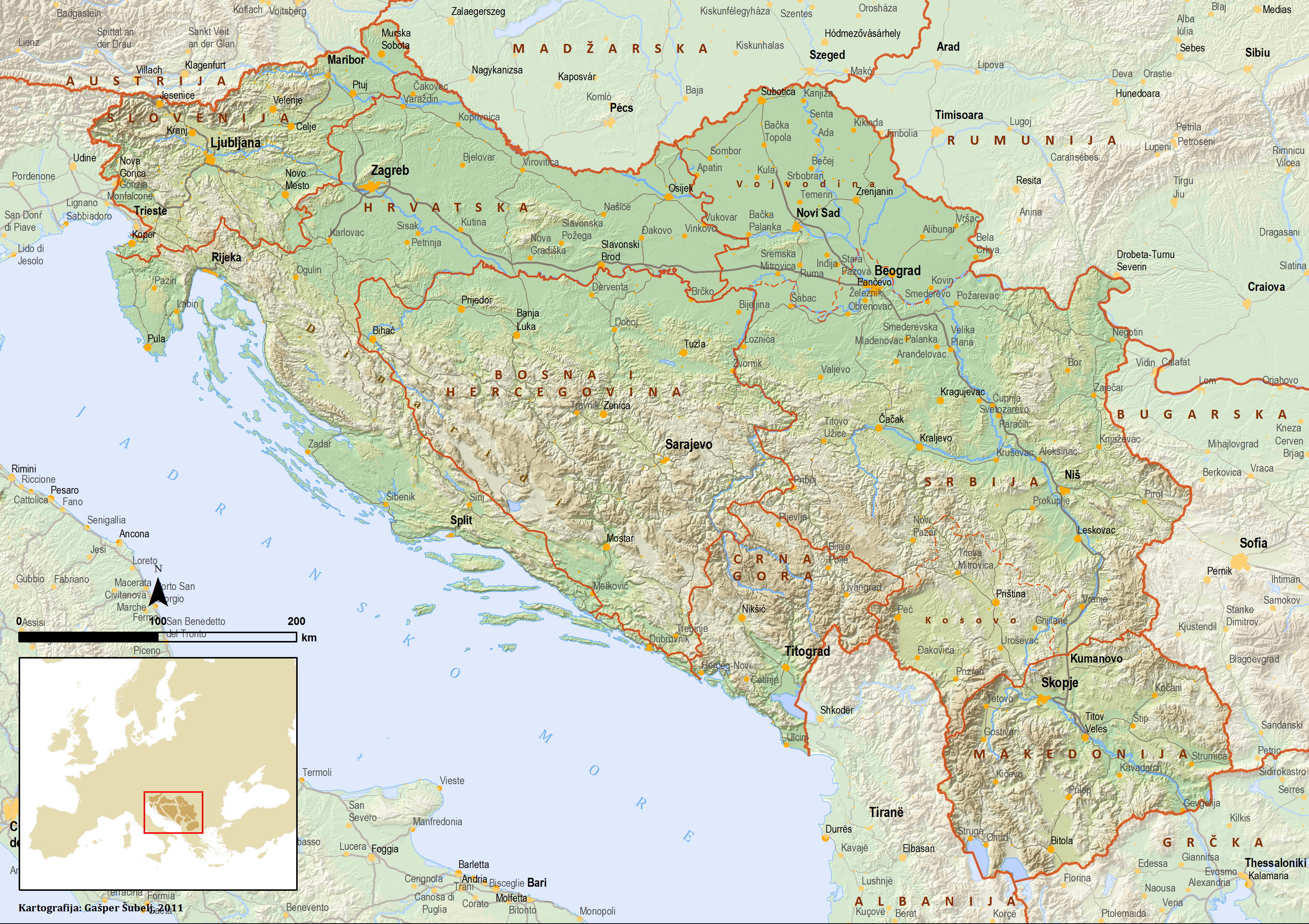
Fyzická mapa Jugoslávie

Největší část Jugoslávie se nacházela na Balkáně. Geograficky a klimaticky patřila ke středomořským zemím. Celková délka hranic s okolními zeměmi byla asi 2 969 km, délka pozemní hranice (bez hranic s řekami a jezery) byla asi 2 173 km. Celková délka hranic se sousedními státy byla: Rumunsko 557 km, Bulharsko 536 km, Řecko 262 km, Albánie 465 km, Maďarsko 623 km, Rakousko 324 km a Itálie 202 km.
Celé východní pobřeží Jadranu (kromě Albánie) o délce asi 2092 km bylo jugoslávské s velkým počtem ostrovů, z nichž největší byl Krk, Cres a Brač. Největší řekou, která Jugoslávií protékala, byl Dunaj v délce cca 359 km z celkové délky cca 2 857 km. Nejdelší řekou, která SFRJ protékala v celé délce cca 945 km byla Sáva.
Severovýchodní část Jugoslávie byla relativně plochá (Vojvodina) a zbytek země byl převážně kopcovitý. Nejvyšší horou SFRJ byl Triglav o výšce 2864 m (v SR Slovinsko, dnešní Slovinsko).

## Politika

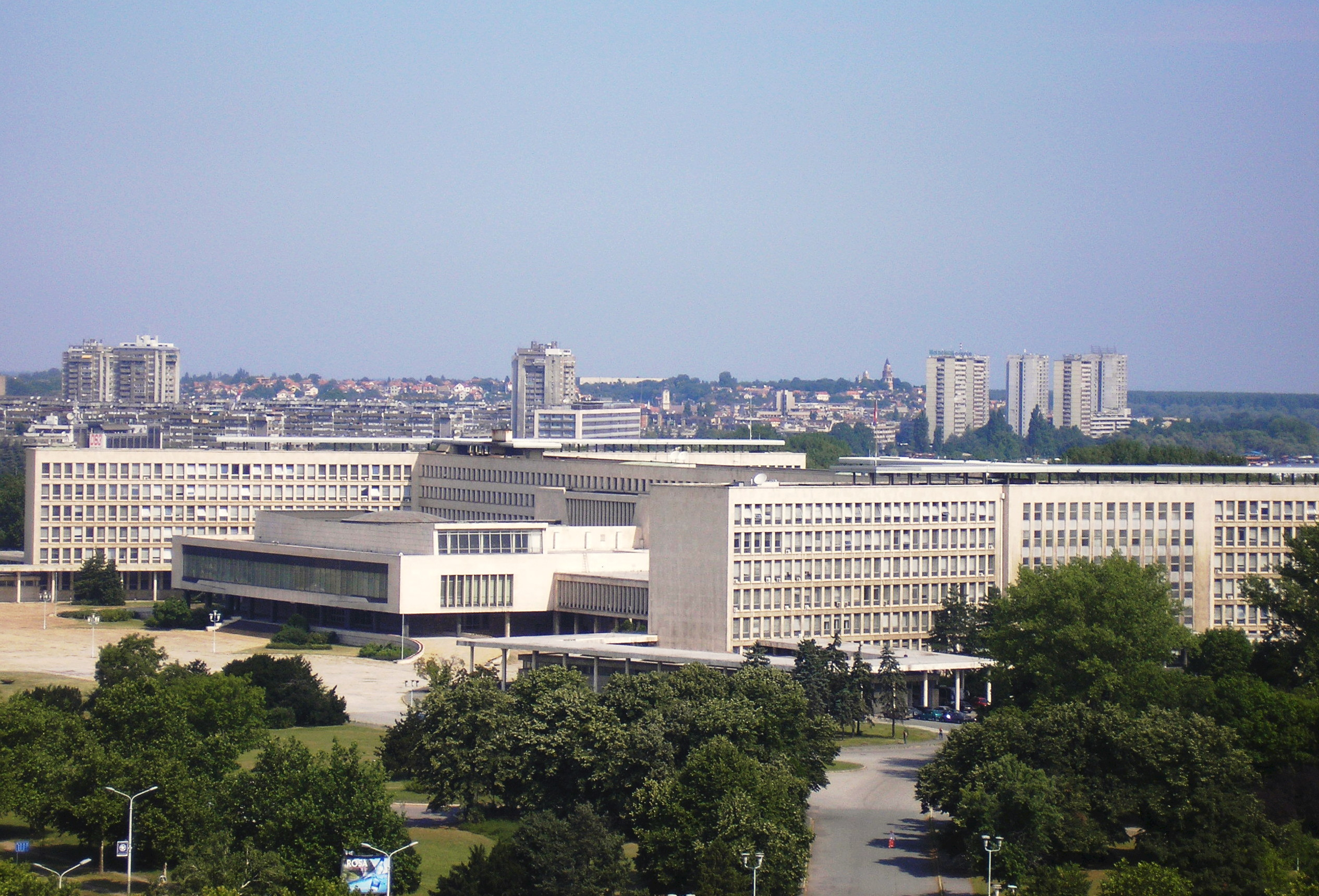
SIV 1, federální výkonná rada

Základním a nejvyšším zákonem Jugoslávie byla Ústava Socialistické federativní republiky Jugoslávie, přijatá v roce 1974. První ústava byla přijata v roce 1946, druhá v roce 1963 a třetí v roce 1974 byla změněna v roce 1987 přijetím doplňků ústavy. Vládnoucí stranou byla Komunistická strana Jugoslávie (která byla později změněna na Svaz komunistů Jugoslávie). Státní zřízení bylo systémem jedné strany na socialistickém základě, přičemž základním politickým motivem byla dělnická samospráva.
Podle ústavy z roku 1974 bylo státní zřízení definováno jako federativní stát a státní unie dobrovolně sjednocených národů a jejich socialistických republik, založený na moci a samosprávě dělnické třídy a všech pracujících lidí a socialistické samosprávné demokratické společenství pracujících a občanů a rovných národů a národností.
Nejvyšším státním orgánem bylo Shromáždění Socialistické federativní republiky Jugoslávie a Předsednictvo SFRJ zastupovalo Jugoslávii ve věcech zahraniční politiky. Až do smrti prezidenta Josipa Broza existovala funkce prezidenta republiky a po jeho smrti převzalo tuto funkci Předsednictvo a předseda Předsednictva. Úkoly vlády byly svěřeny Federální výkonné radě, která byla výkonným orgánem Shromáždění.

### Shromáždění SFRJ
Shromáždění Socialistické federativní republiky Jugoslávie bylo nejvyšším zastupitelským orgánem, orgánem samosprávy pracujících a orgánem ústavodárné a zákonodárné moci a nejvyšším orgánem v rámci práv a povinností federace v Jugoslávii mezi lety 1945 až 1991. Posledním předsedou Shromáždění byl Slobodan Gligorijević zvolený v roce 1988. 
Skládalo se z Federální rady a Rady republik a provincií. Působnost Shromáždění se pohybovala od změn ústavy SFRJ, určovalo vnitřní a zahraniční politiku státu, přijímalo plány, rozpočty, rozhodovalo o změnách hranic, o válce a míru, uzavírání mezinárodních smluv, volbě prezidenta republiky, předsedy a soudců Ústavního soudu Jugoslávie a Federálního soudu a kontrolovalo činnost Federální výkonné rady.

### Administrativní členění
SFRJ byla organizována jako federativní socialistická republika, označovaná za zemi hraničící se sedmi státy, se šesti členskými republikami, s pěti jazyky, čtyřmi národy, třemi vyznáními, dvěma písmy a jednou stranou. Oficiální dělení bylo tedy na šest členských republik, z toho v rámci Srbska existovaly ještě autonomní provincie Kosovo a Vojvodina.
| Název | Hlavní město               | Vlajka | Znak | Poloha |
| --- | -------------------------- | ------ | ---- | ------ |
| Socialistická republika Bosna a Hercegovina                                                                   | Sarajevo                   |        |      |        |
| Socialistická republika Chorvatsko                                                                            | Záhřeb                     |        |      |        |
| Socialistická republika Makedonie                                                                             | Skopje                     |        |      |        |
| Socialistická republika Černá Hora                                                                            | Titograd*                  |        |      |        |
| Socialistická republika Srbsko Socialistická autonomní oblast Kosovo Socialistická autonomní oblast Vojvodina | Bělehrad Priština Novi Sad |        |      |        |
| Socialistická republika Slovinsko                                                                             | Lublaň                     |        |      |        |
| * dnes Podgorica                                                                                              |                            |        |      |        |

### Zahraniční politika

Jugoslávie (zeleně) mezi mocenskými bloky (modrá: NATO, červená: Varšavská smlouva)

Za Tita Jugoslávie přijala ve studené válce politiku neangažovanosti. Rozvinula úzké vztahy s rozvojovými zeměmi tím, že měla vedoucí úlohu v Hnutí nezúčastněných zemí, a také udržovala srdečné vztahy se Spojenými státy a západoevropskými zeměmi. Stalin považoval Tita za zrádce a otevřeně ho odsuzoval. Jugoslávie poskytovala velkou pomoc antikolonialistickým hnutím ve třetím světě. Jugoslávská delegace byla první, kdo předložil OSN požadavky alžírské fronty národního osvobození. V lednu 1958 se francouzské námořnictvo dostalo na palubu nákladní lodě Slovenija u Oranu, jejíž nákladové prostory byly naplněny zbraněmi pro povstalce. Diplomat Danilo Milic vysvětlil, že „Tito a vedoucí jádro Svazu komunistů Jugoslávie skutečně viděli v osvobozeneckých bojích třetího světa repliku svého vlastního boje proti fašistickým okupantům. Chvěli se v rytmu postupů nebo neúspěchů FLN či Vietcongu.“ Tisíce jugoslávských spolupracovníků odcestovaly do Guineje po její dekolonizaci a když se francouzská vláda pokoušela zemi destabilizovat. Tito také pomáhal osvobozeneckým hnutím portugalských kolonií. Vraždu Patrice Lumumby v roce 1961 označil jako „největší zločin v současné historii“. Vojenské školy v zemi hostily aktivisty ze Swapa (Namibie) a Panafrického kongresu Azanie (Jihoafrická republika). V roce 1980 tajné služby Jižní Afriky a Argentiny plánovaly přivést do Jugoslávie 1500 protikomunistických partyzánů. Operace byla zaměřena na svržení Tita a byla naplánována během období olympijských her, aby Sověti byli příliš zaneprázdněni reagovat. Operace byla nakonec opuštěna kvůli Titově smrti a zatímco jugoslávské ozbrojené síly zvýšily úroveň pohotovosti.
1. ledna 1967 se Jugoslávie stala první komunistickou zemí, která otevřela své hranice všem zahraničním návštěvníkům a zrušila vízovou povinnost. Ve stejném roce se Tito stal aktivním při prosazování mírového řešení arabsko-izraelského konfliktu. Jeho plán požadoval, aby arabské země uznaly stát Izrael výměnou za to, že Izrael vrátí území, která získal. Arabské země odmítly jeho koncept země pro mír. Ve stejném roce však Jugoslávie již neuznávala Izrael.
V roce 1968, po sovětské invazi do Československa, přidal Tito další obrannou linii k hranicím Jugoslávie se zeměmi Varšavské smlouvy. Později v roce 1968 Tito nabídl československému vůdci Alexandru Dubčekovi, že odletí do Prahy s tříhodinovým předstihem, pokud bude Dubček potřebovat pomoc při konfrontaci se Sovětským svazem, který v té době okupoval Československo.
Jugoslávie měla vůči Albánii Envera Hodži smíšené vztahy. Zpočátku byly albánsko-jugoslávské vztahy v dohledu, protože Albánie přijala společný trh s Jugoslávií a vyžadovala výuku srbochorvatštiny pro studenty na středních školách. V této době se mezi Jugoslávií, Albánií a Bulharskem diskutovalo o konceptu vytvoření balkánské federace. Albánie byla v té době silně závislá na ekonomické podpoře Jugoslávie, která financovala její původně slabou infrastrukturu. Potíže mezi Jugoslávií a Albánií začaly, když si Albánci začali stěžovat, že Jugoslávie platí příliš málo za albánské přírodní zdroje. Poté se vztahy mezi Jugoslávií a Albánií zhoršily. Od roku 1948 Sovětský svaz podporoval Albánii v opozici vůči Jugoslávii. V otázce Albánci ovládaného Kosova se Jugoslávie a Albánie pokusily neutralizovat hrozbu nacionalistického konfliktu, Hodža se postavil proti albánskému nacionalismu, protože oficiálně věřil ve světový komunistický ideál mezinárodního bratrství všech lidí, i když při několika příležitostech v 80. letech pronesl pobuřující projevy na podporu Albánců v Kosovu proti jugoslávské vládě, když veřejné mínění v Albánii rozhodně podporovalo kosovské Albánce.

### Ozbrojené síly

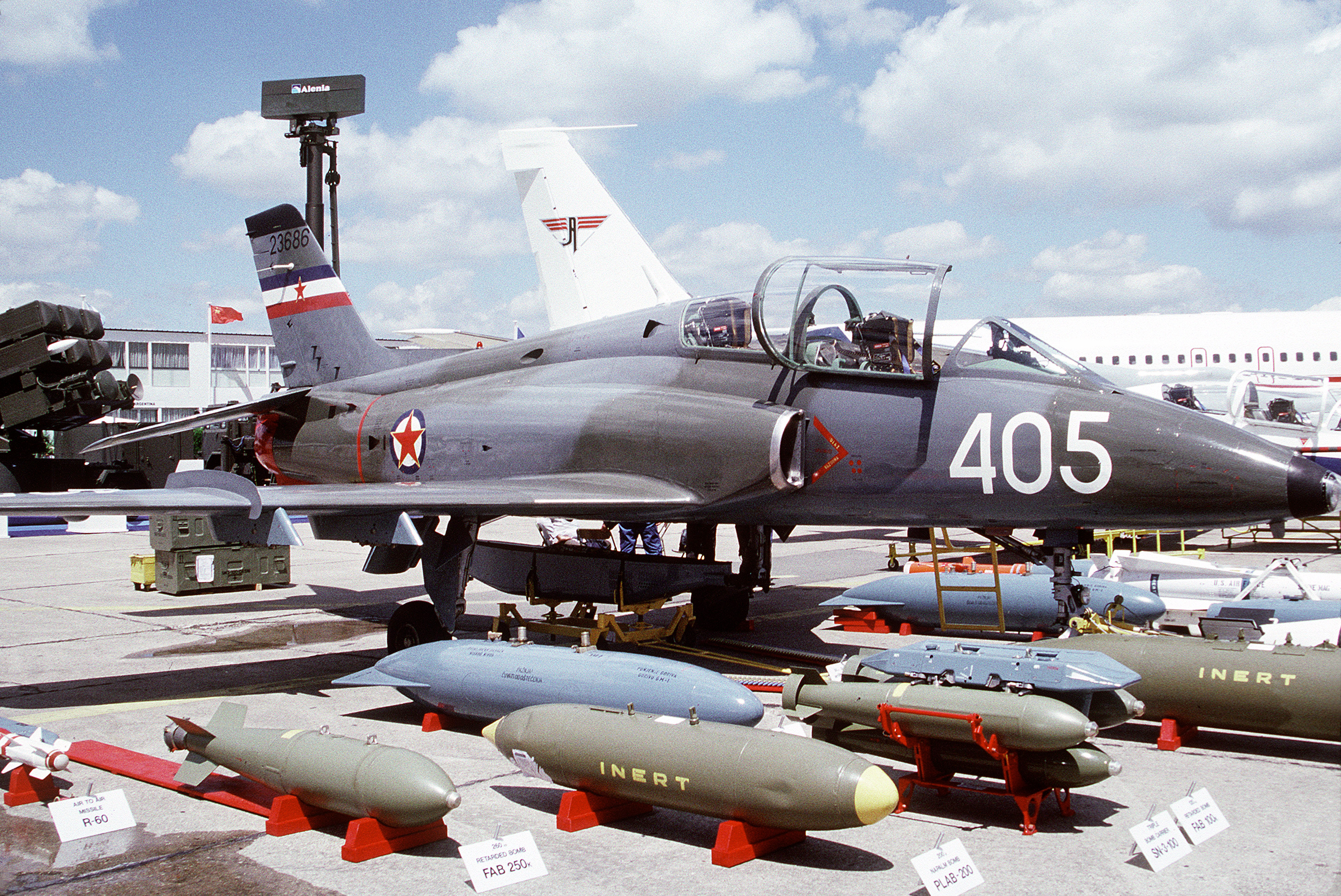
Letoun Soko G-4 Super Galeb

Ozbrojené síly Jugoslávie se skládaly z Jugoslávské lidové armády (Jugoslovenska narodna armija, JNA), teritoriální obrany (TO), Civilní obrany (CZ) a Milice (policie) v době války. Socialistická Jugoslávie udržovala mocnou vojenskou sílu a byla neoficiálně považována za velmoc „druhého řádu“ v Evropě, což znamenalo, že z hlediska vojenské síly byla pouze za tradiční velkou trojkou (Sovětským svazem, Francií a Spojeným královstvím).
JNA byla hlavní organizací vojenských sil včetně zbytků královské jugoslávské armády a skládala se z pozemní armády, námořnictva a letectva. Vojensky měla Jugoslávie politiku soběstačnosti. Vzhledem k její politice neutrality a neangažovanosti bylo vynaloženo úsilí na rozvoj vojenského průmyslu země, aby poskytoval armádě všechny její potřeby, a to i pro export. Většina jeho vojenského vybavení a kusů byla vyrobena v tuzemsku, zatímco část byla dovážena z východu i západu. Pravidelná armáda většinou pocházela z jugoslávských partyzánů z druhé světové války. Jugoslávie měla prosperující zbrojní průmysl a vyvážela se do zemí, jako Kuvajt, Irák nebo Barma, mimo jiné (včetně řady neochvějně antikomunistických režimů, jako je Guatemala). Jugoslávské společnosti jako Zastava Arms vyráběly zbraně sovětské konstrukce na základě licence a také zde vytvářeli zbraně od základu, od policejních pistolí po letadla. SOKO bylo příkladem úspěšné společnosti vyrábějící vojenská letadla před jugoslávskými válkami. Kromě federální armády měla každá ze šesti republik své vlastní síly teritoriální obrany. Jednalo se o jakousi národní gardu, založenou v rámci nové vojenské doktríny s názvem „Všeobecná lidová obrana“ jako odpověď na brutální ukončení Pražského jara Varšavskou smlouvou v Československu roku 1968. Byla organizována na republice, autonomní oblasti, na úrovni provincií, obce a místních komunit. Jak se Jugoslávie rozpadla, armáda se rozčlenila podle etnických hranic a v letech 1991–92 Srbové tvořili téměř celou armádu, protože oddělující se státy vytvořily své vlastní složky.

## Ekonomika

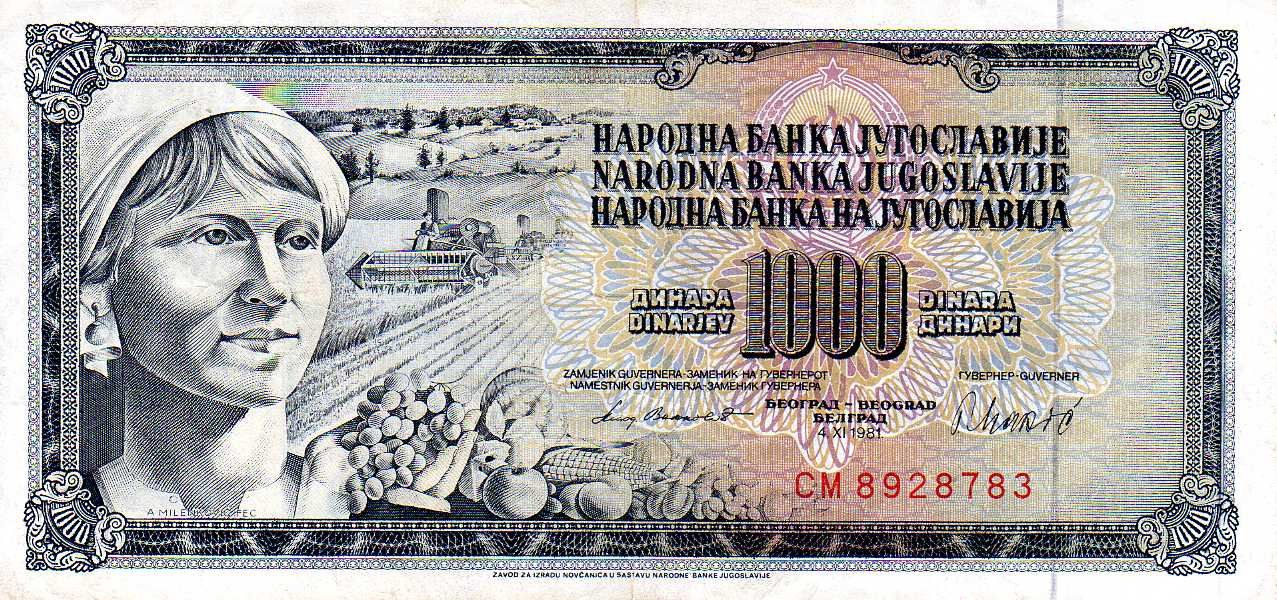
Bankovka hodnoty 1000 dinárů, která měla po dlouhou dobu v zemi nejvyšší hodnotu

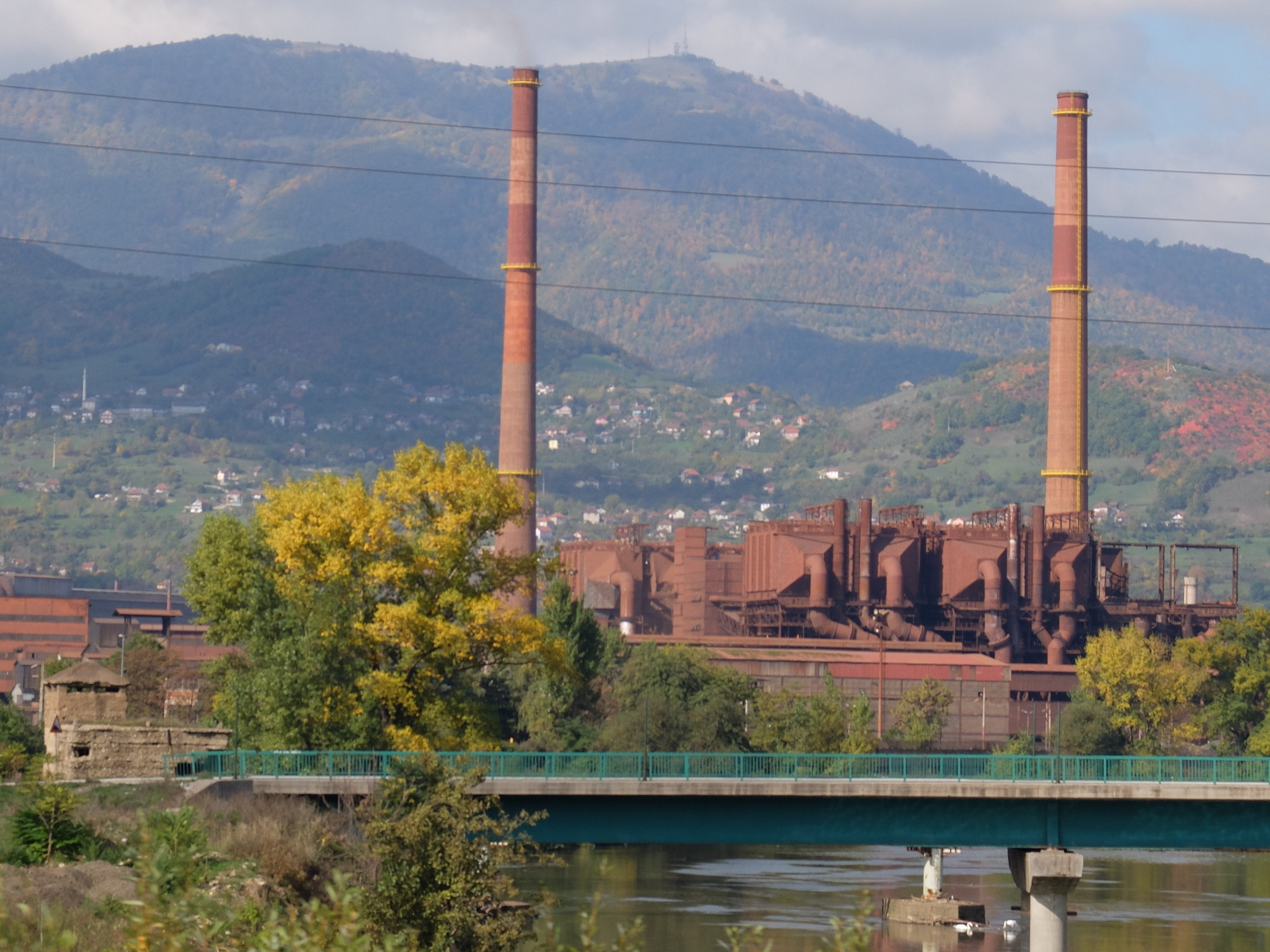
Ocelárny v Zenici, první ocelárny v bývalé Jugoslávii

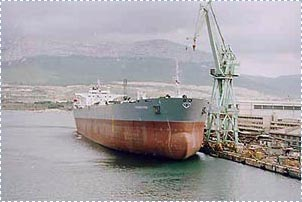
Loděnice Brodosplit

Navzdory společnému původu se socialistická ekonomika Jugoslávie hodně lišila od ekonomiky Sovětského svazu a ekonomik východního bloku, zejména po rozkolu Jugoslávie a Sovětského svazu v roce 1948. Přestože se jednalo o státní podniky, jugoslávské společnosti byly nominálně kolektivně řízeny samotnými zaměstnanci prostřednictvím samosprávy pracujících, i když pod státním dohledem diktujícím mzdové výměry a najímáním a propouštěním manažerů. Druhá světová válka zanechala jugoslávskou infrastrukturu zdevastovanou. Dokonce i nejrozvinutější části země byly převážně venkovského charakteru a to málo průmyslu, které země měla, bylo z velké části poškozeno nebo zničeno. Chronickým problémem byla pro Jugoslávii nezaměstnanost: míra nezaměstnanosti patřila k nejvyšším v Evropě během své existence a kritické úrovně nedosáhly před 80. léty pouze díky bezpečnostnímu ventilu, který poskytovalo vysílání jednoho milionu gastarbeiterů ročně do vyspělých průmyslových zemí západní Evropy. Odchod Jugoslávců za prací začal v 50. letech 20. století, kdy jednotlivci začali nelegálně přecházet hranice. V polovině 60. let Jugoslávie zrušila emigrační omezení a počet emigrantů rychle narůstal, zejména do západního Německa. Na počátku 70. let bylo 20 % pracovní síly země nebo 1,1 milionu pracovníků zaměstnáno v zahraničí. To bylo také zdrojem kapitálu a cizí měny pro Jugoslávii.
Ekonomika SFRJ a životní úroveň v zemi se velmi lišila podle členských republik země. Zatímco většina průmyslové produkce pocházela ze Slovinska, Srbska a Chorvatska, země jako Makedonie a Bosna a Hercegovina byly spíše zemědělského charakteru a stále přijímaly investiční pomoc z bohatších republik.
Díky neutralitě Jugoslávie a její vedoucí roli v Hnutí nezúčastněných zemí exportovaly jugoslávské společnosti na západní i východní trhy. Prezident Tito obratně lavíroval mezi Východem a Západem a přijímal štědré úvěry. Jugoslávské společnosti realizovaly výstavbu četných velkých infrastrukturních a průmyslových projektů v Africe, Evropě a Asii. V 70. letech 20. století byla ekonomika reorganizována podle teorie přidružené práce Edvarda Kardelje, ve které bylo právo na rozhodování a podíl na zisku dělnických družstev založen na investicích práce. Všechny společnosti byly přeměněny na organizace sdružené práce. Nejmenší základní organizace sdružené práce zhruba odpovídaly malé firmě nebo oddělení ve velké firmě. Ty byly organizovány do podniků, které se zase sdružovaly do složených organizací sdružených pracovníků, což mohly být velké společnosti nebo dokonce celoodvětvové obory v určité oblasti. Většina výkonných rozhodnutí byla založena na podnicích, takže si tyto podniky do určité míry konkurovaly, i když byly součástí stejné složené organizace.
V praxi bylo jmenování manažerů a strategické politiky smíšených organizací v závislosti na jejich velikosti a důležitosti často předmětem politického a osobního ovlivňování. Aby byl všem zaměstnancům umožněn stejný přístup k rozhodování, byly základní organizace sdružené práce aplikovány i na veřejné služby, včetně zdravotnictví a školství. Základní organizace byly obvykle tvořeny maximálně několika desítkami lidí a měly vlastní dělnické rady, jejichž souhlas byl nutný pro strategická rozhodnutí a jmenování manažerů v podnicích nebo veřejných institucích.
Výsledky těchto reforem však nebyly uspokojivé. Došlo k nekontrolovatelnému růstu mezd a cen, značnému úbytku kapitálu a nedostatku spotřebitelů, zatímco rozdíly v příjmech mezi chudšími jižními a relativně bohatými severními regiony země přetrvávaly. Samosprávný systém stimuloval inflační ekonomiku, která byla potřebná k jeho podpoře. Velké státní podniky fungovaly jako monopolisté s neomezeným přístupem ke kapitálu, který byl sdílen podle politických kritérií. Ropná krize v roce 1973 umocnila ekonomické problémy, které se vláda snažila řešit rozsáhlými zahraničními půjčkami. Ačkoli tyto kroky vedly k rozumnému tempu růstu na několik let (HNP rostl o 5,1 % ročně), takový růst byl neudržitelný, protože míra zahraničních půjček rostla ročním tempem 20 %.
Po relativně prosperujících 70. letech se životní podmínky v Jugoslávii v 80. letech zhoršily a odrazily se v prudce rostoucí míře nezaměstnanosti a inflaci. Koncem 80. let dosáhla míra nezaměstnanosti v Jugoslávii přes 17 %, dalších 20 % bylo podzaměstnaných; s 60 % nezaměstnaných ve věku do 25 let. Reálný čistý osobní příjem se snížil o 19,5 %.  Nominální HDP na hlavu Jugoslávie v běžných cenách v amerických dolarech byl v roce 1990 na 3 549 $. Centrální vláda se pokusila reformovat samosprávný systém a vytvořit otevřenou tržní ekonomiku se značným státním vlastnictvím velkých průmyslových továren, ale stávky ve velkých závodech a hyperinflace brzdily pokrok.
Jugoslávské války a následná ztráta trhu, stejně jako špatné hospodaření a/nebo netransparentní privatizace přinesly v 90. letech další ekonomické potíže všem bývalým jugoslávským republikám.

### Poválečná léta v Jugoslávii

Republiky, které tvořily Jugoslávii (barevně) a autonomní oblasti v Srbsku

V prvních poválečných letech došlo k realizaci pětiletých plánů v sovětském stylu a obnově ekonomiky prostřednictvím masivní dobrovolné práce. Ekonomický systém tak zprvu odrážel plně sovětský model, protože byly zavedeny všechny prvky, které představovaly základy socialistického ekonomického systému : stranická kontrola ekonomiky, autoritářské centrální plánování, státní vlastnictví výrobních prostředků. To vše bylo učiněno zejména kvůli zničené infrastruktuře a poškozenému malému průmyslu. Země začala tedy být podle plánů elektrifikována, reinfrastrukturizována a přišlo i zaměření na rozvoj a výstavbu těžkého průmyslu. 
Ekonomický systém socialismu se v Jugoslávii vyvinul z marxistické kritiky kapitalistických výrobních vztahů a z toho vyplývajících rostoucích sociálních nerovností. Zákon hodnoty působící prostřednictvím tržního mechanismu vedl podle Marxe k prohlubování nerovností, k polarizaci bohatství a chudoby, bohatí bohatli a chudí chudli. Tato kritika se neomezovala pouze na nejvýraznější nerovnosti mezi dvěma hlavními společenskými třídami – kapitalisty a námezdně vydělávajícími –, ale také na různé odvozené nerovnosti, jako jsou nerovnosti mezi samotnými kapitalisty, nepřiměřený rozvoj různých ekonomických sektorů nebo nerovné regionální rozdíly. Tyto problémy trhu můžeme pozorovat i dnes. V Jugoslávii se tehdy pevně věřilo, že v socialistické společnosti bude působení zákona hodnoty zrušeno nebo značně omezeno a že tím trh ztratí na významu. Jugoslávský model také následoval Engelse, který navrhl, že socialistická ekonomika by měla být založena na sociálně plánované regulaci výroby v souladu s potřebami jak společnosti jako celku, tak i každého jednotlivce. Což se v praxi moc neodráželo, protože většina socialistických států řídila centrální plánování autoritářsky, ačkoliv si přivlastňovali koncept demokratického centralismu, který nakonec neuplatňovaly.
Systém autoritářského centrálního plánování po vzoru Sovětského svazu byl použit opravdu jen na krátkou dobu. Takže docházelo ke státnímu vlastnictví podniků vyvolaném znárodněním a vyvlastněním soukromého majetku. Systém dále zajišťoval kontrolu federálních politických orgánů nad ekonomikou. V tomto období bylo úsilí směřováno zejména k vyrovnání tržních nerovností existujících v rozdělování národního důchodu v předválečném systému a k zabránění jednotlivcům přivlastňovat si plody cizí práce. Znárodnění výrobních zdrojů a velkých hospodářských podniků probíhalo v několika etapách. Začalo to konfiskací nepřátelského majetku po válce a bylo dokončeno znárodňovacími zákony v roce 1946, které se vztahovaly na všechny velké průmyslové podniky, dopravu, velkoobchod, banky a pojišťovny; a zákon z roku 1948, který znárodnil podniky menšího významu, jako jsou malé elektrárny, malé doly, cihelny, mlýny, nemocnice, hotely, kina. Pozemková reforma v roce 1945 odstranila velké vlastníky půdy a přežívající prvky feudálního systému a omezila pozemky na maximálně 75 – 87 akrů (v roce 1953 dále sníženo na 25 akrů). Byly také zavedeny limity soukromého vlastnictví v nemovitostech a byla ustanovena poměrná daň z příjmů fyzických osob.
Ekonomika v pozdějších poválečných letech se začala pomalu ubírat k směsce centrálního autoritářského plánování s mechanismy tržního socialismu. Drobní soukromí maloobchodníci či řemeslníci už mohli zaměstnávat 4 zaměstnance na jednoho majitele. Přebytečná půda byla ve vlastnictví zemědělských společností, družstev nebo místních komunit. Ty mohly pozemky prodávat, kupovat, pronajímat a dávat k pronájmu. 
O přesné povaze a rozsahu tržního socialismu v Jugoslávii diskutují ekonomové. Vzhledem k tomu, že v Jugoslávii byla autoritářská vláda prezidenta Tita a de facto vládla jen jedna strana, nešlo o tržní socialismus, který si představoval třeba Oskar R. Lange. John Roemer, zastánce tržního socialismu, měl na jugoslávský experiment velmi negativní názor, že jugoslávské společnosti skutečně nefungují na tržních principech konkurence a zisku a že místo toho spoléhají na slabá rozpočtová omezení a jsou vystaveny politické kontrole státu a strany, což vytvořilo neefektivní systém, který se nakonec zhroutil. To bylo zapříčiněno opět autoritářskou povahou režimu.

### Ohlas jugoslávské ekonomiky v Československu
Ve druhé polovině 50. let diskutovala skupina elitních komunistů (např.  Jaroslav Opat, Jiří Pelikán, Milan Sochor), proč realizace socializmu neuspěla i tom, zda cestou nemůže být tzv. jugoslávský model socialismu. Protože se diskuse odehrávaly za účasti jugoslávských diplomatů a novinářů, často na jugoslávském velvyslanectví, byli členové tzv. „jugoslávské skupiny“ obviněni z vyzvědačství a odsouzeni. V 60. letech 20. století naopak shledával na jugoslávském ekonomickém modelu pozitivní stránky i československý stranický tisk.

### Automobilový průmysl

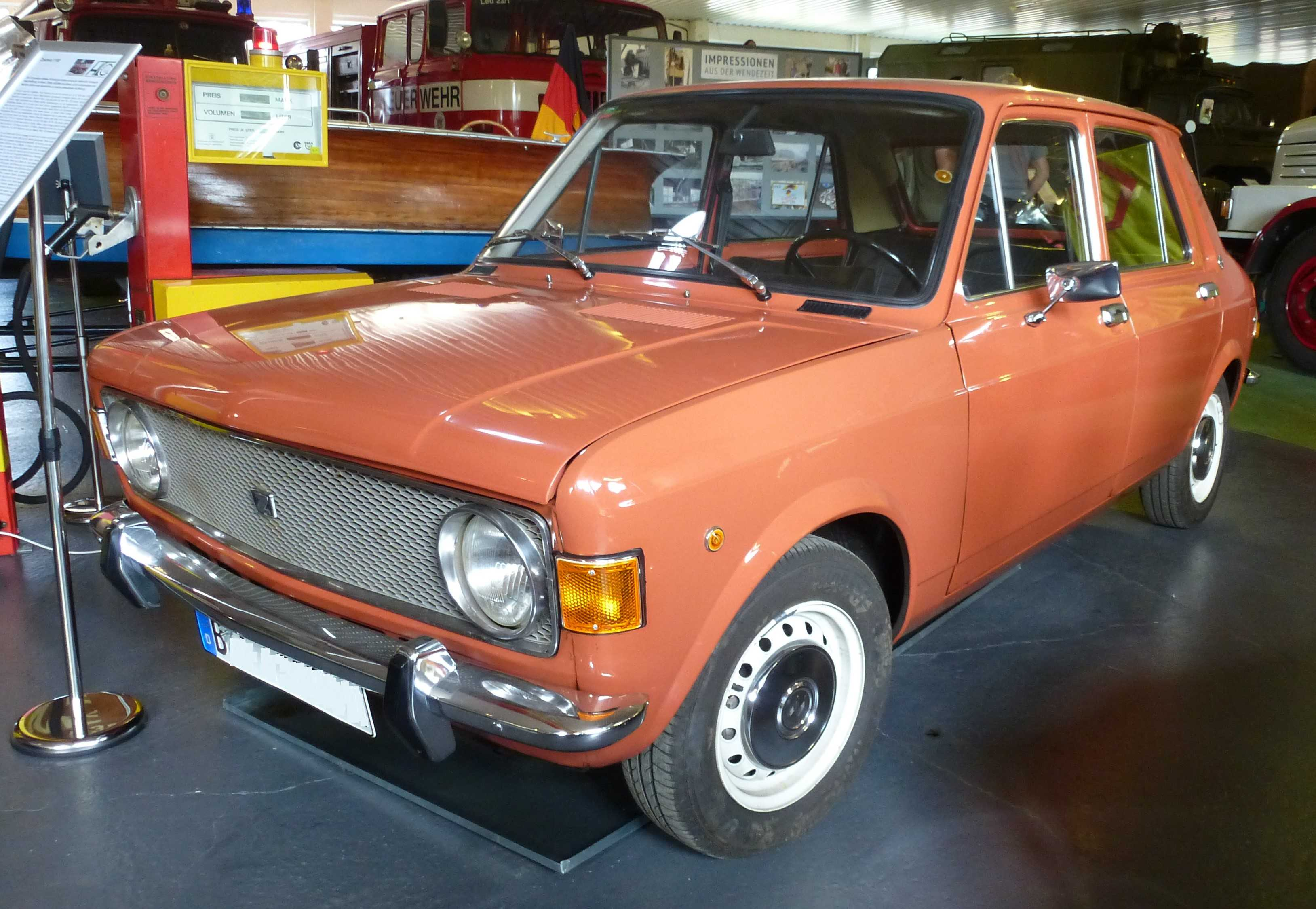
Zastava 101

Několik společností v Jugoslávii se zabývalo výrobou a montáží automobilů. Nejznámější byla Zastava z Kragujevace, která vyráběla vozy převážně v licenci italského Fiatu, nejznámějšími výrobky byly Zastava 750 a Zastava Yugo, která se vyvážela na severoamerický, evropský a asijský trh. Druhou největší automobilkou byla sarajevská TAS (dnes Volkswagen Sarajevo d.o.o.), která montovala VW Golf I. a II. generace včetně Audi 80. Tomos z Koperu, který původně vyráběl mopedy a lodní motory a montoval některá vozidla Citroën (Ami 6, Ami 8 a Dyane) spolu s Iskrou z Kraňska v roce 1975 založili společnost Cimos, která vyráběla některá další vozidla Citroën. Společnost IMV z Nového Mesta, která původně montovala některá britská vozidla Austin, od roku 1973 vyráběla vozy Renault (Renault 4, Renault 12, Renault 16 a Renault 18); v roce 1988 z ní vznikla společnost REVOZ, která zpočátku vyráběla také osobní přívěsy a obytné vozy. Tato výrobní oblast je později převedena na Adria Mobil. IDA Opel z Kikindy vyráběla modely Kadett, Kikinda, Omega, Vectra a Corsa. Autobusy vyráběla v Bělehradě firma Ikarus, nákladní vozy společnost FAP v Priboji a TAM v Mariboru, která kromě nákladních automobilů vyráběla autobusy, speciální hasičské vozy a vozidla pro vojenské účely. V Novém Bělehradě vyráběla továrna IMT zemědělské stroje a traktory.

## Doprava

### Železnice

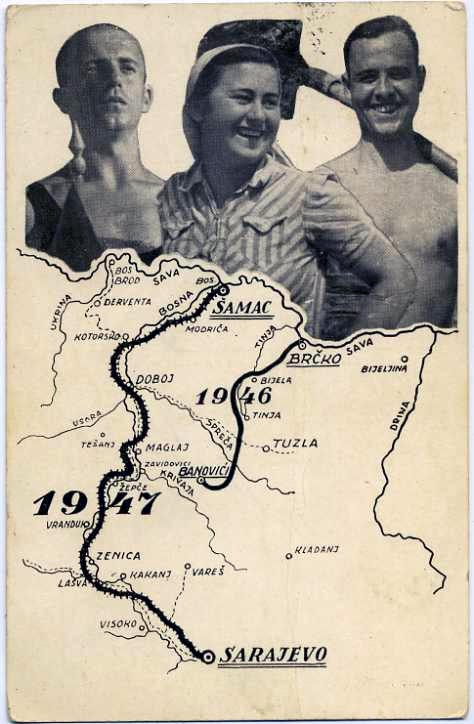
Plakát oslovující mladé lidi na pracovní akce mládeže při stavbě železnice Šamac-Sarajevo

Železniční systém v Jugoslávii provozovaly Jugoslávské železnice. Velká část infrastruktury byla zděděna z období před druhou světovou válkou a období SFRJ bylo poznamenáno rozšířením a elektrifikací tratí. Elektrické a dieselové lokomotivy byly zaváděny ve větších počtech od 60. let 20. století. Velká část raných kolejových vozidel byla evropská, zatímco postupem času byla nahrazována lokomotivami domácí výroby, většinou společnosti Rade Končara a vozy, většinou GOŠA. Hlavními dvěma projekty během období SFRJ byla elektrifikace železnice Záhřeb–Bělehrad a výstavba vysoce náročné železnice Bělehrad–Bar. Jugoslávské železnice provozovaly řadu mezinárodních spojů, jako je Orient Express.

### Silnice
Jádrem silniční sítě v Jugoslávii byla dálnice Bratrství a jednoty, což byla dálnice, která se táhla přes 1 182 km od rakouských hranic v Rateče u Kranjska Gora na severozápadě přes Lublaň, Záhřeb, Bělehrad a Skopje do Gevgelija na řeckých hranicích na jihovýchodě. Byla to hlavní moderní dálnice v zemi, spojující čtyři republiky. Šlo o průkopnickou dálnici ve střední a východní Evropě a hlavní spojnici mezi střední a západní Evropou s jihovýchodní Evropou a Blízkým východem. Stavba začala z iniciativy prezidenta Tita. První úsek mezi Záhřebem a Bělehradem byl postaven díky úsilí Jugoslávské lidové armády a dobrovolnických akcí pro mládež a byl otevřen v roce 1950. Úsek mezi Lublaní a Záhřebem postavilo v roce 1958 54 000 dobrovolníků za necelých osm měsíců.

### Lodní doprava
Se svým rozsáhlým pobřežím Jaderského moře Jugoslávie zahrnovala několik velkých přístavů jako Split, Rijeka, Zadar nebo Pula. Byly založeny trajekty poskytující osobní dopravu spojující jugoslávské přístavy s několika přístavy v Itálii a Řecku. Pokud jde o řeky, Dunaj byl v Jugoslávii splavný po celém svém toku a spojoval přístavy Bělehrad, Novi Sad a Vukovar se střední Evropou a Černým mořem. Splavné byly i dlouhé úseky řek Sáva, Dráva a Tisa.

### Letecká doprava

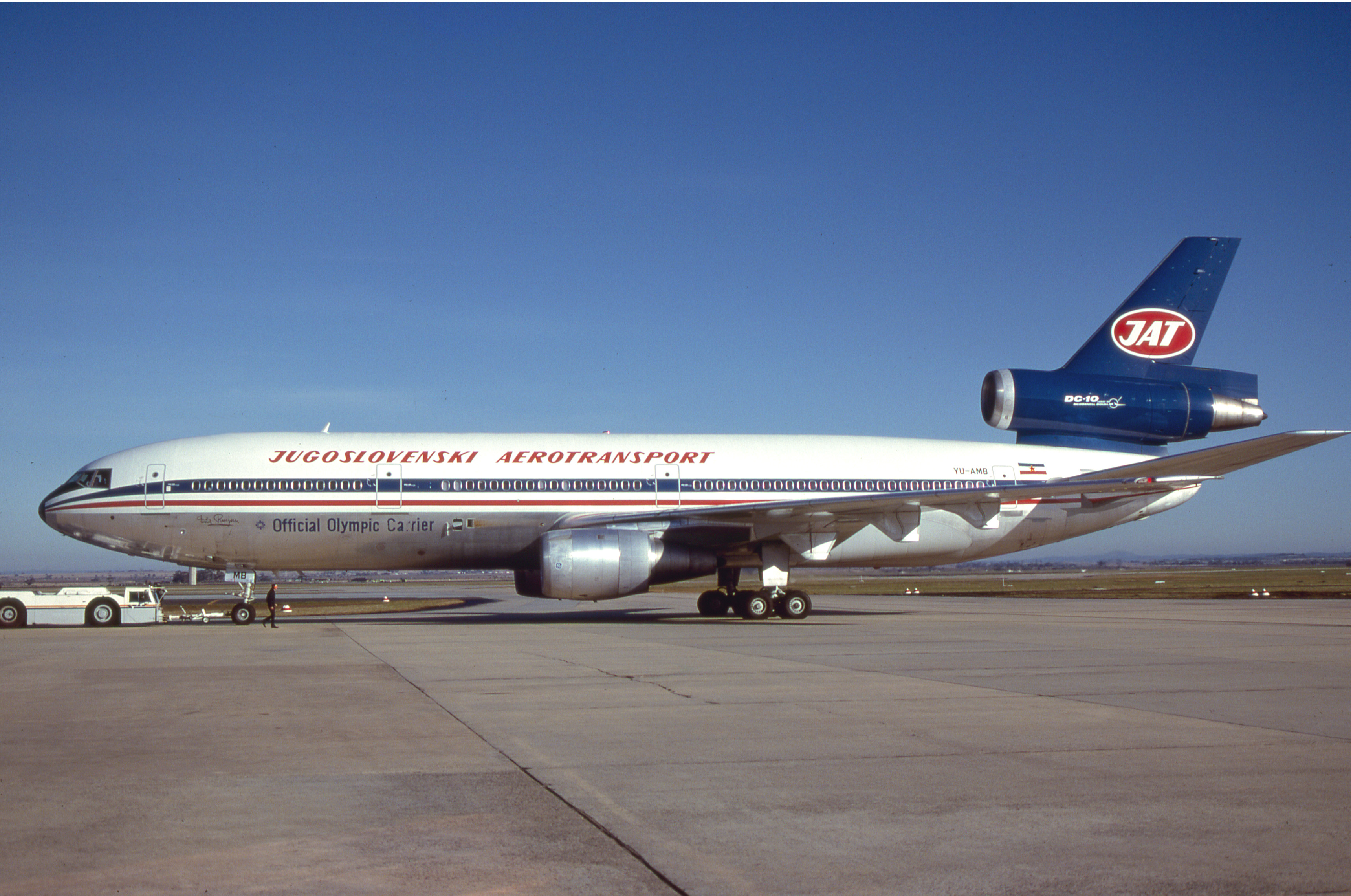
McDonnell Douglas DC-10-30 společnosti JAT na letišti Sydney roku 1985

V meziválečném období byla letecká doprava v Jugoslávii organizována soukromou společností Aeroput, ale její poválečný provoz byl pozastaven kvůli znárodnění a téměř úplnému zničení flotily během války. První plán na poválečnou rekonstrukci veřejné letecké dopravy představila Komise pro hospodářskou obnovu 28. prosince 1944. Plán počítal s celostátní sítí, která by zahrnovala města Bělehrad, Záhřeb, Lublaň, Sarajevo, Titograd, Skopje, Novi Sad, Kraljevo, Niš, Borovo, Rijeka, Zadar, Split, Dubrovník, Banja Luka, Mostar, Maribor a Terst.
Počáteční charterové veřejné lety byly organizovány vojenskými letadly, zatímco první pravidelná mezinárodní linka po válce byla zavedena 6. října 1945 mezi Bělehradem a Prahou. Počáteční veřejná flotila sestávala ze čtyř starých německých letadel (Junkers Ju 52) a čtyř Tukanů zakoupených ve Francii v letech 1945-46. V srpnu 1945 Jugoslávie obdržela 11 sovětských letadel Lisunov Li-2, ale jejich používání bylo rychle ukončeno v mezinárodní dopravě a částečně ve vnitrostátní dopravě kvůli obavám z nedostatečné bezpečnosti. Jugoslávie proto v roce 1946 iniciovala nákup 10 amerických přebytečných a tedy levných letounů C-47. Nicméně, protože Jugoslávie v té době byla stále blízkým sovětským spojencem, USA odmítly návrh, který tlačil Jugoslávii na nákup tří DC-3 v Belgii, které by byly základním typem letadel v jugoslávské veřejné flotile až do 60. let 20. století. Jugoslávská národní letecká společnost JAT Airways byla založena v dubnu 1947.
I když byla Jugoslávie komunistickou zemí, po roztržce Tita a Stalina zahájila Jugoslávie období vojenské neutrality a neangažovanosti. Její aerolinky byly zásobovány jak z východu, tak ze západu. Jugoslávské aerolinie JAT se staly vlajkovým dopravcem pohlcením předchozí společnosti Aeroput. Během své existence se stala jednou z předních leteckých společností v Evropě, a to jak podle flotily, tak podle destinací. Flotila zahrnovala většinu letadel vyrobených na Západě a destinace zahrnovala pět kontinentů. V 70. letech 20. století vznikly další letecké společnosti, jmenovitě Aviogenex, Adria Airways a Pan Adria Airways, většinou zaměřené na rostoucí turistický průmysl. Letiště hlavního města Bělehrad se stalo regionálním uzlem nabízejícím lety buď národní leteckou společností JAT nebo jinými leteckými společnostmi do všech důležitých destinací po celém světě. Kromě Bělehradu by většina mezinárodních letů zahrnovala zastávku na letišti v Záhřebu, druhém národním letišti z hlediska kapacity cestujících a nákladu; tyto dvě se staly jedinými mezinárodními centry. Všechna sekundární letiště, jako je Sarajevo, Skopje, Split nebo Lublaň, byla přímo napojena na mezinárodní lety přes Bělehrad nebo Záhřeb, přičemž se rozvíjela řada turistických destinací, jako Dubrovník, Rijeka, Ohrid, Tivat a další.

### Městská doprava
Spolu s vysokým rozvojem měst se městská doprava v Jugoslávii významně rozvinula ve všech hlavních městech republiky a větších městech. Sítě městských autobusů existovaly ve všech městech, přičemž mnohé zahrnovaly také trolejbusy a tramvaje. Navzdory tomu, že se bělehradské metro plánovalo po desetiletí, nikdy se nepostavilo a Bělehrad se stal hlavním evropským městem, ve kterém metro chybělo. Místo toho se bělehradské městské úřady rozhodly pro rozvoj městské železniční dopravy, Beovoz, a rozsáhlé sítě tramvají, autobusů a trolejbusů. Kromě hlavního města Bělehradu se tramvajové sítě rozvíjely i v jiných městech. Městská železniční dopravní infrastruktura v Jugoslávii se skládala z:
- Bosna a Hercegovina:
  - Tramvajová doprava v Sarajevu
- Chorvatsko:
  - Tramvajová doprava v Záhřebu
  - Tramvajová doprava v Osijeku
  - Tramvajová doprava v Dubrovníku do roku 1970
  - Tramvajová doprava v Rijece do roku 1952
- Srbsko:
  - Tramvajová doprava v Bělehradu
  - Tramvajová doprava v Bělehradu v Niši do roku 1958
  - Tramvajová doprava v Novém Sadu do roku 1958
  - Tramvajová doprava v Subotici do roku 1974
- Slovinsko:
  - Tramvajová doprava v Lublani do roku 1958
  - Tramvajová doprava v Piranu do roku 1953

V Italském království existovala i tramvajová doprava v Opatiji a také v Pule na Istrii, po roce 1947 (de facto 1945) byla předána Jugoslávii.

## Obyvatelstvo

### Národnostní složení a vývoj
Etnické skupiny v Jugoslávii (1981)

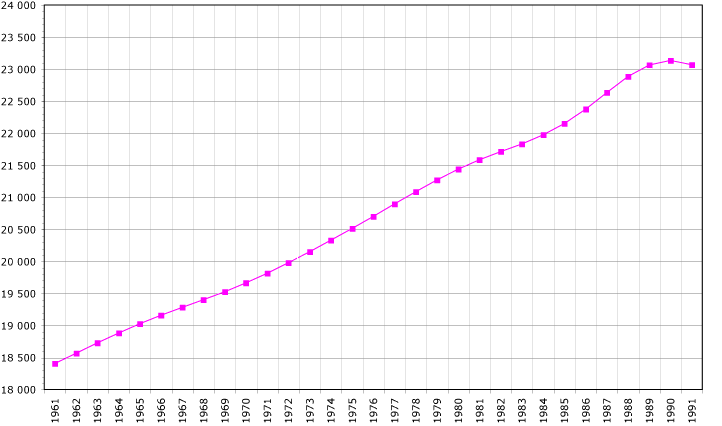
Přírůstky obyvatelstva v letech 1961–1991

Obyvatelstvo Jugoslávie procházelo rozsáhlými změnami, a to jak demografickými, tak ideovými. Království Jugoslávie, které bylo předchůdcem socialistické Jugoslávie, uznávalo národy pouze tři, a to nejpočetnější Srby, Chorvaty a Slovince. Ostatní obyvatelé státu, Albánci v Kosovu a Makedonci na jihu území země s tímto velmi často nesouhlasili, což vedlo k tomu, že se nedokázali s královstvím identifikovat. Proto hned po válce byla budována makedonská identita, v 70. letech se potom ve sčítání obyvatelstva poprvé objevila národnost Muslimů (Bosňáci), kteří se do té doby počítali buď k Srbům, nebo Chorvatům. Rostl i počet obyvatelstva. V království Jugoslávie žilo těsně před válkou 14 milionů obyvatel, ke konci socialistického státu už ale žilo ve federaci přes 23 milionů lidí. Jednotlivé národy však měly odlišné přírůstky v souladu s tím, v jakém stádiu demografické revoluce se zrovna nacházely. Přibývalo tak obyvatel hlavně na jihu, ve velké míře i Albánců v Kosovu. Naopak počty Srbů, Chorvatů, či Slovinců se zvyšovaly jen zřídka. To vedlo k politickým diskuzím a ostrým neshodám až výpadům.

### Jazyky

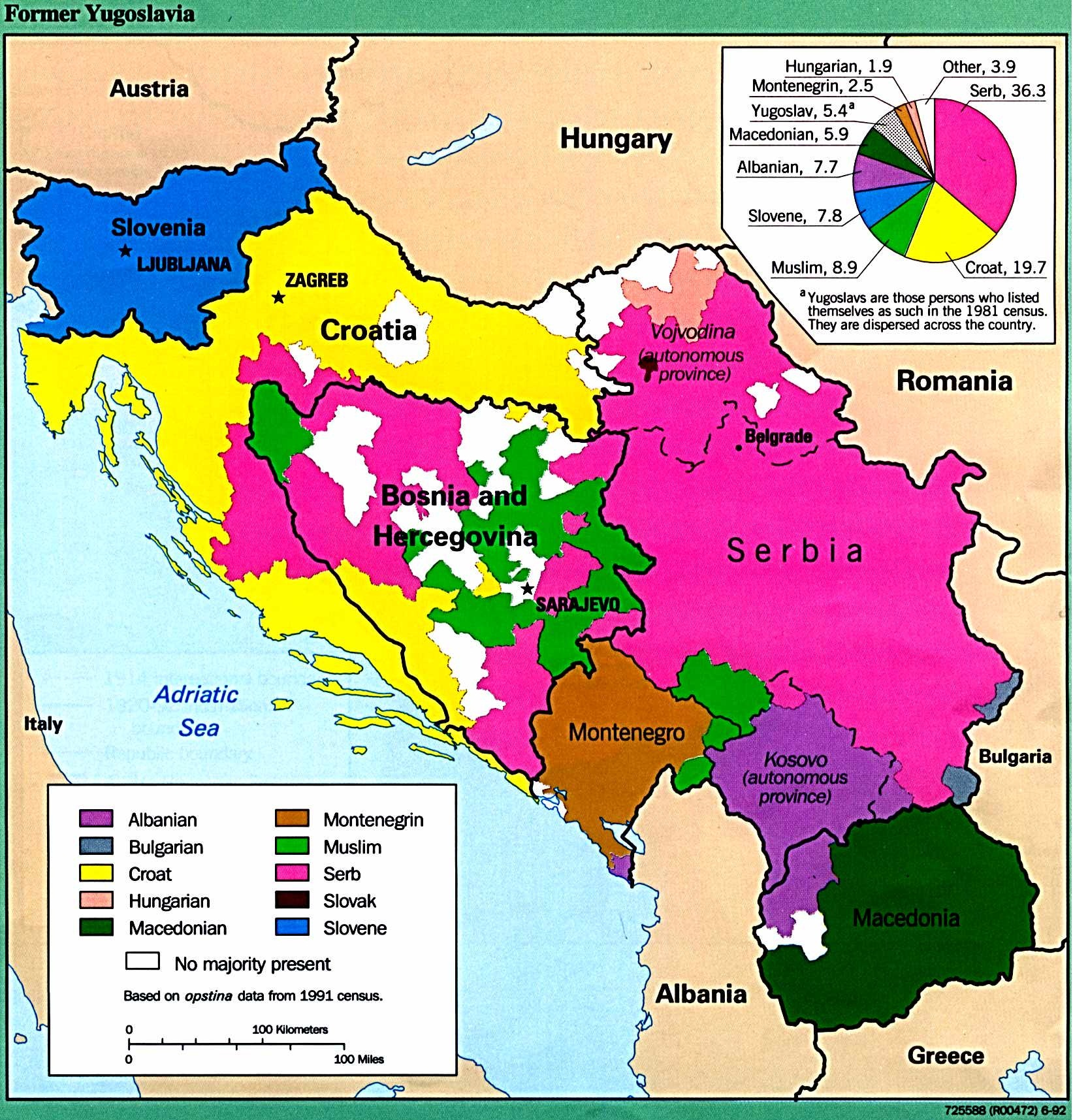
Etnická mapa z roku 1991

Obyvatelstvo Jugoslávie mluvilo převážně třemi jazyky: srbochorvatštinou, slovinštinou a makedonštinou. Srbskochorvatsky mluvilo obyvatelstvo ve federativních republikách SR Srbsko, SR Chorvatsko, SR Bosna a Hercegovina a SR Černá Hora – celkem 17 milionů lidí koncem 80. let. Slovinštinou mluvilo přibližně 2 miliony obyvatel SR Slovinsko, zatímco makedonštinou mluvilo 1,8 milionu obyvatel SR Makedonie. Národnostní menšiny také používaly svůj vlastní jazyk, přičemž 506 000 osob hovořilo maďarsky (především v SAO Vojvodině) a 2 000 000 osob hovořilo albánsky v SR Srbsku (především v SAO Kosovo), SR Makedonii a SR Černé Hoře. V menší míře se také hovořilo turečtinou, rumunštinou (především v SAP Vojvodině) a italštinou (hlavně na Istrii a částech Dalmácie). Jugoslávští Albánci, téměř výhradně Gegové, se z politických důvodů rozhodli používat jednotný standardní jazyk Albánie založený převážně na toskské albánštině (jiný dialekt). Všechny tři hlavní jazyky patří do jihoslovanské jazykové skupiny a jsou si tedy podobné, což umožňuje většině lidí z různých oblastí si navzájem rozumět. Intelektuálové většinou znali všechny tři jazyky, zatímco lidé skromnějších poměrů z SR Slovinska a SR Makedonie dostali příležitost naučit se srbochorvatštinu během povinné služby ve federální armádě. Samotná srbochorvatština se skládá ze tří dialektů, štokavštiny, kajkavštiny a čakavštiny, přičemž štokavština se používá jako standardní oficiální dialekt jazyka. Oficiální srbochorvatština (štokavština) byla rozdělena na dvě podobné varianty, chorvatskou (západní) variantu a srbskou (východní) variantu, s drobnými rozdíly, které obě odlišovaly. Dvě abecedy používané v Jugoslávii byly: latinka a cyrilice. Obě abecedy byly upraveny pro použití srbochorvatštinou v 19. století, takže srbochorvatská latinka je více známá jako Gajova latinka, zatímco cyrilice je označována jako srbská cyrilice. Srbochorvatština používá obě abecedy, slovinština pouze latinku a makedonština pouze azbuku. Bosenské a chorvatské varianty jazyka používaly výhradně latinku, zatímco srbská varianta používala latinku i cyrilici.

### Náboženství

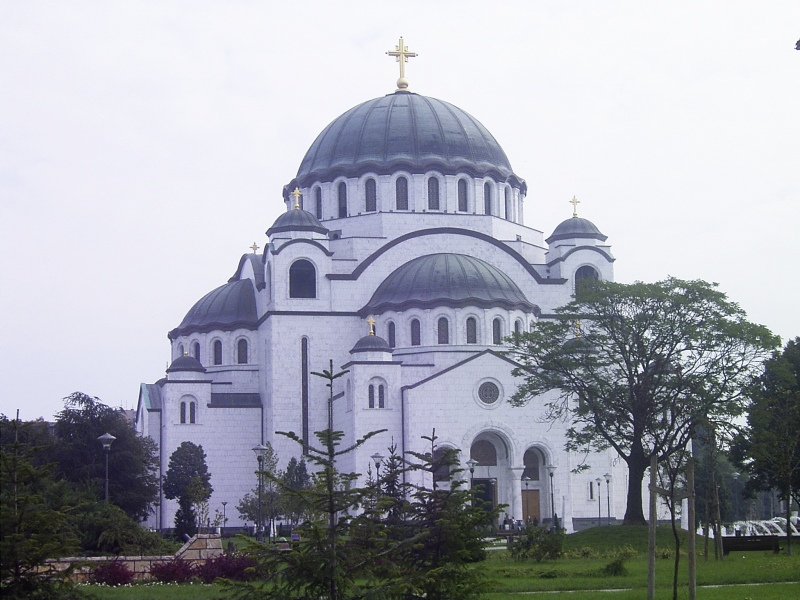
Chrám svatého Sávy v Bělehradě

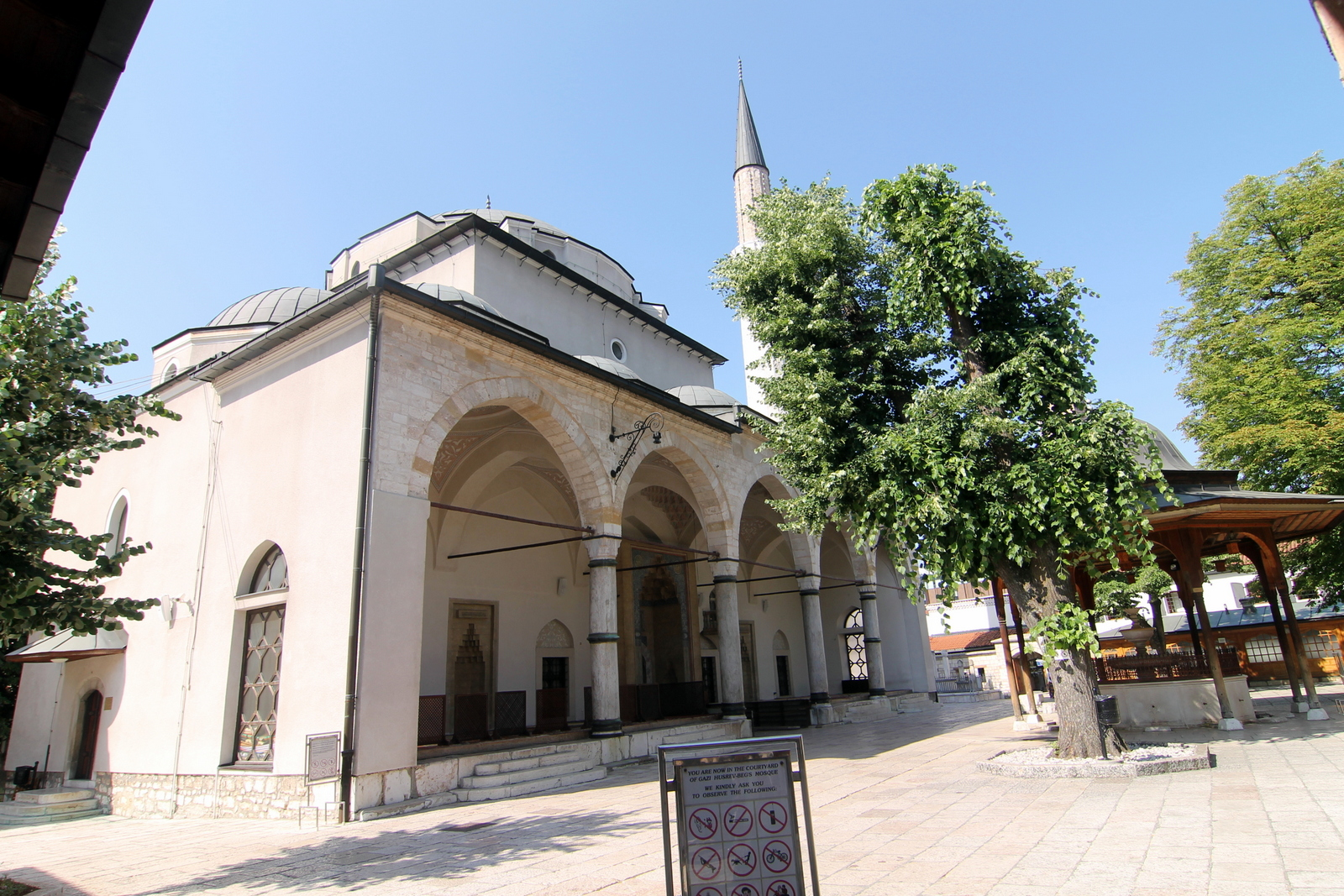
Gazi Husrev-begova mešita v Sarajevu

Nové komunistické úřady se zpočátku soustředily na nastolení ateismu a prosazovaly politiku podmaňování všech náboženských společností, čímž se oslaboval jejich vliv na jugoslávské obyvatelstvo. Podle Ústavy SFRJ bylo zaručeno právo vyznávat náboženství. Ateismus nebyl vnucován, ale pro řídící funkce v obcích a ekonomických subjektech představoval morálně-politickou vhodnost, což ve skutečnosti znamenalo příslušnost ke Svazu komunistů Jugoslávie nebo ve výjimečných případech stanovisko místního výboru k morálně-politické vhodnosti vůdce. Oficiální náboženské aktivity a rozhodnutí nezakazoval zákon  o socialistickém státním ateismu jako v sousední Albánské lidové socialistické republice.
V době vzniku Jugoslávie v ní převládaly tři vyznání - pravoslaví (Srbové, Černohorci a Makedonci), katolicismus (Slovinci, Chorvati a Maďaři) a islám (Muslimové/Bosňáci a Albánci). Muselo se také vzít v úvahu, že katolická hierarchie Jugoslávie byla podřízena Vatikánu.
Již v srpnu 1945 přijalo Prozatímní národní shromáždění zákon o agrární reformě a kolonizaci, který stanovil vyvlastnění pozemků náboženských společností. V reakci na to vydal katolický episkopát 20. září 1945 „pastýřský list“ věřícím, v němž odsuzoval „bezbožný materialismus“ a požadoval navrácení náboženského vzdělání a uznání náboženského sňatku. V září 1946 byla hlava chorvatských katolíků, arcibiskup Aloysius Stepinac, zatčen titovskými úřady a později odsouzen k 16 letům vězení za kolaboraci. Během procesu bylo požadováno oddělení římskokatolické církve od Vatikánu, což Stepinac u soudu odmítl. Hlava slovinských katolíků, biskup Gregorij Rožman, emigroval v květnu 1945 a později byl v srpnu 1946 odsouzen v nepřítomnosti v případu Rupnik.
Katolická církev si na rozdíl od církví ostatních komunistických států (Československo nebo Rumunsko) zachovala aktivní roli ve společnosti. V roce 1965 podepsala Jugoslávie s Vatikánem smlouvu, která zaručovala autoritu Svatého stolce nad náboženskými záležitostmi a také právo katolických biskupů udržovat se Svatým stolcem kontakt.
Makedonská pravoslavná církev vznikla nekanonickým oddělením od Srbské pravoslavné církve 17. července 1967.
Některé organizace islámské náboženské komunity byly zakázány a rozpuštěny, především kvůli jejich aktivitám na islamistickém základě. Kláštery křesťanských společenství nebyly dotčeny a nadále fungovaly, stejně jako četné instituce, jejichž cílem byla náboženská výchova mládeže. V 50. letech probíhala náboženská výchova na školách a později organizaci náboženské výchovy převzaly náboženské instituce. Podle sčítání lidu z roku 1953 se 13 % obyvatel hlásilo k ateistům nebo bez vyznání. Nejvyšší procento ateistů bylo v Republice Černá Hora, 31,5 %, a nejnižší v Kosovu, 7,8 %. V ostatních částech se procento pohybovalo mezi 10-13,5 %. S posilováním státu se zvyšovalo procento obyvatelstva, které bylo považováno za ateisty, zatímco s vypuknutím národnostních konfliktů se vrátilo na poválečný počet.

### Rozložení obyvatelstva
Po druhé světové válce byla Jugoslávie hlavně agrárním státem. Většina obyvatelstva žila na venkově a jen malá část ve městech, kde by pracovali v průmyslu a službách. Během následujících let, hlavně díky druhému pětiletému plánu došlo k soustředění obyvatelstva ve městech a rozvoji průmyslových kapacit. Venkov se rozvíjel pomaleji a odcházeli z něj lidé. Města se rozsáhle rozšiřovala; budovala se nová sídliště a průmyslové závody. V 80. letech tak již mimo města žila jen malá část obyvatel, výjimkou byly ovšem méně rozvinuté části země v Bosně a Hercegovině, Makedonii, Kosovu a Černé Hoře.

### Statistiky

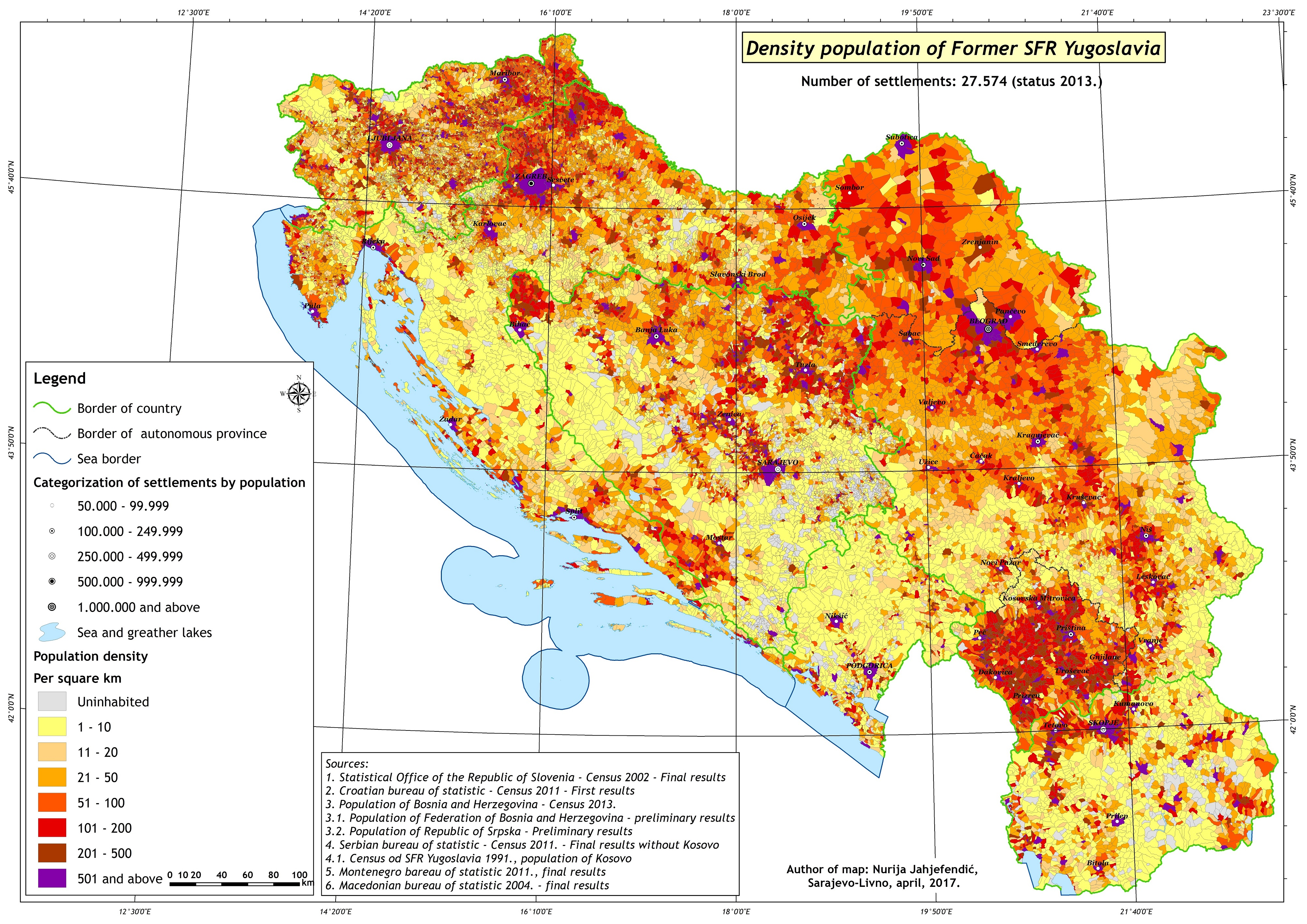
Hustota obyvatelstva v Jugoslávii

Údaje pocházejí ze sčítání lidu v roce 1991.
| Pořadí | Republika/Provincie    | Populace 1991 | %     |
| ------ | ---------------------- | ------------- | ----- |
| 1      | SR Srbsko              | 9 791 475     | 40,9% |
| ---    | Centrální Srbsko       | 5 824 126     | 24,0% |
| 2      | SR Chorvatsko          | 4 760 344     | 20,6% |
| 3      | SR Bosna a Hercegovina | 4 364 574     | 18,8% |
| 4      | SR Makedonie           | 2 033 964     | 8,8%  |
| ---    | SR Srbsko Vojvodina    | 2 012 605     | 8,6%  |
| ---    | Kosovo                 | 1 954 744     | 8,4%  |
| 5      | SR Slovinsko           | 1 962 606     | 8,2%  |
| 6      | SR Černá Hora          | 615 276       | 2,6%  |
|        | Jugoslávie             | 23 528 230    | 100%  |

a jednotlivé národnosti:
| Národnostní složení obyvatelstva SFRJ, 1981. | Národnostní složení obyvatelstva SFRJ, 1981. | Národnostní složení obyvatelstva SFRJ, 1981. | Národnostní složení obyvatelstva SFRJ, 1981. | Národnostní složení obyvatelstva SFRJ, 1981. | Národnostní složení obyvatelstva SFRJ, 1981. | Národnostní složení obyvatelstva SFRJ, 1981. | Národnostní složení obyvatelstva SFRJ, 1981. | Národnostní složení obyvatelstva SFRJ, 1981. | Národnostní složení obyvatelstva SFRJ, 1981. | Národnostní složení obyvatelstva SFRJ, 1981. | Národnostní složení obyvatelstva SFRJ, 1981. | Národnostní složení obyvatelstva SFRJ, 1981. |
| Republika provincie                          | Republika provincie                          | Celkem                                       | Srbové                                       | Chorvati                                     | Slovinci                                     | Маkedonci                                    | Muslimové                                    | Černohorci                                   | Albánci                                      | Maďaři                                       | Češi                                         | Jugoslávci                                   |
| -------------------------------------------- | -------------------------------------------- | -------------------------------------------- | -------------------------------------------- | -------------------------------------------- | -------------------------------------------- | -------------------------------------------- | -------------------------------------------- | -------------------------------------------- | -------------------------------------------- | -------------------------------------------- | -------------------------------------------- | -------------------------------------------- |
| SFRJ                                         | SFRJ                                         | 22 424 711                                   | 8 140 452                                    | 4 428 005                                    | 1 753 554                                    | 1 339 729                                    | 1 999 957                                    | 579 023                                      | 1 730 364                                    | 426 866                                      | 19 625                                       | 1 219 045                                    |
| SR Srbsko                                    | SR Srbsko                                    | 9 313 476                                    | 6 182 155                                    | 149 368                                      | 12 006                                       | 48 989                                       | 215 166                                      | 147 466                                      | 1 303 034                                    | 390 468                                      | 3 225                                        | 441 941                                      |
| SR Srbsko                                    | užší Srbsko                                  | 5 694 464                                    | 4 865 283                                    | 31 447                                       | 8 207                                        | 29 033                                       | 151 674                                      | 77 134                                       | 72 484                                       | 4 965                                        | 1 170                                        | 272 050                                      |
| SR Srbsko                                    | SAO Vojvodina                                | 2 034 772                                    | 1 107 375                                    | 109 203                                      | 3 456                                        | 18 900                                       | 4 930                                        | 43 304                                       | 3 814                                        | 385 356                                      | 2 012                                        | 167 215                                      |
| SR Srbsko                                    | SAO Kosovo                                   | 1 584 440                                    | 209 497                                      | 8 718                                        | 343                                          | 1 056                                        | 58 562                                       | 27 028                                       | 1 226 736                                    | 147                                          | 43                                           | 2 676                                        |
| SR Chorvatsko                                | SR Chorvatsko                                | 4 601 469                                    | 531 502                                      | 3 454 661                                    | 25 136                                       | 5 362                                        | 23 740                                       | 9 818                                        | 6 006                                        | 25 439                                       | 15 061                                       | 379 057                                      |
| SR Slovinsko                                 | SR Slovinsko                                 | 1 891 867                                    | 42 182                                       | 55 625                                       | 1 712 445                                    | 3 288                                        | 13 425                                       | 3 217                                        | 1 985                                        | 9 496                                        | 433                                          | 26 263                                       |
| SR Bosna a Hercegovina                       | SR Bosna a Hercegovina                       | 4 124 256                                    | 1 320 738                                    | 758 140                                      | 2 755                                        | 1 892                                        | 1 630 033                                    | 14 114                                       | 4 396                                        | 945                                          | 690                                          | 326.316                                      |
| SR Makedonie                                 | SR Makedonie                                 | 1 909 136                                    | 44 468                                       | 3 307                                        | 648                                          | 1 279 323                                    | 39 513                                       | 3 920                                        | 377 208                                      | 280                                          | 164                                          | 14.225                                       |
| SR Černá Hora                                | SR Černá Hora                                | 584 310                                      | 19 407                                       | 6 904                                        | 564                                          | 875                                          | 78 080                                       | 400 488                                      | 37 735                                       | 238                                          | 52                                           | 31 243                                       |

### Emigrace
Malý nebo záporný populační růst v bývalé Jugoslávii odrážel vysokou úroveň emigrace. Ještě před rozpadem země, během 60. a 70. let, byla Jugoslávie jednou z nejdůležitějších „vysílacích společností“ mezinárodní migrace. Důležitou přijímající společností bylo Švýcarsko, cíl odhadem pro 500 000 migrantů, kteří nyní tvoří více než 6 % celkové švýcarské populace. Podobné počty emigrovaly do Západního Německa, Rakouska, Austrálie, Švédska a Severní Ameriky.

## Vzdělání

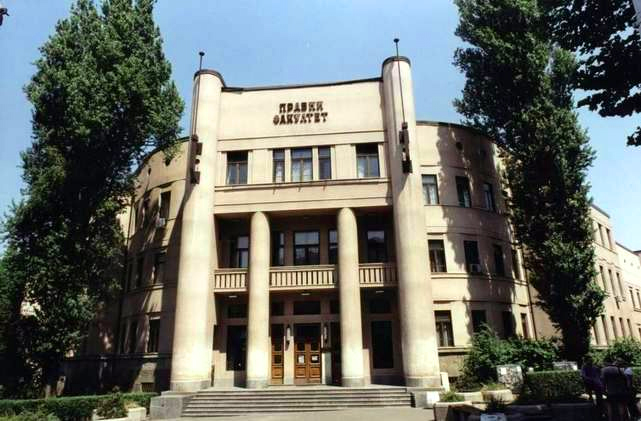
Právní fakulta bělehradské univerzity

Období existence SFR Jugoslávie bylo poznamenáno výrazným rozvojem v oblasti školství. Bezprostřední období po druhé světové válce bylo poznamenáno pořádáním rozšířených kurzů gramotnosti (negramotnosti), což vedlo k poklesu počtu negramotných občanů (zejména žen, které tvořily 70 % studentů) z 4 408 471 (44,6 % populace nad 10 let v roce 1931) na 3 162 941 (25,4 % populace nad 10 let v roce 1948), 3 066 165 (21 % v roce 1961), 2 549 571 (15,1 % v roce 1971) a 1 780 902 (9,5 % v roce 1981) a s neustále se zvyšujícím průměrným věkem mezi negramotnou populací. V roce 1946 zde bylo 10 666 základních škol s 1 441 679 žáky a 23 270 učiteli, zatímco počet žáků základních škol kulminoval ve školním roce 1975/76 s 2 856 453 žáky. Země zavedla všeobecné osmileté základní veřejné vzdělávání v roce 1958. Mezi lety 1946 a 1987 vzrostl počet středních škol v Jugoslávii z 959 na 1248 s 6,6 % populace s maturitou v roce 1953 a 25,5 % v roce 1981. Pouze 0,6 % populace mělo vysokoškolské vzdělání v roce 1953, přičemž počet vzrostl na 1,3 % v roce 1961, 2,8 % v roce 1971 a 5,6 % v roce 1981. Zatímco ekonomika a trh práce meziválečného království nebyly schopny absorbovat podstatně menší počty kvalifikovaných pracovníků, poválečná jugoslávská ekonomika se i přes zlepšení neustále potýkala s nedostatkem kvalifikované pracovní síly.

## Kultura
Až do rozpadu v devadesátých letech 20. století byla Jugoslávie moderní multikulturní společností, založenou na konceptu bratrství a jednoty. V SFRJ byla historie Jugoslávie během druhé světové války všudypřítomná a byla vylíčena jako boj nejen mezi Jugoslávií a silami Osy, ale také jako boj dobra a zla uvnitř Jugoslávie s multietnickými jugoslávskými partyzány, kteří byli reprezentováni jako „dobří“ Jugoslávci bojující proti zmanipulovaným „zlým“ nacionalistickým Jugoslávcům (chorvatští ustašovci a srbští  Četnici), což ale nebránilo rozvoji kultury i na jiných polích. Jugoslávie se prezentovala jako vůdce Hnutí nezúčastněných, ale také jako tvůrce nového, marxistického světa.
Umělci z různých národních prostředí byli populární na celém území SFRJ. Jugoslávie byla tolerantní ke všem druhům umění, dokonce i ke kritickému, což z Jugoslávie udělalo svobodnou zemi bez ohledu na systém jedné strany.

### Literatura

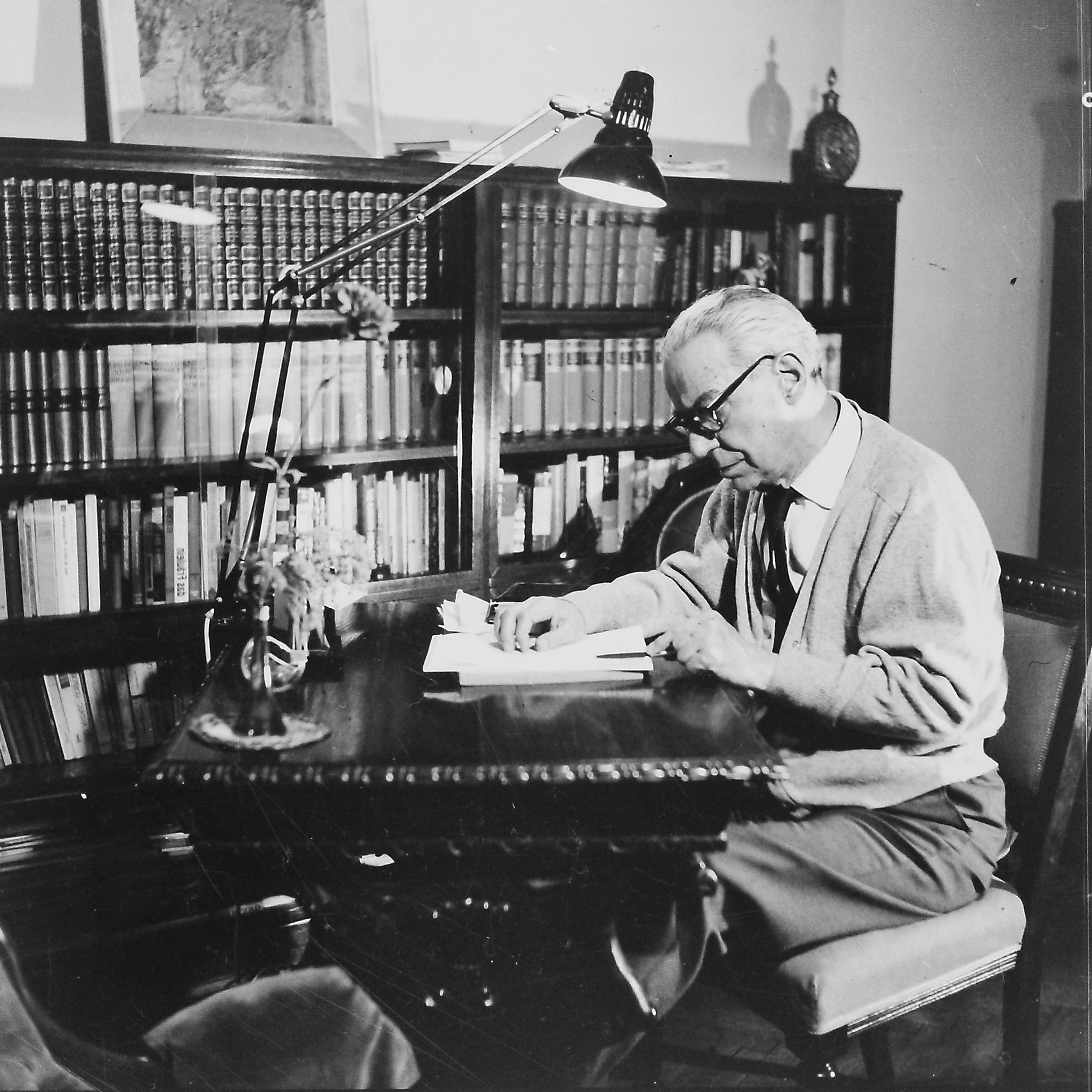
Ivo Andrić, laureát Nobelovy ceny za literaturu v roce 1961

### Hudba
Lidová hudba
Významnými umělci tradiční hudby byl oceňovaný soubor Tanec, cikánská hudební interpretka Esma Redžepovová a další. Velmi oblíbeným žánrem v Jugoslávii, exportovaným i do dalších sousedních zemí a oblíbeným i mezi jugoslávskou emigrací po celém světě, byla balkánská lidová muzika. Nejpopulárnější slovinskou lidovou hudbu hráli bratři Avsenikové (Ansambel bratov Avsenik) a Lojze Slak. Lidová hudba se objevila v 70. a 80. letech 20. století a v 80. a 90. letech se objevil styl tzv. novokomponovaná muzika, která dala místo kontroverznímu stylu turbofolk. Lepa Brena se v 80. letech stala nejpopulárnější jugoslávskou zpěvačkou a nejprodávanější zpěvačkou s více než 40 miliony prodaných desek. Lidoví umělci se těšili velké oblibě a neustále se objevovali v médiích, i v bulvárních. Jugoslávská hudební scéna ve svých rozmanitých žánrech se stala mezinárodně známou, od tradiční folklorní hudby oceňované po celém světě, přes rock-popovou hudbu oceňovanou ve východní a v menší míře i v západní Evropě, až po turbofolkovou hudbu široce exportovanou do sousedních zemí.
Vážná hudba
Klavírista Ivo Pogorelić a houslista Stefan Milenković byli mezinárodně uznávanými interprety klasické hudby, zatímco Jakov Gotovac byl významným skladatelem a dirigentem.
Populární hudba

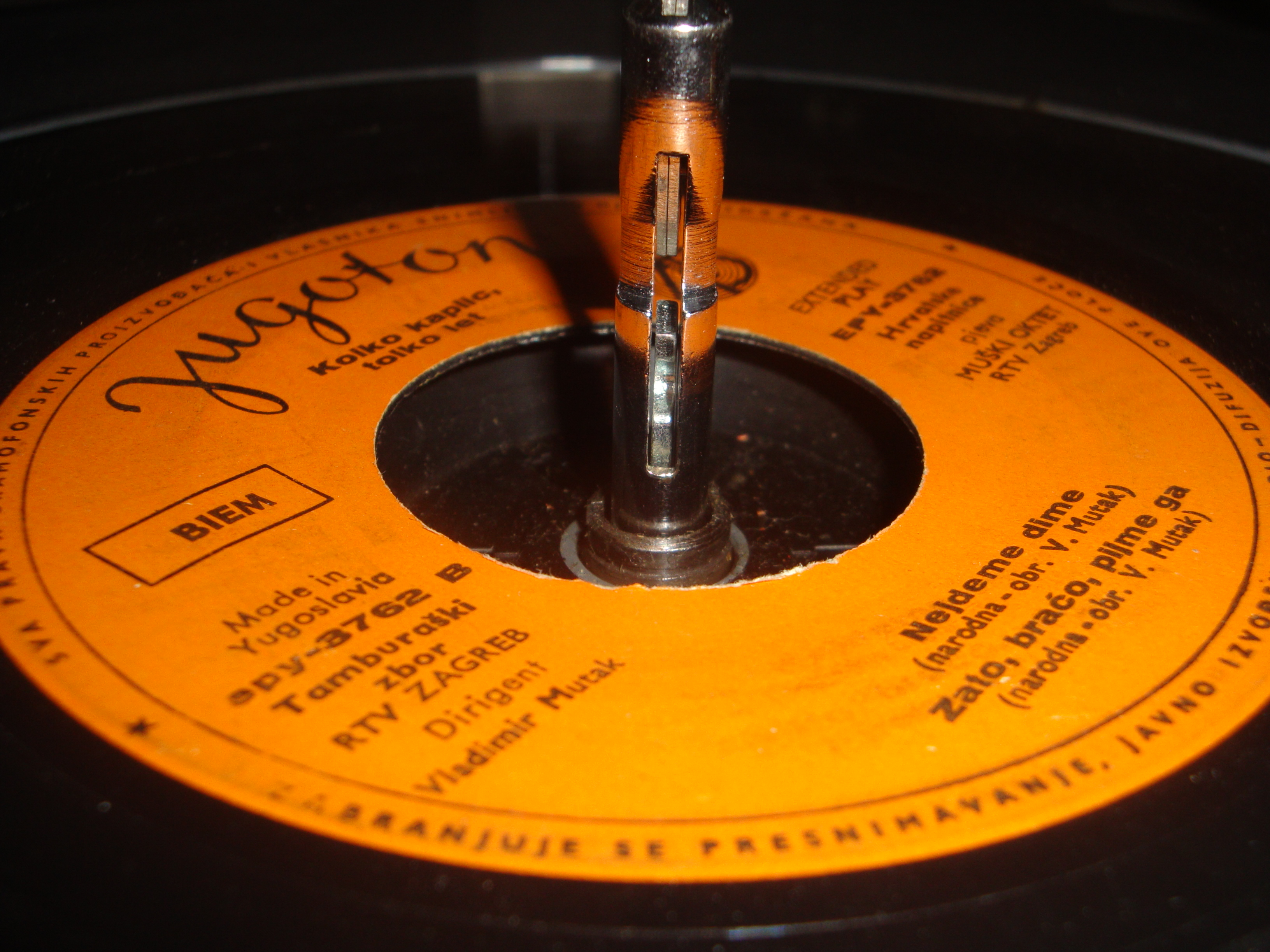
Jugoton patřil mezi úspěšná vydavatelství

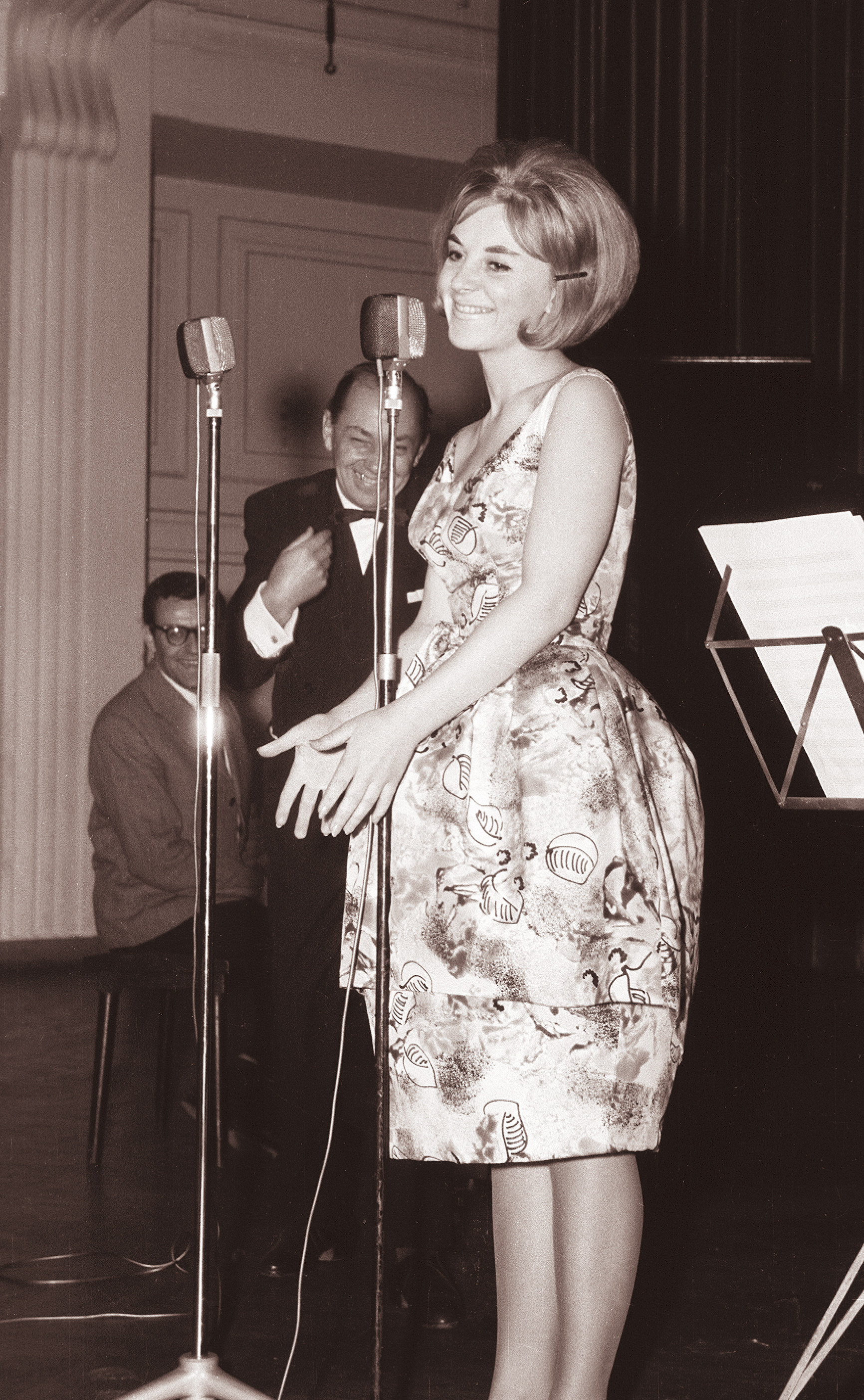
Gabi Novak při vystoupení v Mariboru roku 1961

Jugoslávie měla středně vysoký stupeň umělecké a hudební svobody, částečně díky rozkolu Tita a Stalina, díky němuž země usilovala o pozitivní vztahy s mnoha zeměmi mimo východní blok. Populární hudba měla v Jugoslávii rozmanitou řadu stylistických vlivů z celého světa. Populární hudba ovlivněná Západem byla společensky akceptována více než v zemích východního bloku a byla dobře pokryta médii, která zahrnovala četné koncerty, hudební časopisy, rozhlasové a televizní pořady. Aspirující umělci mohli cestovat do kapitalistických zemí západní Evropy a přivézt zpět hudební nástroje a vybavení.
Před druhou světovou válkou patřila Jugoslávie mezi nejméně rozvinuté země v Evropě. Kromě malé městské elity byla velká část populace negramotná, neměla přístup k hudebnímu vzdělání, nástrojům a rádiím. Země také utrpěla jednu z nejvyšších ztrát v Evropě od druhé světové války. Během 40. let Komunistická strana Jugoslávie aktivně propagovala socialistický realismus prostřednictvím agitpropu, včetně hudby. Mnoho stranických vůdců znevažovalo populární hudbu západního stylu jako je jazz, přičemž taková hudba byla často stigmatizována nebo cenzurována. Nicméně vzhledem ke své zeměpisné poloze měla Slovinská a Chorvatská SR během této doby velkou expozici populární hudby ze sousedního Rakouska a Itálie. Místo toho byla hudba dovezená ze Sovětského svazu běžnou záležitostí, ale i před ní byli představitelé komunistické strany opatrní a mnozí se cítili ze strany sovětských úředníků podceňováni.
V roce 1948 byla Jugoslávie vyloučena z Kominformy. Po tomto vyloučení Komunistická strana Jugoslávie již necítila potřebu zapojovat se do stalinisticky stylizované kulturní politiky, která potlačovala nepropagandistickou populární hudbu. Nicméně během 50. let zůstali někteří straničtí funkcionáři vůči hudbě ze západních zemí antagonističtí. Jak se země snažila podporovat další vztahy mimo východní blok, Jugoslávie se koncem 50. let stále více otevírala. Během 50. let bylo v Jugoslávii vítáno mnoho slavných mezinárodních hvězd.
Jugoslávská ekonomika během 50. let rychle rostla, což umožnilo alokovat více zdrojů na spotřební zboží, včetně hudby. Počet rádií v zemi dramaticky vzrostl, stejně jako výroba desek. Političtí vůdci země, stále ještě tolerantní k zahraniční hudbě, se také snažili rozvíjet populární hudbu, kterou považovali za ztělesnění vlastní národní identity Jugoslávie a mnozí nadále vnímali americký kulturní vliv jako politickou propagandu. V 50. byly zakládány a propagovány domácí festivaly populární hudby a umělecká sdružení. Během této doby se objevili populární jugoslávští umělci, včetně významných jmen jako Đorđe Marjanović, Gabi Novak, Majda Sepe, Zdenka Vučković, and Vice Vukov. Jugoslávská rocková scéna, která se objevila na konci 50. let, obecně sledovala západoevropské a americké trendy s místním a východoevropským vlivem. Během této doby měla země zvýšenou kulturní výměnu s Mexikem, což vedlo ke vzniku místního hudebního žánru, který spojoval tradiční mexické prvky, známé jako Yu-Mex. Vzestup jugoslávské populární hudby přijal za své stát, který ji aktivně propagoval v zahraničí. Jugoslávie vstoupila do soutěže Eurovize v roce 1961 a stala se jedinou samozvanou socialistickou, východoevropskou a převážně slovanskou zemí, která to tak udělala.
Jugoslávie vstoupila do Eurovision Song Contest v roce 1989 s písní „Rock Me“ v podání skupiny Riva a soutěž vyhrála, čímž Jugoslávie získala jediné první místo v této soutěži během její historie.
Mezi významné jugoslávské umělce se zařadili Atomsko Sklonište, Azra, Bajaga i Instruktori, Đorđe Balašević, Bijelo Dugme, Buldožer, Crvena Jabuka, Zdravko Čolić, Divlje Jagode, Ekatarina Velika, Električni Orgazam, Film, Galija, Haustor, Idoli, Indexi, Korni Grupa, KUD Idijoti, Laboratorija Zvuka, Lačni Franz, Laibach, Leb i Sol, Josipa Lisac, Pankrti, Paraf, Parni Valjak, Partibrejkers, Pekinška Patka, Plavi Orkestar, Prljavo Kazalište, Psihomodo Pop, Riblja Čorba, September, Smak, Šarlo Akrobata, Time, YU Grupa, Zabranjeno Pušenje a další.

### Výtvarné umění

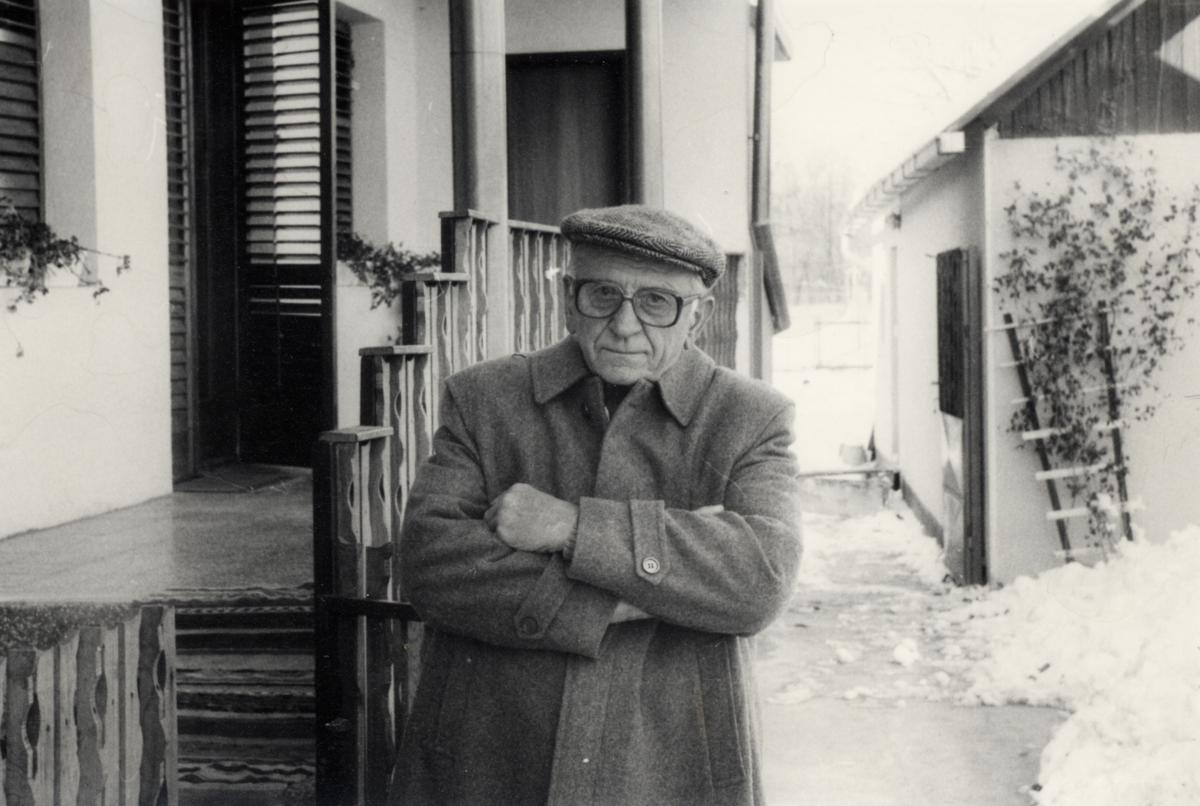
Ivan Generalić, jugoslávský a chorvatský naivní malíř

V prvních letech po skončení války byli výtvarní umělci žádáni, aby byli aktivním činitelem ve společensko-politickém boji za uskutečnění socialismu, což vedlo k reorganizaci uměleckého života a vzniku republikových spolků výtvarných umělců. Tak byla koncem roku 1944 v Bělehradě obnovena Asociace výtvarných umělců Srbska (ULUS), následující rok v Záhřebu Asociace výtvarných umělců Chorvatska (ULUH), Společnost slovinských výtvarných umělců (DSUU), ve Skopje Asociace výtvarných umělců Makedonie (DLUM) a v Sarajevu Asociace výtvarných umělců Bosny a Hercegoviny (ULUBiH), zatímco v Cetinje Asociace výtvarných umělců Černé Hory (ULUCG), založená v roce 1946. Jediný koordinační orgán uměleckých sdružení, Svaz výtvarných umělců Jugoslávie (SLUJ), byl založen v Záhřebu v roce 1947 a první výstava SLUJ se konala v Lublani v roce 1949.
Po válce se jugoslávští malíři pomalu vzdalovali standardům socialistického realismu a ve větších centrech vznikaly umělecké kolonie s malíři různého stylového zaměření. V SR Chorvatsko tzv. naivní malba s představiteli Ivanem a Josipem Generalićovými, Ivanem Rabuzinem, Franjo Mrazem, Ivanem Lackovićem, kteří ve svých dílech zdůrazňují venkovský život specifickým způsobem, většinou s pestrými barvami a neproporcionalitou pohledu a charakterů. V Novém Sadu, v Petrovaradinské pevnosti, vznikla malířská kolonie s malíři Jovanem Bikickim, grafiky Ankicou Oprešnikem, Milanem Kercou a Boško Petrovićem. Kromě stávajících vzdělávacích institucí: Akademie výtvarných umění v Bělehradě a Akademie výtvarných umění v Záhřebu byla v roce 1945 otevřena Akademie výtvarných umění a designu v Lublani, Akademie výtvarných umění v Sarajevu v roce 1972, Akademie výtvarných umění ve Skopje, Fakulta výtvarných umění v Cetinje v roce 1988. Známějšími jugoslávskými malíři byli: Safet Zec, Karlo Afan de Rivera, Vojo Dimitrijević, Lazar Drljača, Dževad Hozo, Momčilo Kapor, Radovan Kragulj, Fuad Kasumović, Bekir Misirlić, Ismet Mujezinović, Salim Obralić, Ljubomir Perčinlić, Ivo Šeremet, Albert Alcalay, Augusto Černigoj, Eva Fischer, Sava Sekulić, Milena Usenik. 

### Film
Na jugoslávském plátně vystupovali významní herci jako  Danilo Stojković, Ida Kravanja, Ljuba Tadić, Fabijan Šovagović, Mirko Bogataj, Mustafa Nadarević, Bata Živojinović, Boris Dvornik, Ratko Polič, Ljubiša Samardžić, Dragan Nikolić, Pavle Vujisić, Arnold Tovornik, Volodja Peer, Mira Banjac, Stevo Žigon, Voja Brajović, Ivo Ban, Miki Manojlović, Svetlana Bojković, Miodrag Petrović Čkalja, Zoran Radmilović, Špela Rozin, Josif Tatić, Milan Gutović, Milena Dravić, Milena Zupančič, Bekim Fehmiu, Neda Arnerić, Janez Škof, Rade Šerbedžija, Mira Furlan, Ena Begović a další. Mezi filmové režiséry patřili: Emir Kusturica, Dušan Makavejev, Duša Počkaj, Goran Marković, Lordan Zafranović, Goran Paskaljević, Živojin Pavlović a Hajrudin Krvavac.
V mnoha jugoslávských filmech vystupovali významní zahraniční herci jako např. Orson Welles, Sergej Bondarčuk, Franco Nero a Yul Brynner ve filmu Bitva na Neretvě  nominovaný na Oscara a Richard Burton v Sutjesce. Také mnoho zahraničních filmů bylo natočeno na různým místech v Jugoslávii i s domácími štáby, jako Oddíl 10 z Navarone, Božská relikvie nebo Útěk ze Sobiboru.
Mezi populární filmy natočené v Jugoslávii i s obsazením místních herců patří série westernů o Vinnetouovi na motivy Karla Maye, např. Poklad na Stříbrném jezeře, Vinnetou – Rudý gentleman nebo Vinnetou – Poslední výstřel.

### Televize a rádio
Jeden ze zakládajících členů Evropské vysílací unie, Jugoslavenska radiotelevizija, známá jako JRT, byla národním systémem veřejnoprávního vysílání v Jugoslávii. Skládala se z osmi subnárodních rozhlasových a televizních vysílacích středisek, z nichž každé mělo sídlo v jedné ze šesti republik a dvou autonomních provincií. Každé televizní centrum vytvářelo svůj vlastní program nezávisle a některé z nich provozovalo několik kanálů. Tato subnárodní vysílací centra se po rozpadu Jugoslávie stala veřejnoprávními provozovateli nově nezávislých států s pozměněnými názvy. Záhřebské rádio začalo vysílat 15. května 1926 a bylo prvním veřejnoprávním vysílacím zařízením v jihovýchodní Evropě. V den 30. výročí založení rozhlasové stanice Záhřeb, 15. května 1956, byl odvysílán první televizní program. Jednalo se o první televizní stanici v Jugoslávii a později se stala barevnou stanicí v roce 1972. RT Bělehrad a RT Ljubljana začaly vysílat své televizní programy o dva roky později, v roce 1958.

## Sport
FPR/SFR Jugoslávie vyvinula silnou sportovní komunitu, zejména v týmových sportech jako fotbal, basketbal, házená, vodní pólo a volejbal. Když bylo Sarajevo vybráno jako místo konání zimních olympijských her v roce 1984, zavládlo v Jugoslávii velké nadšení.

### Fotbal

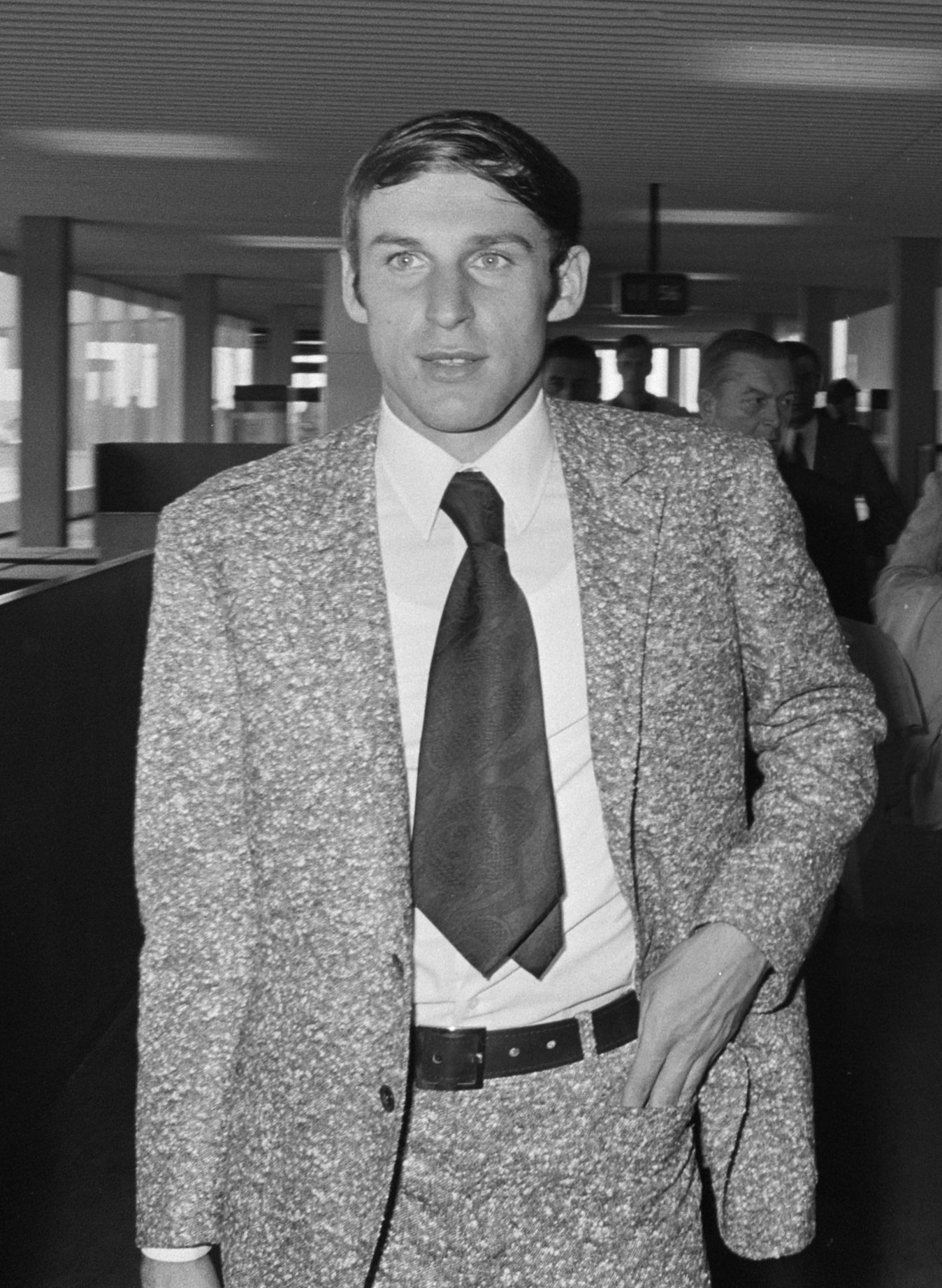
Dragan Džajić, fotbalista s nejvíce starty za národní tým SFRJ (85)

Největší fotbalový úspěch země přišel na klubové úrovni, když Crvena zvezda Bělehrad vyhrála Pohár mistrů evropských zemí 1990/1991, kdy ve finále hraném 29. května 1991 porazila Olympique de Marseille. Později téhož roku se stali mistry světa klubů, když porazili Colo-Colo 3-0 v Interkontinentálním poháru.
Předtím se Crvena zvezda dostala do finále Poháru UEFA 1978–79, zatímco jejich rivalové Partizan Bělehrad, byli finalisty Evropského poháru 1965–66. Dinamo Záhřeb vyhrálo Veletržní pohár 1966/1967. Dále Čelik Zenica (dvakrát), Crvena zvezda Bělehrad, Vojvodina, Partizan, Iskra Bugojno a Borac Banja Luka vyhrály Středoevropský pohár; zatímco Velež Mostar, Rijeka, Dinamo Záhřeb a Radnički Niš vyhrály Balkánský pohár.
Na úrovni národního týmu se FPR/SFR Jugoslávie kvalifikovala na sedm mistrovství světa ve fotbale, nejlepší výsledek přišel v roce 1962 v Chile se 4. místem (vyrovnává úspěch Království Jugoslávie z roku 1930). Země hrála také na čtyřech evropských šampionátech. Nejlepší výsledky dosáhly v letech 1960 a 1968, kdy tým prohrál ve finále – v roce 1960 se Sovětským svazem a v roce 1968 s Itálií. Jugoslávie byla také první nezápadní evropskou zemí, která hostila mistrovství Evropy, a to v roce 1976 v Bělehradě.
Jugoslávský olympijský tým navíc vyhrál zlato na olympijských hrách 1960 v Římě, předtím získal stříbro na třech předchozích olympijských hrách — 1948 v Londýně, 1952 v Helsinkách a 1956 v Melbourne. Tým navíc získal bronz v roce 1984 v Los Angeles.
V kategorii mládeže se tým Jugoslávie do 20 let kvalifikoval pouze na dvě mistrovství světa mládeže, ale vyhrál v roce 1987 v Chile, zatímco jugoslávský tým do 21 let se kvalifikoval na čtyři mistrovství Evropy ve fotbale hráčů do 21 let, vyhrál úvodní ročník v roce 1978 a v roce 1990 se dostal do finále.
Na frontě jednotlivých hráčů Jugoslávie produkovala některé významné hráče na světové scéně; jako Rajko Mitić, Stjepan Bobek, Bernard Vukas, Vladimir Beara, Dragoslav Šekularac, Milan Galić, Josip Skoblar, Ivan Ćurković, Velibor Vasović, Dragan Džajić, Safet Sušić, Dragan Stojković, Dejan Savićević, Darko Pančev, Robert Prosinečki a další.

### Basketbal

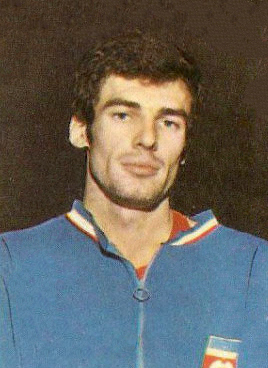
Krešimir Ćosić, jeden z nejlepších jugoslávských basketbalistů

Na rozdíl od fotbalu, který zdědil velkou část své infrastruktury a znalosti z dob jugoslávského království před druhou světovou válkou, měl basketbal velmi malou dřívější historii. Sport byl tedy pěstován a rozvíjen od nuly v rámci komunistické Jugoslávie prostřednictvím individuálních nadšenců, jako byli Nebojša Popović, Bora Stanković, Radomir Šaper, Aca Nikolić a Ranko Žeravica. Ačkoli byla Jugoslávie členem FIBA od roku 1936, národní tým se kvalifikoval do hlavní soutěže až po druhé světové válce. V roce 1948 byla založena zastřešující basketbalová asociace země Jugoslávská basketbalová federace (KSJ).
Po svém hlavním soutěžním debutu na EuroBasketu 1947 netrvalo dlouho jugoslávskému národnímu týmu se stát držitelem první medaile na světové scéně - stříbrné z mistrovství Evropy v roce 1961. Nejpozoruhodnějšími výsledky země byly vítězství na třech mistrovstvích světa (v r. 1970, 1978 a 1990), zlatá medaile na olympijských hrách 1980 v Moskvě, kromě pěti mistrovství Evropy (tři z nich po sobě 1973, 1975 a 1977, po nichž následovaly další dvě po sobě jdoucí v letech 1989 a 1991). V důsledku vítězství na mistrovství světa v roce 1970 zaznamenal basketbal v celé zemi značný nárůst popularity, což vedlo k tomu, že úřady zahájily výstavbu řady krytých sportovních zařízení. Některé z arén postavených v tomto období zahrnují: Záhřebský Dom Sportova (1972), Bělehradskou Halu Pionir (1973), Sportovní halu Baldekin v Šibeniku (1973), Dvoranu Mladosti v Rijece (1973), Halu Pinki v bělehradské čtvrti Zemun (1974), Sportovní centrum Čair v Niši (1974), Halu Jezero v Kragujevaci (1978), Sportovní centrum Morača v Titogradu (1978), Sportovní centrum Gripe ve Splitu (1979) atd.
Současně byl na klubové úrovni v roce 1945 založen vícevrstvý ligový systém s první federální ligou na vrcholu pyramidy. Zpočátku se ligové zápasy hrály venku – na betonových a hliněných površích – a kvůli nepříznivým povětrnostním podmínkám se soutěžilo od časného jara do poloviny podzimu v rámci téhož kalendářního roku. Od října 1967 se však ligové zápasy začaly hrát uvnitř, přestože v zemi stále chyběla vhodná infrastruktura. Zpočátku se hrál v provizorních veletržních halách a průmyslových skladech, ale klubový basketbal v Jugoslávii zažil významná organizační zlepšení po vítězství na mistrovství světa v roce 1970, kdy komunistické úřady země povolily výstavbu desítek krytých sportovních arén po celé zemi, takže mnoho klubů našlo trvalé domovy. Jugoslávské kluby vyhrály Evropský pohár mistrů, premiérovou basketbalovou klubovou soutěž na kontinentu, sedmkrát – KK Bosna v roce 1979, KK Cibona v roce 1985 a 1986, Jugoplastika Split v roce 1989, 1990 a 1991 a KK Partizan v roce 1992.
Mezi významné hráče patřili Radivoj Korać, Ivo Daneu, Krešimir Ćosić, Zoran Slavnić, Dražen Dalipagić, Dragan Kićanović, Mirza Delibašić, Dražen Petrović, Vlade Divac, Dino Rađa, Toni Kukoč a Žarko Paspalj.

### Volejbal

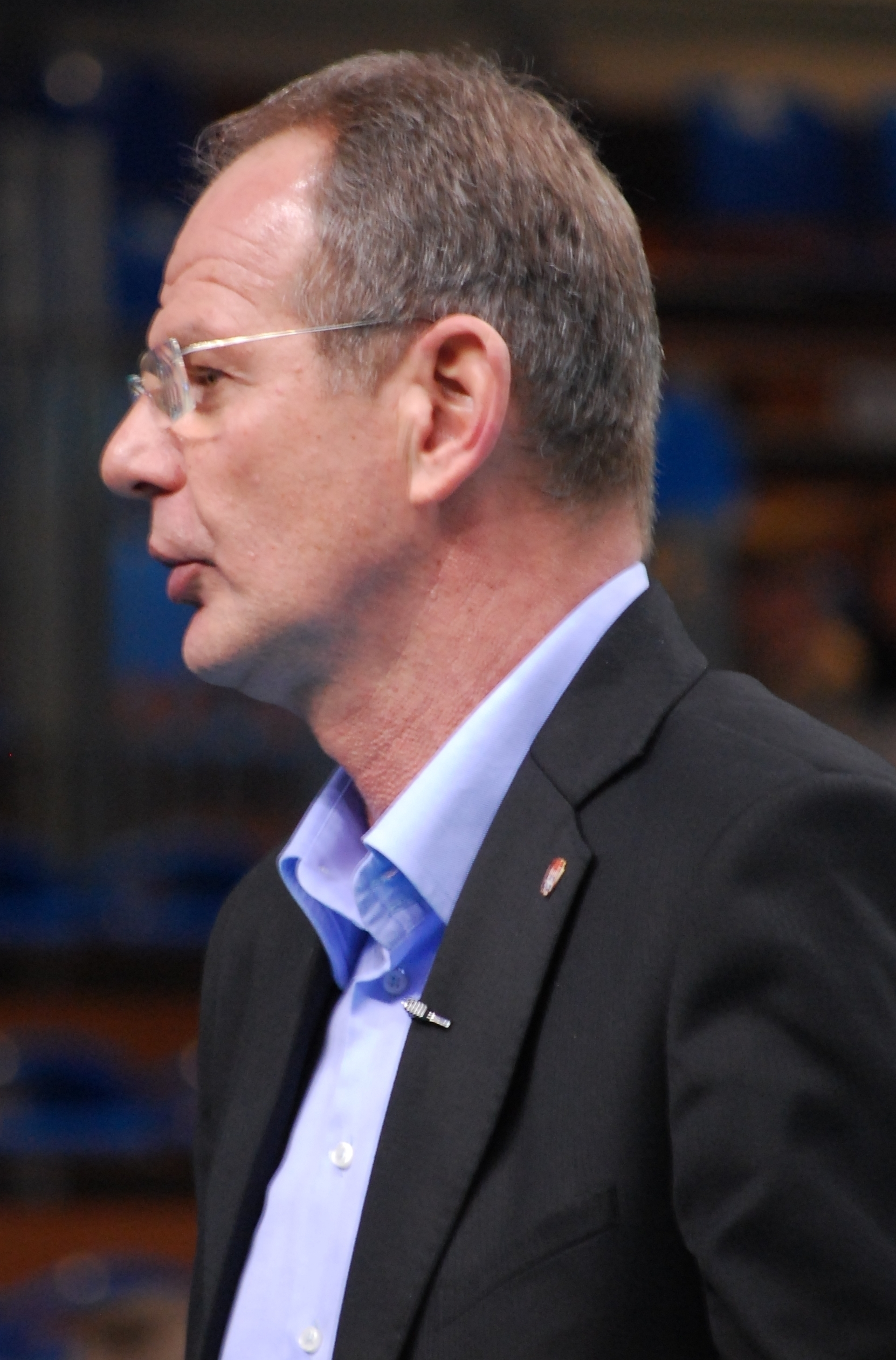
Ljubomir Travica, jugoslávský volejbalový reprezentant a trenér

Volejbalové soutěže organizovala Volejbalová federace Jugoslávie, založená v roce 1946. Svaz byl členem Evropské volejbalové konfederace (CEV) a Mezinárodní volejbalové federace (FIVB). Jugoslávská volejbalová reprezentace startovala na olympijských hrách, mistrovství světa a Evropy ve volejbale. První vystoupení na olympiádě proběhlo v roce 1980, kdy národní tým vybojoval šesté místo. Na mistrovství světa ve volejbale se reprezentace představila celkem 4×. Poprvé to bylo v roce 1956 a naposledy v roce 1970. Nejlepším umístěním bylo osmé místo na mistrovství světa v letech 1962 a 1966.

### Házená
Jugoslávie vyhrála dvě zlaté olympijské medaile – 1972 v Mnichově (házená se vrátila jako olympijský sport po 36 letech) a 1984 v Los Angeles. Země také vyhrála titul mistra světa v roce 1986. SFR Jugoslávie se nikdy nezúčastnila mistrovství Evropy, protože soutěž vznikla v roce 1994. Veselin Vujović byl IHF zvolen světovým hráčem v roce 1988 (poprvé se hlasování konalo). Mezi další významné hráče v průběhu let patřili Abaz Arslanagić, Zoran „Tuta“ Živković, Branislav Pokrajac, Zlatan Arnautović, Mirko Bašić, Jovica Elezović, Mile Isaković atd. 
Na straně žen hra přinesla také pozoruhodné výsledky – ženské družstvo vyhrálo Olympijské zlato v roce 1984 a také vyhrálo mistrovství světa v roce 1973. Stejně jako Veselin Vujović v roce 1988 na straně mužů byla Světlana Kitić ve stejném roce zvolena světovou hráčkou roku. 

### Vodní pólo

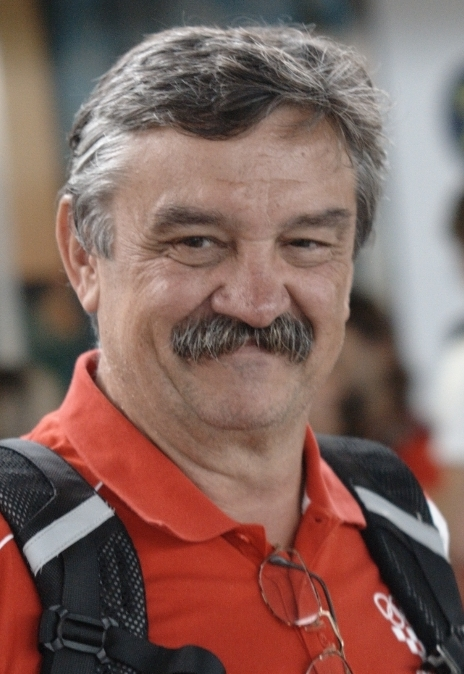
Ratko Rudić, jeden z nejlepších jugoslávských hráčů vodního póla

Vodní pólo je dalším sportem se silným dědictvím v době, která předcházela vzniku komunistické Jugoslávie. V 50. a na počátku 60. let byl jugoslávský národní tým vždy silným soupeřem, ale nikdy se mu nepodařilo zdolat poslední krok. Na olympijských hrách v roce 1968 se generace vedená Mirkem Sandićem a Ozrenem Bonačićem konečně dočkala zlaté medaile, kdy po prodloužení porazila Sovětský svaz. Země vyhrála další dvě olympijská zlata – v letech 1984 a 1988. Získala také dva tituly mistra světa – v letech 1986 a 1991, přičemž druhý přišel bez chorvatských hráčů, kteří v té době již národní tým opustili. A nakonec tým vyhrál pouze jeden titul mistra Evropy, a to v roce 1991 poté, co se mu to nedařilo v předchozích 40 letech, během kterých skončil vždy druhý nebo třetí. 80. a počátek 90. let byly zlatým věkem pro jugoslávské vodní pólo, během kterého se hráči jako Igor Milanović, Perica Bukić, Veselin Đuho, Deni Lušić, Dubravko Šimenc, Milorad Krivokapić, Aleksandar Šoštar atd. etablovali jako nejlepší na světě.

### Jednotlivci

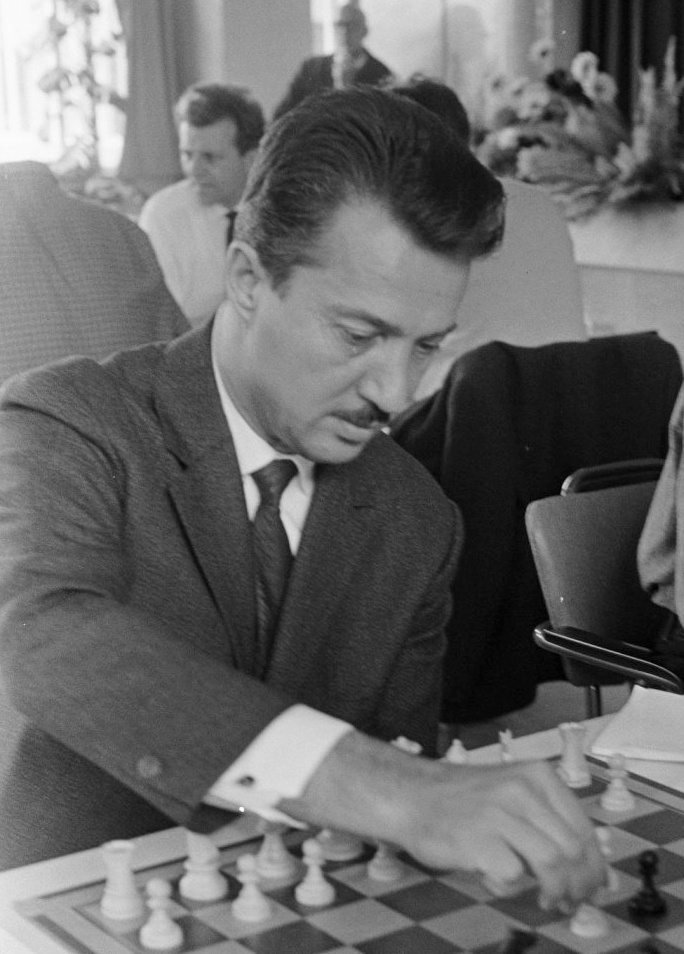
Šachista Svetozar Gligorić

Jugoslávie také dokázala vyprodukovat množství úspěšných sportovců v jednotlivých disciplínách. Vždy oblíbeným a sledovaným sportem v zemi byl tenis. Přesto kvůli nedostatku finančních prostředků na tenisovou infrastrukturu a podporu jednotlivých sportovců byla účast jugoslávských mladíků na tenisu vždy nízká ve srovnání s jinými sporty. To vše znamenalo, že talentovaní hráči odhodlaní dostat se na profesionální úroveň se většinou museli spoléhat na své vlastní rodiny a ne na tenisovou federaci země. Jugoslávské hráčky stále dokázaly produkovat některé pozoruhodné výsledky, především v ženské hře. V roce 1977 získala země svého prvního grandslamového šampiona, když antuková specialistka Mima Jaušovecová zvítězila na Roland Garros a porazila Florențu Mihai; Jaušovecová dosáhla ještě dvou finále French Open (v letech 1978 a 1983), ale obě prohrála. Právě s nástupem fenoménu náctileté Moniky Selešové na počátku 90. let se země stala velmocí ženského tenisu: vyhrála pět grandslamových akcí pod vlajkou SFR Jugoslávie – dvě French Open, dvě Australian Open a jednu US Open. Pod vlajkou Svazové Jugoslávie (Srbsko a Černá Hora) vyhrála další tři grandslamové tituly a po odchodu do Spojených států ještě jeden grandslamový titul. V mužském tenise Jugoslávie nikdy nevyprodukovala grandslamového šampiona, i když měla dva finalisty. V roce 1970 se Željko Franulović dostal do finále French Open, kde prohrál s Janem Kodešem. O tři roky později, v roce 1973, Nikola Pilić také dosáhl finále French Open, ale prohrál s Ilie Năstasem. Lyžaři byli velmi úspěšní v závodech Světového poháru a na olympijských hrách (Bojan Križaj, Jure Franko, Boris Strel, Mateja Svet). Zimní místa měla zvláštní podporu během zimních olympijských her v roce 1984 v Sarajevu. Gymnasta Miroslav Cerar získal řadu ocenění, včetně dvou zlatých olympijských medailí v 60. letech. Během sedmdesátých let dva jugoslávští boxeři, Mate Parlov a Marijan Beneš, vyhráli několik šampionátů. Během pozdních 70. a do 80. let se jejich výsledky vyrovnaly těžké váze Slobodana Kačara. Po mnoho let byla Jugoslávie považována za druhý nejsilnější šachový národ na světě po Sovětském svazu. Pravděpodobně největším jménem v jugoslávském šachu byl Svetozar Gligorić, který se v letech 1953 až 1968 zúčastnil tří turnajů kandidátů a v roce 1958 získal Zlatý odznak jako nejlepší jugoslávský sportovec.

## Národní hymna
Jugoslávie a Polsko sdílely melodii své národní hymny. Její první slova byla napsána v roce 1834 pod názvem „Hej, Slované“ a od té doby slouží jako hymna všeslovanského hnutí, hymna sokolského tělovýchovného a politického hnutí a hymna druhoválečné Slovenské republiky, Jugoslávie a Srbska a Černé Hory. Píseň je zároveň považována za druhou, neoficiální hymnu Slováků. Její melodie vychází z písně „Mazurek Dąbrowskiego“, která je od roku 1926 také hymnou Polska, je však mnohem pomalejší a důraznější. „Hej, Slované“ nebyla ústavně uznána jako státní hymna až do roku 1988 (a jako dočasné do roku 1977), protože měla být dočasnou hymnou Jugoslávie, dokud se nenajde náhrada s více jugoslávskou tematikou, na což nikdy nedošlo.